# Liste der Stolpersteine in Berlin-Friedenau
Die Liste der Stolpersteine in Berlin-Friedenau enthält die Stolpersteine im Berliner Ortsteil Friedenau im Bezirk Tempelhof-Schöneberg, die an das Schicksal der Menschen erinnern, die in der Zeit des Nationalsozialismus ermordet, deportiert, vertrieben oder in den Suizid getrieben wurden. Die Tabelle ist teilweise sortierbar; die Grundsortierung erfolgt alphabetisch nach dem Familiennamen.
Die meisten der in Friedenau verlegten Stolpersteine gehen auf die Recherchen zweier Anwohnerinitiativen zurück. Die Stolperstein-Initiative Stierstraße ist bereits seit 2008 aktiv; seit Anfang 2012 existiert das Stolperstein-Projekt „Quartier Handjerystraße“.
Neben den 251 Stolpersteinen, die in der Liste erfasst wurden, liegen im Ortsteil Friedenau auch zwei „Stolperschwellen“. Die erste Stolperschwelle, verlegt am 28. März 2013, sowie zahlreiche Stolpersteine in der Stierstraße und der Fregestraße wurden in der Nacht nach der Verlegung von Unbekannten mit schwarzer Farbe besprüht. In der darauffolgenden Nacht wurden Stolpersteine in der Handjerystraße Ziel der Angriffe. In der Nacht zum 6. Juni 2013, kurz vor der Verlegung der zweiten Stolperschwelle, wurden erneut mehr als 50 Stolpersteine in der Stierstraße, der Fregestraße, der Wilhelm-Hauff-Straße und der Handjerystraße mit schwarzer Lackfarbe verunstaltet. Seitdem wurden von bisher nicht ermittelten Tätern immer wieder Stolpersteine in Friedenau verunstaltet, zuletzt 35 Steine in der Nacht zum 3. Februar 2016. Auch auf den Infokasten, der über die Stolpersteine in der Stierstraße informiert, wurden mehrfach Anschläge verübt.

## Stolperschwellen
Die beiden bisher in Berlin-Friedenau verlegten Stolperschwellen sind folgende:
| Bild | Standort           | Lage                  | Verlegedatum  | Erläuterung       |
| ---- | ------------------ | --------------------- | ------------- | ----------------- |
|      | Stierstraße 21     | 52.473889 13.3375     | 28. März 2013 | Jüdischer Betraum |
|      | Handjerystraße 20a | 52.4741217 13.3324977 | 8. Juni 2013  | Gossner-Mission   |

## Stolpersteine
Die folgenden Stolpersteine wurden in Friedenau verlegt:
| Bild | Name                                 | Standort                              | Verlegedatum  | Leben | Lage                       |
| ---- | ------------------------------------ | ------------------------------------- | ------------- | --- | -------------------------- |
|      | Max Abraham                          | Bennigsenstraße 8                     | 22. Feb. 2020 | Max Abraham wurde am 12. Mai 1902 in Berlin geboren. Seine Mutter war die nichtjüdische Marianna geborene Saturna, sein Vater war der Zuschneider Elias Abraham. Er hatte einen Bruder Bernhard (1904) und einen Bruder Willi (1907). Die Familie lebte in der Prenzlauer Allee 34. 1939 wohnte Max in der Bennigsenstraße 8 vorne bei Frau Stiebel in einem möblierten Zimmer zur Untermiete für 50,00 RM. Er war ledig und von Beruf Einkäufer. Am 29. April 1942 musste Max Abraham die Vermögenserklärung ausfüllen. Er gab an, „Geltungsjude“ zu sein (Kinder von jüdischen und nichtjüdischen Elternteilen, die sich der jüdischen Gemeinde zugehörig fühlten). Auf die Frage nach der Konfession gab er an, glaubenslos zu sein. Er musste Zwangsarbeit leisten in den Neue Kühler- und Flugzeugteile Fabriken Kurt Hodermann in Tempelhof, Colditzstraße 27–29. Max Abraham wurde am 15. Oktober 1942 mit Transport I/102 durch die Gestapo von Berlin zum Ghetto Theresienstadt deportiert, dort wurde er im Mai 1945 durch die sowjetische Armee befreit. Am 26. September 1945 war er im DP-Lager Deggendorf und emigrierte am 22. August 1946 mit dem Schiff SS Marine Perch von Bremen in die USA. |                            |
|      | Richard Adam                         | Stierstraße 21                        | 21. Sep. 2009 | Richard Adam wurde am 4. Mai 1876 in Gumbinnen, Ostpreußen, als Sohn jüdischer Eltern geboren. Er wurde Architekt und war ein gut situierter Bauunternehmer. Er wohnte mit seiner verwitweten Schwester Clara Sabbath geborene Adam und deren Tochter Hettie in einem Bürohaus am Tempelhofer Ufer, in dem sich auch die Geschäftsräume seines florierenden Bauunternehmens befanden. Er war mit Erna Wilde verlobt. Vor 1933 beschäftigte Richard Adam in seinem Bauunternehmen rund 150 Mitarbeiter. Wegen der Verdrängung jüdischer Unternehmer ging die Anzahl kontinuierlich zurück, bis er 1939 auch den letzten Mitarbeiter entlassen und die Büroräume am Tempelhofer Ufer kündigen musste. Er zog mit seiner Schwester und seiner Nichte in die Stierstraße 21 in eine 6-Zimmer-Wohnung. Er hatte noch erhebliche finanzielle Mittel, die ihm durch die Judenvermögensabgabe in Höhe von 75.000 Mark und einen Heimeinkaufsvertrag über 76.800 Mark entzogen wurden. Am 19. Juni 1942 wurde er zusammen mit seiner Schwester nach Theresienstadt deportiert, dort starb er am 24. Februar 1944, seine Schwester starb bereits am 18. Oktober 1942. Seine Verlobte Erna Wilde erreichte nach dem Ende des Zweiten Weltkriegs die Anerkennung ihrer Ehe mit Richard Adam. | 52.473889 13.3375          |
|      | Elsbeth Alterthum                    | Bundesallee 79                        | 5. März 2024  | Elsbeth Isaac kam am 17. Oktober 1867 in Berlin als Tochter des Abraham Isaac und seiner Frau Marie geborene Jacob zur Welt. Sie hatte eine jüngere Schwester Gertrud (1872). Elsbeth besuchte die Burtin’sche Töchterschule in der Markgrafenstraße. 1886 heiratete sie den Regierungsbauführer Max Alterthum, die Kinder wurden geboren: Paul am 10. August 1887, Mathilde am 16. Januar 1889, Kurt Martin am 1. April 1891 und Rudolf Friedrich (Rudi) am 26. Juli 1900. Max Alterthum war Gründer und Miteigentümer der Firma Alterthum & Zadek OHG, die am Hausvogteiplatz die Häuser Nr. 12, („Haus zur Berolina“) und das Geschäftshaus mit der Nr. 3–4 gebaut hatte. Die Familie lebte ab den 1920er Jahren in der Küstriner Straße 17 (heute Damaschkestraße), die Wohnung war mit kostbaren Möbeln, Teppichen und sonstigem Inventar wie Meißner Porzellan und Ölbildern ausgestattet. Der Sohn Paul war promoviert und führte einen Verlag, die Tochter Mathilde heiratete einen Bankbeamten. 1926 starb Max Alterthum, seine Witwe Elsbeth zog mit den beiden unverheirateten Söhnen Kurt Martin und Rudi nach Friedenau in die Kaiserallee 79 (heute Bundesallee) in eine Drei-Einhalb-Zimmer-Wohnung. Dort lebten sie bei der Volkszählung im Mai 1939. Elsbeth Alterthum musste den ererbten und den von ihrem Mann geschenkten Schmuck, alle Silbersachen und den Nerzpelz ihres Mannes den Nazibehörden abliefern. Elsbeth Alterthum und ihre Söhne mussten im Herbst 1941 in das Judenhaus Kleiststraße 36 ziehen als Untermieter. Dort nähte Elsbeth Alterthum, wie später ein Zeuge erinnerte, die Judensterne an ihre Kleidung und an diejenige ihrer Söhne. Ihr Sohn Kurt Martin starb am 29. Dezember 1941 an Herzversagen. Am 14. August 1942 wurde Elsbeth Alterthum nach Theresienstadt deportiert, wo sie am 25. Februar 1944 ermordet wurde. Rudolf wurde am 12. Januar 1943 in das KZ Auschwitz deportiert, sein Todesdatum ist unbekannt. Die Tochter Mathilde wurde mit ihrem Mann Ferdinand aus der Hohenstaufenstraße 43 am 13. Januar 1942 nach Riga deportiert und dort ermordet. Überlebt hat allein der Sohn Paul, der mit seiner zweiten Frau Eva Lucie geborene Heinecke in die Schweiz emigrieren konnte, wo er 1970 verstarb. Die ebenfalls im Haus Kaiserallee 79 wohnende Edith Wolff, die im Widerstand tätig war und die mehrere KZs überlebte, widmete Elsbeth Alterthum und ihrem Sohn Rudolf jeweils eine Page of Testimony bei Yad Vashem. |                            |
|      | Rudolf Alterthum                     | Bundesallee 79                        | 5. März 2024  | Rudolf Friedrich (Rudi) Alterthum kam am 26. Juli 1900 in Berlin als letztes Kind des Baumeisters Max Alterthum und seiner Frau Elsbeth geborene Isaac zur Welt. Seine älteren Geschwister waren Paul (1887), Mathilde (1889) und Kurt Martin (1891). Sein Vater war Gründer und Besitzer der Firma Alterthum & Zadek OHG. Unter anderem hatte er am Hausvogteiplatz die Häuser Nr. 12, das „Haus zur Berolina“, und das Geschäftshaus mit der Nr. 3–4 gebaut sowie andere Großbauten in Berlin. Die Familie lebte in die Küstriner Straße 17 (heute Damaschkestraße) in einer reichhaltig ausgestatteten Wohnung. Rudolf Alterthum wurde kaufmännischer Angestellter und arbeitete im „Creditschutzverein für Lederindustrie“ für monatlich 300 RM brutto, ab 1934 im Verlag seines Bruders Paul, dem Atlas Verlag Dr. Alterthum und Co. in Berlin-Halensee für monatlich 250 RM. Rudolf und Kurt blieben bei den Eltern, bis 1926 ihr Vater starb. Danach zog Elsbeth Alterthum mit Kurt und Rudolf nach Friedenau in die Kaiserallee 79 (heute Bundesallee). Der Verlag von Paul Alterthum wurde im Jahr 1938 arisiert, Rudolf konnte aber bis 1941 weiterhin dort arbeiten. Sein Bruder Kurt starb am 29. Dezember 1941 an Herzversagen. Rudolf und seine Mutter mussten im Herbst 1941 in das Judenhaus Kleiststraße 36 ziehen. Dort nähte Elsbeth Alterthum, wie später ein Zeuge erinnerte, die Judensterne an ihre Kleidung und an diejenige ihrer Söhne. Rudolf musste Zwangsarbeit bei dem Elektrohersteller Blaupunkt in der Köpenicker Straße leisten. Am 14. August 1942 wurde Elsbeth Alterthum nach Theresienstadt deportiert, wo sie am 25. Februar 1944 ermordet wurde. Rudolf Alterthum wurde am 12. Januar 1943 zusammen mit der Vermieterin Maria Aszkenazy und deren Söhnen Manfred und Erwin in das KZ Auschwitz deportiert, sein Todesdatum ist unbekannt. Die ebenfalls im Haus Kaiserallee 79 wohnende Edith Wolff, die im Widerstand tätig war und die mehrere KZs überlebte, widmete Rudolf Alterthum und seiner Mutter jeweils eine Page of Testimony bei Yad Vashem. |                            |
|      | Alice Altmann                        | Stierstraße 21                        | 21. Sep. 2009 | Alice Lippmann wurde am 24. Juni 1922 in Schneidemühl/Posen als Tochter des jüdischen Kaufmanns Erich Lippmann und seiner Frau Käthe geboren, ihre Zwillingsschwester hieß Lilli. Sie heiratete den Kaufmann Herbert Altmann, bis 1942 lebte das Ehepaar in der Wohnung ihrer Eltern in der Beckerstraße 5 in Schöneberg. Dann zogen sie als Untermieter in die Stierstraße 21 zu Richard Adam. Am 1. März 1943 wurde ihre Zwillingsschwester Lilli nach Auschwitz deportiert und zu einem unbekannten Zeitpunkt ermordet, am 2. März 1943 folgte Alice mit ihrem Mann Herbert und ihren Eltern, Erich und Käthe Lippmann. Von Alice Altmann ist kein Todesdatum bekannt. | 52.473889 13.3375          |
|      | Herbert Altmann                      | Stierstraße 21                        | 21. Sep. 2009 | Herbert Altmann kam am 4. August 1907 in Berlin als Sohn des Kaufmanns Salomon Altmann und seiner Frau Friederike geborene Feld zur Welt. Er wurde Kaufmann und heiratete die am 24. Juni 1922 in Schneidemühl geborene Alice Lippmann. Zunächst wohnte das Ehepaar bei den Eltern von Alice in der Beckerstraße 5 in Schöneberg. Dann zogen sie in die Stierstraße 21 als Untermieter zu Richard Adam. Am 2. März 1943 wurden Herbert und Alice Altmann nach Auschwitz deportiert und dort ermordet. Das Bundesarchiv gibt den Zeitpunkt des Todes von Herbert Altmann mit dem 29. April 1943 an. | 52.473889 13.3375          |
|      | Else Ascher                          | Bundesallee 111                       | 26. März 2014 | Else Lebrecht wurde als Tochter von Minna Lebrecht geborene Kallmann und ihres Mannes in Dirschau geboren. Sie hatte noch eine Schwester Caecilie, die 1884 geboren war. Else heiratete den Weingroßhändler Moritz Ascher und wohnte mit ihm und ihrer verwitweten Mutter Minna Lebrecht in Friedenau, Kaiserallee 111 (heute: Bundesallee). Im Oktober 1942 wurde Minna Lebrecht nach Theresienstadt deportiert, sodann mussten Else und Moritz Ascher aus der Wohnung Kaiserallee 111 ausziehen und in eine 6-Zimmer-Wohnung in der Stübbenstraße 1 im 1. Obergeschoss ziehen. Else und Moritz Ascher wurden am 12. Januar 1943 nach Auschwitz deportiert. |                            |
|      | Magda Ascher                         | Perelsplatz 15                        | 21. März 2017 | Magda Ascher kam am 3. Februar 1887 in Glatz/Niederschlesien als Tochter des Kaufmanns Leopold Ascher und seiner Frau Malwine geborene Schlesinger zur Welt. Sie blieb ledig, wurde Fürsorgerin und zog zu einem unbekannten Zeitpunkt nach Berlin. 1939 wohnte sie am Maybachplatz 15 (heute Perelsplatz). Von dort wurde sie über die Sammelstelle Levetzowstraße am 18. Oktober 1941 mit dem ersten Transport von Berlin nach Litzmannstadt ins Ghetto deportiert. Dort lebte sie in der Alexanderhofstraße 29/8. Am 8. Mai 1942 wurde sie in das Vernichtungslager Kulmhof deportiert, wo sie sofort ermordet wurde. |                            |
|      | Moritz Ascher                        | Bundesallee 111                       | 26. März 2014 | Moritz Ascher wurde am 20. Dezember 1880 in Rhein/Ostpreußen als Sohn einer jüdischen Familie geboren. Er wurde Weingroßhändler, heiratete Else geborene Lebrecht und lebte mit ihr und ihrer verwitweten Mutter in Friedenau, Kaiserallee 111 (heute: Bundesallee). Nachdem zunächst seine Schwiegermutter Minna Lebrecht am 3. Oktober 1942 nach Theresienstadt deportiert wurde, mussten Moritz und Else Ascher in die Stübbenstraße 1 ziehen. Von dort wurden sie am 12. Januar 1943 nach Auschwitz deportiert und ermordet |                            |
|      | Adolf Aufrecht                       | Moselstraße 4                         | Dez. 2007     | Adolf Aufrecht kam am 16. Dezember 1870 in Rogasen/Posen als Sohn des Louis Aufrecht und seiner Frau Maria geborene Loewenstamm zur Welt. Er besaß ein Modewarenhaus in der Martin-Luther-Straße, privat wohnte er mit seinem Bruder Philipp und dessen Frau Rebecca in Friedenau im eigenen Haus in der Moselstraße 4. Sein Bruder Philipp starb 1941 an Arteriosklerose, Adolf Aufrecht wurde am 14. September 1942 zusammen mit seiner Schwägerin Rebecca nach Theresienstadt deportiert. Auf der Transportliste steht, dass Adolf ein Verdienstkreuz erhalten habe. Rebecca starb am 2. Dezember 1942, Adolf Aufrecht starb am 4. August 1943 an Lungentuberkulose. Eine Schwester von Adolf und Philipp, Johanna, die rechtzeitig nach Palästina entkommen war, widmete ihrem Bruder und ihrer Schwägerin Rebecca Aufrecht jeweils eine „Page of Testimony“ im Yad Vashem. | 52.4690918 13.3342408      |
|      | Rebecca Aufrecht                     | Moselstraße 4                         | Dez. 2007     | Rebecca Baumann wurde am 4. Oktober 1881 in Schneidemühl/Posen als Tochter von Berta und Abraham Baumann geboren. Sie heiratete Philipp Aufrecht und zog mit ihm nach Berlin. Ihr Mann war Kaufmann, sie wohnten zusammen mit ihrem Schwager Adolf Aufrecht in dessen Haus in Friedenau, Moselstraße 4. Ihr Mann Philipp starb am 1. Oktober 1941 und wurde auf dem Jüdischen Friedhof Weißensee beigesetzt. Am 14. September 1942 wurde Rebecca Aufrecht mit ihrem Schwager Adolf nach Theresienstadt deportiert. Rebecca Aufrecht kam dort am 2. Dezember 1942 zu Tode, als offizielle Todesursache wurde Bauchtyphus angegeben. | 52.4690918 13.3342408      |
|      | Martha Bab                           | Stierstraße 18                        | 27. Juli 2008 | Martha Bab kam am 30. September 1884 in Berlin als Tochter des Kaufmanns Hartwig Bab und seiner Frau Minna geborene Lehrs zur Welt. Sie wurde Putzmacherin und blieb ledig. Sie wohnte in der Stierstraße 18 im Gartenhaus II, Hochparterre. Am 12. November 1941 musste Martha Bab in die Sammelstelle Levetzowstraße gehen und am 14. November von der Levetzowstraße zum Bahnhof Grunewald. Dort fuhr der Zug ab, der am 18. November in Minsk ankam. Das Todesdatum von Martha Bab ist unbekannt. | 52.4743465 13.3374597      |
|      | Gertrud Gitel Bach                   | Wiesbadener Straße 85                 | 27. Juli 2022 | |                            |
|      | Marianne Erika Bach                  | Wiesbadener Straße 85                 | 27. Juli 2022 | |                            |
|      | Nathan Bach                          | Wiesbadener Straße 85                 | 27. Juli 2022 | |                            |
|      | Emma Bachrach                        | Handjerystraße 63                     | 3. Juni 2013  | Emma Bachrach wurde am 9. Oktober 1875 in Schmalkalden in Hessen-Nassau geboren. Sie blieb ledig und wohnte 1939 als Rentnerin in der Handjerystraße 63, ab dem 23. Mai 1941 in der Ansbacher Straße 8a im 4. OG des Gartenhauses bei Anna Sarah Schachnow als Untermieterin. Sie musste Zwangsarbeit leisten. Die Vermögenserklärung unterschrieb sie am 30. März 1942 und gab dabei Ersparnisse bei der Berliner Stadtbank in Höhe von 650 Mark an. Sowohl die Ersparnisse von Emma Bachrach als auch die Erlöse aus dem Verkauf ihres Mobiliars wurden von der Oberfinanzdirektion eingezogen: Am 12. Mai 1942 schätzte der Gerichtsvollzieher den Wert des Inventars auf 225 Mark und der Textilien auf 141 Mark. Von dieser Summe wurden für den Händler 30 % abgezogen. Am 24. Juni 1942 wurden die Möbel und der Hausrat für 137,50 Mark der Firma Marie Bredow, Berlin 65, Müllerstraße 16, die Textilien für 98,70 Mark der Firma Helene Borkowski, Charlottenburg, Kirchstraße 11 übergeben, mit „beiliegender Zahlkarte für das Konto der Oberfinanzdirektion“. Am 11. April 1942 überwies die Stadtbank 650 Mark an die Oberfinanzdirektion. Emma Bachrach wurde mit dem 12. Transport vom 2. April 1942 zusammen mit 1000 Menschen mit Zielangabe Trawniki deportiert. Dieser Transport wurde in Moabit abgefertigt und kam am 5. April 1942 laut Auskunft des Vorsitzenden des Warschauer Judenrates, Adam Czerniakow, in Warschau an, trotz der eigentlichen Zielangabe Trawniki. Die Deportierten wurden nicht im Ghetto der Warschauer Juden untergebracht, sondern in der „Quarantäne Gerichtsstraße“. Der Todesort von Emma Bachrach ist unbekannt, sie gilt als verschollen. | 52.469184 13.3306472       |
|      | Georg Beerwald                       | Stierstraße 18                        | 27. Juli 2008 | Georg Beerwald kam am 22. März 1881 in Berlin als Sohn des Kaufmanns Gustav Beerwald und seiner Frau Minna geborene Holz zur Welt. Er war von Beruf Versicherungsangestellter und heiratete Rosa Weinberger. Sie wohnten in Friedenau in der Stierstraße 18 im Gartenhaus II, hinten links, Hochparterre. Sie hatten einen Sohn Rudolf, der am 28. September 1910 geboren war. Dieser konnte am 4. Februar 1941 in die USA emigrieren, seine Eltern wurden am 14. November 1941 nach Minsk ins Ghetto deportiert und dort zu einem unbekannten Zeitpunkt ermordet. Von diesem Transport sind keine Deportationslisten erhalten. | 52.4743465 13.3374597      |
|      | Rosa Beerwald                        | Stierstraße 18                        | 27. Juli 2008 | Rosa Weinberger kam am 17. August 1886 in Podivin (Kostel)/Hodovin/Mähren als Tochter des Expedienten Anton Weinberger und seiner Frau Marie geborene Straussler zur Welt. Sie heiratete den Versicherungsangestellten Georg Beerwald, ihr Sohn Rudolf wurde am 28. September 1910 geboren. Sie wohnte mit ihrem Mann in der Stierstraße 18 im Gartenhaus II, hinten links, Hochparterre. Rosa Beerwald wurde am 14. November 1941 mit ihrem Mann nach Minsk ins Ghetto deportiert. Sie starb dort zu einem unbekannten Zeitpunkt. Von diesem Transport sind keine Deportationslisten erhalten. | 52.4743465 13.3374597      |
|      | Paul Bendix                          | Bennigsenstraße 17                    | 22. Feb. 2020 | Franz Martin Paul Bendix kam am 30. Dezember 1870 in Berlin als Sohn des Schauspielers Martin Bendix und seiner Frau Josephine Wilhelmine Anna geborene Schönberner auf die Welt. Sein 1874 geborener Bruder Martin Franz Felix starb 1876. Die Familie gehörte der evangelischen Kirche an, sein Vater war jüdischer Abstammung, seine Mutter nicht, Paul war getauft. Paul Bendix wurde Komponist und Humorist, auch gab er humoristische Schriften heraus. Er trat zusammen mit seinem Vater auf mit Werken wie Ein Besuch im Harem, Ein Besuch beim Photographen, Ein Besuch beim Zahnarzt. Er arbeitete für den Rundfunk und nahm Schallplatten auf, auch unter dem Pseudonym Paul Wagener. In erster Ehe heiratete er 1898 die Schauspielerin Adelheid Henriette Marie Folger, in zweiter Ehe 1920 Rosalie Mathilde Margareta Arnhold geborene Menge und in dritter Ehe 1924 die Putzmacherin Paula Karbe, die am 27. Februar 1885 in Lich/Oberhessen in eine jüdische Familie geboren war. 1928 wohnte er Kaiserallee 115, 1931 Albrechtstraße 38. 1935 wurde ihm die Mitgliedschaft in der Reichsmusikkammer - Fachschaft Komponisten – entzogen, sein hiergegen eingelegtes Rechtsmittel hatte keinen Erfolg. Damit war ihm jede Betätigung auf dem Gebiet des Komponierens untersagt. Der wirtschaftliche Niedergang verstärkte sich, 1939 wohnte er mit seiner Frau in der Naumannstraße 42 in einer Zwei-Zimmer-Wohnung. In dieser schwierigen Lage reichte er die Scheidung von seiner „volljüdischen“ Frau Paula ein, und zog mit seinen Möbeln und seinem Klavier in ein Leerzimmer in die Bennigsenstraße 17 bei Crohn, Vorderhaus Parterre. Er lebte von einer monatlichen Rente in Höhe von 150 Mark von den Deutschen Komponisten. Am 12. Mai 1943 musste er die Vermögenserklärung ausfüllen. Mit Nachdruck beantwortete er die Frage, ob er Jude sei: nein, evangelischer Mischling seit Geburt, seine letzte Beschäftigung sei für den Berliner Rundfunk gewesen. Zu seinem Familienstand schrieb er: getrennt lebend, Scheidung täglich erwartet, in seinem Haushalt lebe nur er. Die Verfügung, mit der sein Vermögen zugunsten des Deutschen Reichs beschlagnahmt wurde, erhielt er am 27. Mai 1943 zugestellt. Am 28. Mai 1943 wurde Paul Bendix nach Theresienstadt deportiert, wo er am 18. Juli 1944 starb. Die Scheidung seiner Ehe wurde am 29. Juli 1943 rechtskräftig. |                            |
|      | Jettka Bleiweiss                     | Stierstraße 19                        | 7. Juli 2008  | Jettka Bleiweiss kam am 12. Oktober 1865 in Schrimm als Tochter des Leib Bleiweiss und seiner Frau Amalie geborene Levy zur Welt. Sie blieb ledig und zog nach Berlin. Zuletzt wohnte sie als Untermieterin von Elly Herz in der Stierstraße 19, Gartenhaus, Parterre. Sie teilte sich vermutlich das Zimmer mit Margarete Weil, die ebenfalls als Untermieterin bei Elly Herz eingewiesen war. Am 23. Juli 1942 wurde sie mit dem 28. Alterstransport nach Theresienstadt deportiert und am 26. September 1943 von dort nach Treblinka. Damals war sie 76 Jahre alt, sie wurde wohl sofort nach ihrer Ankunft ermordet. | 52.4743059 13.3374586      |
|      | Pauline Blumenthal                   | Deidesheimer Straße 6                 | 25. März 2011 | Pauline Hoffnung kam am 13. März 1868 in Freystadt/Westpreußen als jüngstes von acht Kindern der jüdischen Eheleute Abraham Hoffnung und Rebekka geborene Schwarz zur Welt. Sie heiratete David Blumenthal, den Inhaber einer Filzfabrik. Sie zogen nach Berlin, der Sohn Otto wurde 1897 geboren, es folgte 1900 die Tochter Lotte. 1910 starb David Blumenthal. Der Sohn Otto kämpfte im Ersten Weltkrieg als Freiwilliger, nach dem Krieg studierte er Jura. 1921 heiratete die Tochter Lotte und starb bereits zwei Jahre später an Kindbettfieber. Otto Blumenthal heiratete 1922 Hildegard Jablonski. Pauline Blumenthal zog Ende der 1920er Jahre mit ihrer verwitweten Schwester Ida in eine kleine Wohnung in der Deidesheimer Straße 6. Otto Blumenthal zog mit seiner Frau und dem 1929 geborenen Sohn Lorenz an den Bodensee, von dort aus emigrierte die Familie 1939 nach Palästina. Paulines Schwester Ida konnte noch nach Brasilien auswandern, Pauline selbst musste noch in eine sogenannte „Judenwohnung“ in der Kufsteiner Straße 1 ziehen. Von dort wurde Pauline Blumenthal am 27. August 1943 mit dem 51. Alterstransport nach Theresienstadt deportiert. Sie starb am 24. April 1943. | 52.4744119 13.3205149      |
|      | Therese Brasch                       | Sentastraße 3                         | 19. Dez. 2014 | Therese Brasch kam am 16. Juni 1877 in Lobsens als Tochter des Josef Brasch und seiner Frau Rosa geborene Henoch zur Welt. Sie heiratete 1898 in Berlin Leo Brasch, der wie sie aus Lobsens stammte. Sie wohnte erst in der Joachimsthaler Straße 22/23, später in Grunewald, Lassenstraße 32–34. Zu einem unbekannten Zeitpunkt starb ihr Mann. 1940 verfasste sie ihr Testament und bedachte einige Familienangehörige. In die Sentastraße 3 zog sie als Untermieterin mit Pension zu Margarete Eppstein. Die Vermögenserklärung füllte sie nicht mehr aus: am 31. März 1942 hat sich Therese Brasch für die Flucht in den Tod entschieden. Ihr Vermögen wurde zugunsten des Deutschen Reichs eingezogen. In den Akten wurde vermerkt: „Die Jüdin Brasch hat sich der Abwanderung entzogen“. Sie wurde auf dem Jüdischen Friedhof Weißensee beerdigt. | 52.475556 13.329722        |
|      | Emma Brauer                          | Handjerystraße 2                      | 3. Juni 2013  | Emma Brauer, geb. Frankel, wurde am 24. November 1873 als österreichische Jüdin in Wien geboren. Sie heiratete Bruno Brauer und bekam zwei Kinder. 1916 verstarb ihr Mann. Ab 1927 lebte sie in Friedenau bei ihrer verheirateten Tochter in der Handjerystraße 2. Ab März 1942 wohnte sie in der Isoldestraße 6 zur Untermiete in einem Zimmer bei Herrn Rothstein, einem deutschen Juden. Im September 1942 beantragte die Gestapo die Einziehung ihres Vermögens: Einrichtung und vor allem Schmuck im Wert von 5000 Mark, darunter auch ihre Trauringe. Am 14. September 1942 wurde sie mit dem 2. Großen Alterstransport nach Theresienstadt deportiert. Nach 20 Monaten in diesem Lager wurde sie am 16. Mai 1944 in das Vernichtungslager Auschwitz im heutigen Polen deportiert. Vermutlich wurde sie dort innerhalb von wenigen Tagen im Alter von 70 Jahren ermordet. Ihr Sohn Richard (geboren 1900 in Wien) konnte 1937 nach Rio de Janeiro fliehen. Ihre Tochter Gertrude Wienprecht (geboren 1901) überlebte, weil sie mit einem nichtjüdischen Deutschen verheiratet war. Man nannte das eine „privilegierte Mischehe“. Sie zog nach der NS-Zeit nach Brasilien, kehrte jedoch nach Berlin zurück, lebte 1965 in Schöneberg. Sie versuchte vergeblich von der Bundesrepublik Deutschland eine Entschädigung für das gestohlene Vermögen der Mutter zu bekommen. | 52.4767671 13.3325542      |
|      | Erika von Brockdorff                 | Wilhelmshöher Straße 17               | Mai 2006      | Erika Gräfin von Brockdorff wurde als Erika Schönfeldt am 29. April 1911 in Kolberg/Pommern geboren. Nach der Mittleren Reife besuchte sie eine Haushaltungsschule, sodann arbeitete sie in Berlin als Hausangestellte und Sekretärin. 1937 heiratete sie Cay-Hugo Graf von Brockdorff, die Tochter Saskia kam auf die Welt. Ab 1941 stellte sie ihre Wohnung in der Wilhelmshöher Straße 17 der Widerstandsgruppe um Hans Coppi (Rote Kapelle) zur Verfügung. Sie wurde am 16. September 1942 verhaftet und vom Reichskriegsgericht zu zehn Jahren Zuchthaus verurteilt. Auf Betreiben von Adolf Hitler wurde das Urteil in ein Todesurteil umgewandelt. Am 13. Mai 1943 wurde sie in Plötzensee enthauptet. | 52.472425 13.3222115       |
|      | Louis Ludwig Broh                    | Bennigsenstraße 6                     | 22. Feb. 2020 | Louis genannt Ludwig Broh kam am 17. November 1874 in Schermeisel/Oststernberg/Brandenburg in einer jüdischen Familie zur Welt. Er wurde Getreidehändler und zog nach Berlin. Er heiratete, wurde aber wieder geschieden. Ob er Kinder hatte, konnte nicht ermittelt werden. In Berlin arbeitete er als Handelsvertreter. Seine Einkünfte hieraus waren so gering, dass er regelmäßig Unterstützung von Verwandten erhielt. Vermutlich handelte es sich bei dem Verwandten um den Tierarzt Dr. Ludwig Beermann, der ebenfalls in Schermeisel geboren war und der Eigentümer eines Grundstücks in Charlottenburg, Stormstraße 10, war. Ludwig Beermann war Jude und Freimaurer und sollte deportiert werden; daraufhin wählte er am 30. Juli 1941 die Flucht in den Tod. In seinem Testament verfügte er unter anderem, dass Ludwig Broh 500,00 Mark erben sollte. 1939 lebte Ludwig Broh als Untermieter bei der nichtjüdischen Frieda Scholz in der Bennigsenstraße 6 Portal I mit zwei weiteren männlichen Untermietern. Als er am 30. März 1942 die Vermögenserklärung abgeben musste, hatte er ein Guthaben bei der Sparkasse der Stadt Berlin in Höhe von 581,92 Mark, ansonsten keinerlei Besitz mehr. Von seinem Sparguthaben musste Ludwig Broh 175,00 Mark „Sonderbeitrag“ für seine „Abwanderung“ zahlen, so dass der Oberfinanzpräsident Einnahmen in Höhe von 423,65 Mark verbuchen konnte sowie eine Zahlung von 23,25 Mark von Broh’s Lebensversicherung, der Frankfurt/Mannheimer. Am 2. April 1942 wurde Ludwig Broh nach Warschau ins Ghetto deportiert, wo er zu einem unbekannten Zeitpunkt ums Leben kam. |                            |
|      | Fritz Brummer                        | Goßlerstraße 25                       | 28. Juni 2010 | Fritz Brummer wurde am 7. April 1899 in Posen an der Warthe geboren als Sohn von Leo Brummer und seiner Frau Gertrud geborene Lewy. Er hatte einen älteren Bruder Nathan, der im Ersten Weltkrieg fiel und eine 1908 geborene Schwester Liselotte. Die Familie zog nach Berlin. 1917 wurde Fritz Brummer zum Wehrdienst einberufen und kämpfte bis zum Ende des Krieges. Anschließend legte er das Abitur ab und studierte Medizin, bestand das Staatsexamen und wurde promoviert. 1925 eröffnete er eine Praxis für Allgemeinmedizin. Als seine Mutter 1926 starb, zog sein verwitweter Vater zu ihm in die Stubenrauchstraße 3, wo der Vater dann 1934 starb. Dem Entzug seiner Kassenzulassung konnte Fritz Brummer im Jahr 1933 noch entgehen, weil er Kriegsteilnehmer war. 1935 heiratete er die verwitwete Ilse Hildegard Ruth Weissenberg geborene Amandi. Sie brachte einen Sohn mit in die Ehe, den 1922 geborenen Horst Wolfram. Ab 1934 befand sich die Privatwohnung und die Praxis in der Goßlerstraße 25. 1938 erfolgte für Fritz Brummer die endgültige Entziehung der Approbation. Vermutlich wurde Fritz Brummer während der Reichspogromnacht verhaftet und in das KZ Sachsenhausen gebracht, jedenfalls wurde er am 16. Dezember 1938 wieder freigelassen. Ab 1940 war er als sogenannter Krankenbehandler tätig, d. h., er durfte nur jüdische Patienten behandeln. Anfang 1943 mussten Fritz Brummer und seine Frau Ilse zwangsweise als Untermieter in die Kleiststraße 29 ziehen. Von dort wurden beide mit dem 31. Osttransport am 1. März 1943 nach Auschwitz deportiert. Am 21. März 1943 wurde er ermordet. | 52.4481783 13.28911550928  |
|      | Ilse Brummer                         | Goßlerstraße 25                       | 28. Juni 2010 | Ilse Amandi wurde am 9. März 1901 in Breslau in eine jüdische Familie geboren. Sie heiratete einen Herrn Weissenberg, ihr Sohn Horst Wolfram wurde 1922 geboren. Ihr Mann starb, sie heiratete 1935 wieder und zwar den Arzt für Allgemeinmedizin Fritz Brummer. Sie lebten in der Goßlerstraße 25. Da ihr Mann im Ersten Weltkrieg gekämpft hatte, wurde ihm nicht bereits 1933 die Zulassung entzogen. Vermutlich wurde ihr Mann bei den Ereignissen der Reichspogromnacht verhaftet und in das KZ Sachsenhausen gebracht, jedenfalls wurde er von dort im Dezember 1938 wieder freigelassen. 1939 wurde ihm endgültig die Approbation entzogen, er durfte nur noch jüdische Patienten behandeln. Ihr Sohn Horst Wolfram konnte eine Zeit im Untergrund überleben, er gelangte schließlich 1941 in die USA. Ilse Brummer und ihr Mann Fritz wurden Anfang 1943 gezwungen als Untermieter in die Kleiststraße 29 zu ziehen. Von dort wurden sie am 1. März 1943 nach Auschwitz deportiert. Ihr Todesdatum ist unbekannt. | 52.4481783 13.28911550928  |
|      | Hermann Buchholz                     | Dickhardtstraße 15                    | 8. Juli 2008  | Hermann Hirsch Buchholz kam am 1. April 1869 in Schroda/Posen als Sohn des Kaufmanns Peter Buchholz und seiner Frau Julia geborene Braun zur Welt. Seine Geschwister waren Sigismund, geboren am 20. August 1885, und Emma, geboren am 7. Juli 1889. Er zog nach Berlin und heiratete Ricke Jaraczewer, die am 6. März 1910 den Sohn Hans gebar. Hermann Buchholz war selbstständiger Kaufmann auf dem Gebiet der Damenoberbekleidung. Bis 1936 hatte er ein Ladengeschäft in Kreuzberg, Wiener Straße 63 (Blusen-Buchholz), ab 1936 ein solches in Steglitz, Rheinstraße 55, zuletzt mit seinem Sohn Hans als stillem Teilhaber. 1933 starb Ricke Buchholz. 1934 zog Hermann Buchholz in die Ringstraße 15 (heute: Dickhardtstraße). In der Reichspogromnacht wurden in seinem Laden zwei große Scheiben zerstört und der Laden geplündert. Hermann Buchholz musste Zwangsarbeit leisten, sein Sohn Hans kam unter ungeklärten Umständen ums Leben. Am 10. September 1942 wurde er nach Theresienstadt deportiert, von dort am 29. September 1942 nach Treblinka, wo er am Tag der Ankunft ermordet wurde. Seine Schwester Emma wurde am 13. Januar 1942 aus der Nürnbergerstraße 64 nach Riga deportiert und dort ermordet. | 52.4693005 13.3353149      |
|      | Emil Buchholz                        | Dickhardtstraße 39                    | 25. Juli 2008 | Emil Buchholz kam am 17. Mai 1884 in Driewcen zur Welt. Er war ursprünglich als Maurer tätig, arbeitete aber ab 1910 als Krankenkassenangestellter. 1916 nahm er seine Arbeit bei der Allgemeinen Ortskrankenkasse Schöneberg (AOK) auf. 1904 trat er in die SPD ein, war Mitglied der Konsumgenossenschaft und saß in deren Aufsichtsrat. 1933 wurde er zum Stadtverordneten gewählt. Bald darauf wurde die SPD verboten, ihm im Zuge der „Verordnung zur Sicherheit der Staatsführung“ vom Juli 1933 das Mandat entzogen und die Tätigkeit als Stadt- und Bezirksverordneter verboten. Am 14. September 1933 kündigte ihm die AOK Schöneberg aus politischen Gründen. Da man auch das ihm zustehende Ruhegeld um ein Viertel gekürzt hatte, war er gezwungen, in den folgenden Jahren als Versicherungsvertreter zu arbeiten. Da aufgrund des Krieges Mangel an Arbeitern herrschte, wurde er im September 1942 wieder bei der AOK eingestellt. Im August 1944 wurde Emil Buchholz im Rahmen der „Aktion Gitter“ verhaftet und ins KZ Sachsenhausen überstellt. Im Gegensatz zu anderen Inhaftierten ließ man ihn nicht nach einigen Wochen frei. Welcher Grund für seine weitere Inhaftierung vorlag, ist nicht mehr zu ermitteln. Kurz vor Ende des Krieges wurden die Häftlinge unter Bewachung durch die SS zu einem Todesmarsch nach Mecklenburg gezwungen. Kurz vor Schwerin ist Emil Buchholz entweder vor Entkräftung gestorben oder aber von der Wachmannschaft erschossen worden. Sein Todesdatum wurde auf den 30. April 1945 festgelegt. | 52.4671785 13.3344442      |
|      | Heinrich Busse                       | Fregestraße 20                        | 28. März 2013 | Heinrich Busse wurde am 10. Juli 1874 als Sohn jüdischer Eltern in Marienwerder geboren. Seine Geschwister waren Betty, Anna, Ludwig und Maximo. Heinrich Busse heiratete 1911 Antonie (Toni), geborene Bernhard, die am 6. April 1884 als Tochter der jüdischen Eltern Arnold Bernhard und seiner Frau Emilie geborene Ottensooser in Nürnberg geboren war. Sie lebten in Berlin und hatten drei Töchter: Gerda, Erika und Eva Renate. Heinrich Busse arbeitete zunächst als Werbeleiter einer chemischen Fabrik. Später machte er sich selbstständig; er wurde Inhaber eines Großhandels für Tischlereibedarfsartikel und betrieb die Fabrikation von Möbelbeschlägen. Die Familie war wohlhabend. Im Jahr 1925 lebte die Familie in einer großen Wohnung im Haus Südwestkorso 9, ab 1930 im eigenen Haus in der Fregestraße 20. Bei der Einrichtung wirkte sein Schwager, der bekannte Architekt Leo Nachtlicht, mit. Die Familie gehörte vermutlich einer liberalen Synagogengemeinde an. 1937 emigrierte die Tochter Erika nach Teheran, im April 1939 konnten Eva Renate und Gerda nach England auswandern. Im November 1939 mussten Toni und Heinrich Busse ausziehen und das Haus verkaufen, sie wohnten in verschiedenen Wohnungen zur Untermiete. Nachdem Toni Busse im Rahmen der Fabrikaktion Ende Februar 1943 verhaftet und deportiert worden war, entzog sich Heinrich Busse der Verhaftung: er flüchtete durch ein Fenster der Parterrewohnung und überlebte in Berlin im Untergrund. Er starb 1958 in New York. | 52.46837895 13.33678510157 |
|      | Toni Busse                           | Fregestraße 20                        | 28. März 2013 | Antonie (Toni) Bernhard wurde am 6. April 1884 in Nürnberg als Tochter ihrer jüdischen Eltern Arnold Bernhard und seiner Frau Emilie geborene Ottensooser geboren. Sie heiratete Heinrich Busse, der am 10. Juli 1874 in Marienwerder als Sohn einer jüdischen Familie geboren war. Sie hatten drei Töchter: Gerda, Erika und Eva Renate. Zunächst wohnte die Familie am Südwestkorso 9, ab 1930 im eigenen Haus Fregestraße 20. Erika emigrierte 1937 nach Teheran, im April 1939 konnten Eva Renate und Gerda nach England auswandern. Im November 1939 mussten Toni und Heinrich Busse ausziehen, sie wohnten in verschiedenen Wohnungen als Untermieter. Toni Busse musste bei der Firma Ferdinand Schuchhardt AG, Köpenicker Straße 55, Zwangsarbeit leisten, die Telefonapparate herstellte. Ende Februar 1943 wurde Toni Busse im Rahmen der Fabrikaktion verhaftet und über die Sammelstelle Levetzowstraße am 3. März 1943 nach Auschwitz deportiert. Vermutlich wurde sie unmittelbar nach ihrer Ankunft ermordet. | 52.46837895 13.33678510157 |
|      | Johanna Caspary                      | Varziner Straße 13/14                 | 16. Nov. 2015 | Johanna Isaac kam am 24. Juni 1886 als Tochter des Kaufmanns Aron Isaac und seiner Frau Rebecca geborene Cohn in Berlin zur Welt. Sie wurde Expedientin und lebte mit ihren Eltern in der Varzinerstraße 8. Am 26. Januar 1916 heiratete sie Felix Fawel Caspary und zog zu ihm in die Varzinerstraße 13/14. Im Mai 1941 mussten Johanna Caspary und ihre ebenfalls dort wohnende Schwägerin Rosa Sachs und deren Mann Simon Sachs die Wohnung aufgeben und als Untermieter zu Jacob Mokry im selben Haus in zwei Leerzimmer ziehen. In ihre frühere Wohnung zog ein SS-Mann mit seiner Familie. Johanna Caspary musste als Zwangsarbeiterin bei Siemens & Halske in Spandau, Zitadellenweg, arbeiten. Ihr Mann Felix starb am 10. August 1941. Als sie im April 1943 die Vermögenserklärung abgab, war der Hauptmieter Jakob Mokry schon deportiert. Die Vermögenseinziehungsverfügung wurde ihr am 16. April 1943 in der Sammelstelle Große Hamburger Straße 26 zugestellt. Eine Räumung des Zimmers war nicht erforderlich: im Juni 1943 war die Wohnung wieder bewohnt. Johanna Caspary wurde am 19. April 1943 nach Auschwitz deportiert und dort ermordet. |                            |
|      | Therese Chrzanowski                  | Albestraße 10                         | 3. Juni 2017  | Therese Chrzanowski kam am 11. Januar 1882 in Graudenz/Westpreußen als Tochter von Leopold Chrzanowski und seiner ersten Frau auf die Welt. Aus dieser Ehe ihres Vaters hatte sie einen älteren Bruder, Gustav, und eine jüngere Schwester, Charlotte. In zweiter Ehe heiratete ihr Vater die nichtjüdische Ida Bieber. Deren Kind Frieda kam 1897 auf die Welt, die jüngste Tochter Herta 1904. Therese Chrzanowski blieb ledig und zog nach Berlin. Ob sie einen Beruf erlernte oder ausübte, wissen wir nicht. Ihre Halbschwester Frieda wurde Buchhalterin und wohnte in der Rheinstraße. 1939 lebte Therese Chrzanowski als Untermieterin bei dem jüdischen Ehepaar Martin und Olga Glück in der Albestraße 10. Von dort wurde sie am 18. Oktober 1941 nach Litzmannstadt ins Ghetto deportiert, wo sie am 6. Mai 1942 starb. Ihr Bruder Gustav Chrzanowski, der in Wien Direktor gewesen war, konnte nach England fliehen und kämpfte von dort für die Polish Armed Forces als Frontschütze. Ihre Halbschwester Frieda Chrzanowski wurde am 26. Oktober 1942 nach Riga deportiert und dort ermordet. Ihre Schwester Charlotte Chrzanowski-Baer überlebte, das Schicksal ihrer Halbschwester Hertha konnte nicht ermittelt werden. |                            |
|      | Auguste Cohn                         | Saarstraße 8                          | 21. März 2017 | Auguste Cohn kam am 7. April 1872 in Gniezno (Gnesen) / Polen als Tochter des Mendel Cohn und seiner Frau Johanna auf die Welt. Ihre Geschwister waren Simon, Jettka und Bertha. Auguste, Simon und Jettka zogen nach Berlin, Simon war von Beruf Kaufmann, Auguste hatte keinen Beruf und führte vermutlich ihrem Bruder den Haushalt. Seit 1932 wohnten Simon, Auguste und die verwitwete Jettka in der Saarstraße 8 in Friedenau in einer 4-Zimmer-Wohnung. Auf Veranlassung des Planungsamtes von Albert Speer mussten die Geschwister am 1. Juni 1942 in die Eisenacher Straße 69 VH Aufgang 2 hptr. rechts als Untermieter zu Bernhard Simon ziehen. Am 6. Juli 1942 starb Jettka Wels, am 9. August 1942 mussten Auguste Cohn und ihr Bruder Simon die sogenannten Listen, d. h. die Vermögenserklärung ausfüllen. Über die Sammelstelle Große Hamburger Straße 26 wurden am 17. August 1942 Auguste und Simon Cohn mit dem 1. großen Alterstransport nach Theresienstadt deportiert. In Theresienstadt wohnten sie in nahe gelegenen Zimmern: Simon in B IV, Boden D, Zimmer 16 und Auguste ebenda Zimmer 19. Auguste und Simon starben beide am 31. August 1942, 14 Tage nach ihrer Ankunft in Theresienstadt. Auguste starb um 11.15 Uhr, Simon um 13.10 Uhr, als Todesursache wird bei beiden angegeben: Enteritis (Darmkatarrh), Debilitas cordis (Herzschwäche). |                            |
|      | Bernhard Cohn                        | Stierstraße 20                        | 21. Sep. 2009 | Bernhard Cohn kam am 9. Mai 1885 in Leschnitz (Bergstadt)/Groß Strehlitz als Sohn jüdischer Eltern auf die Welt. Er heiratete 1921 Minna Oelsner, geboren am 4. August 1899 in Breslau. Bernhard Cohn war Apotheker. Am 8./9. November 1938 wurde er verhaftet und bis 2. Dezember 1938 im KZ Sachsenhausen inhaftiert. Er wohnte seit März 1942 mit seiner Frau in der Stierstraße 20 (Vorderhaus, 3. Etage). Sie teilten die Wohnung mit dem Ehepaar Löwenthal und dessen beiden Söhnen. Bernhard Cohn wurde am 1. März 1943 nach Auschwitz deportiert und dort ermordet, seine Frau Minna wurde am 4. März 1943 ebenfalls nach Auschwitz deportiert. | 52.4742456 13.3374481      |
|      | Eduard Cohn                          | Kundrystraße 3                        | Dez. 2020     | Eduard Cohn kam am 24. August 1875 in Tütz/Deutsch Krone/Westpreußen als Sohn des Hermann Heymann Cohn und seiner Frau Klara geborene Jacoby zur Welt. Er hatte eine 1880 geborene Schwester Margot Meta Regina und eine weitere Schwester. Er zog nach Berlin und wurde Kaufmann. 1937 heiratete er die verwitwete Emma Radziejewski geborene Meyerstein, die in der Kundrystraße 3 lebte und zog zu ihr. Sein Vermögen wurde eingezogen und er musste mit seiner Frau in eine sogenannte Judenwohnung in der Frobenstraße 7 II zu Herzberg ziehen. Von dort wurden sie am 2. April 1942 nach Warschau ins Ghetto deportiert. Sein Todesdatum ist nicht bekannt. |                            |
|      | Emma Cohn                            | Kundrystraße 3                        | Dez. 2020     | Emma Meyerstein kam am 23. Januar 1885 in Bremke/Göttingen als Tochter des Handelsmannes Magnus Meyerstein und seiner Frau Rinchen geborene Rosenkranz zur Welt. Emma Meyerstein heiratete am 19. Februar 1920 in Berlin den Kaufmann Max Radziejewski, mit dem sie in Friedenau in der Kundrystraße 3 wohnte. 1934 starb ihr Mann, 1937 heiratete sie den Kaufmann Eduard Cohn und lebte nunmehr mit ihm in der Kundrystraße 3. Ihr Vermögen wurde eingezogen. Emma und Eduard Cohn mussten nach 1939 in eine sogenannte Judenwohnung in die Frobenstraße 7 II zu Herzberg ziehen. Von dort wurden sie am 2. April 1942 nach Warschau ins Ghetto deportiert. Ihr Todesdatum ist nicht bekannt. |                            |
|      | Franz Cohn                           | Varziner Straße 4                     | 6. Dez. 2019  | Franz Alexander Cohn kam am 30. September 1897 in Graudenz als Sohn des praktischen Arztes Dr. Samuel Cohn und seiner Frau Elsbeth geborene Herzfeld zur Welt. Nach dem Abitur studierte er Philosophie an der Universität Marburg und wurde 1923 mit der Arbeit „Novalis und die gotische Kultur“ promoviert. Er zog nach Berlin und heiratete Frida Bier. Am 24. September 1925 kam ihre Tochter Ruth auf die Welt. Franz Cohn betätigte sich als Buchhändler: von 1927 bis 1930 hatte er in der Kaiserallee 177 (heute Bundesallee) ein Antiquariat, von 1930 bis 1934 in der Worpsweder Straße 7 eine Bücherstube und danach hatte er in der Fregestraße 80 bis 1937 eine Bücherstube. Privat wohnte er in der Varziner Straße 4, unter dieser Anschrift stand allerdings nur seine Frau Fridel mit einer Briefmarkenhandlung im Adressbuch, die Volkszählung 1939 und die Deportationsliste weisen aber auf diese Anschrift hin. Mit dem 22. Osttransport wurde er am 26. Oktober 1942 über die Sammelstelle Levetzowstraße nach Riga deportiert. Vermutlich wurde er wie die meisten Personen dieses Transports unmittelbar nach seiner Ankunft am 29. Oktober 1942 in den umliegenden Wäldern erschossen. |                            |
|      | Frieda Cohn                          | Varziner Straße 4                     | 6. Dez. 2019  | Frida Bier kam am 16. Juli 1905 in Berlin als Tochter des Kaufmanns Moses Max Bier und seiner Frau Deborah geborene Tannenbaum zur Welt. Sie heiratete Dr. Franz Cohn, ihre Tochter Ruth kam am 24. September 1925 zur Welt. Ihr Mann betätigte sich als Buchhändler: von 1927 bis 1930 hatte er in der Kaiserallee 177 (heute Bundesallee) ein Antiquariat, von 1930 bis 1934 in der Worpsweder Straße 7 eine Bücherstube und danach hatte er in der Fregestraße 80 bis 1937 eine Bücherstube. Privat wohnten sie in der Varziner Straße 4, unter dieser Anschrift stand allerdings nur Fridel Cohn mit einer Briefmarkenhandlung im Adressbuch. Offensichtlich versuchte Fridel Cohn etwas dazu zu verdienen. Vom 25. August 1941 bis 17. Mai 1943 leistete sie Zwangsarbeit bei den Siemens-Schuckertwerken im Wernerwerk. Ihr Mann wurde am 26. Oktober 1942 nach Riga deportiert, Frida Cohn selbst wurde während der Fabrikaktion am 1. März 1943 nach Auschwitz deportiert, ihr Todesdatum ist unbekannt. Ihre Tochter Ruth wurde zwei Tage später nach Auschwitz deportiert. Der Laden in der Varziner Straße 4 wurde am 17. Mai 1943 geräumt. |                            |
|      | Ruth Cohn                            | Varziner Straße 4                     | 6. Dez. 2019  | Ruth Cohn kam am 24. September 1925 in Berlin als Tochter des Buchhändlers Dr. Franz Cohn und seiner Frau Frida geborene Bier zur Welt. Ihre Familie wohnte in der Varziner Straße 4. Ihr Vater betrieb eine Buchhandlung bzw. Bücherstube, ihre Mutter hatte einen Briefmarkenhandel, vermutlich von der Wohnung aus. Sie war 17 Jahre alt, als sie am 3. März 1943 im Rahmen der Fabrikaktion nach Auschwitz deportiert wurde. Ihr Todesdatum ist unbekannt. |                            |
|      | Minna Cohn                           | Stierstraße 20                        | 21. Sep. 2009 | Minna Oelsner wurde am 14. August 1899 in Breslau als Tochter jüdischer Eltern geboren. Sie heiratete den Apotheker Bernhard Cohn. Seit März 1942 wohnten Minna und Bernhard Cohn in der Stierstraße 20 im Vorderhaus, 3. Etage, zusammen mit dem Ehepaar Löwenstein und dessen zwei Söhnen. Minna Cohn wurde am 4. März 1943 nach Auschwitz deportiert und dort ermordet. | 52.4742456 13.3374481      |
|      | Simon Cohn                           | Saarstraße 8                          | 21. März 2017 | Simon Cohn kam am 2. November 1868 in Gniezno ( Gnesen) / Polen als Sohn des Mendel Cohn und seiner Frau Johanna auf die Welt, seine Schwestern waren Auguste, Jettka und Bertha. Auguste, Simon und Jettka zogen nach Berlin, Simon war von Beruf Kaufmann, ab 1932 wohnten Simon, Auguste und die verwitwete Jettka in der Saarstraße 8 in Friedenau in einer 4-Zimmer-Wohnung. Auf Veranlassung des Planungsamtes von Albert Speer mussten die Geschwister am 1. Juni 1942 in die Eisenacher Straße 69 VH Aufgang 2 hptr. rechts als Untermieter zu Bernhard Simon ziehen. Am 6. Juli 1942 starb Jettka Wels, am 9. August 1942 mussten Simon und Auguste Cohn die sogenannten Listen, d. h. die Vermögenserklärung ausfüllen. Über die Sammelstelle Große Hamburger Straße 26 wurden am 17. August 1942 Simon und Auguste Cohn mit dem 1. großen Alterstransport nach Theresienstadt deportiert. In Theresienstadt wohnten sie in nahe gelegenen Zimmern: Simon in B IV, Boden D, Zimmer 16 und Auguste ebenda Zimmer 19. Simon und Auguste starben am 31. August 1942, 14 Tage nach ihrer Ankunft in Theresienstadt. Auguste starb um 11:15 Uhr, Simon um 13:10 Uhr, als Todesursache wird bei beiden angegeben: Enteritis (Darmkatarrh), Debilitas cordis (Herzschwäche). |                            |
|      | Gertrud Dorothea Coper               | Sarrazinstraße 22                     | 3. Aug. 2022  | Gertrud Dorothea Jacobowitz kam am 13. Mai 1892 in Halle a.d. Saale als Tochter des Adolf Jacobowitz und seiner Frau Bianka geborene Frank zur Welt. Ihre Mutter starb, bevor Gertrud 1913 Hermann Coper heiratete. Ihr Mann Hermann kämpfte im Ersten Weltkrieg und arbeitete nach dem Krieg als Pelzeinkäufer in der Damenkonfektion. Die Töchter kamen auf die Welt: 1914 Bianca und 1920 Ilse Henriette. Die Familie zog von der Birkbuschstraße in die Fröaufstraße und schließlich in die Bismarckstraße 8 (heute Sarrazinstraße 22). Das Haus gehörte Clara Jacobowitz, der zweiten Ehefrau von Gertruds Vater. Die ältere Bianca konnte noch das Abitur in Berlin ablegen und Auslandskorrespondentin werden, die jüngere musste das Gymnasium abbrechen und wurde von den Eltern nach England geschickt. Ihr folgte 1938 ihre Schwester Bianca. Am 17. November 1941 wurde Gertrud Coper zusammen mit ihrem Mann Hermann nach Kowno (Kaunas) deportiert und dort am 25. November 1941 ermordet. |                            |
|      | Hermann Coper                        | Sarrazinstraße 22                     | 3. Aug. 2022  | Hermann Coper kam am 10. November 1885 in Berlin als Sohn des Adolf Coper und seiner Frau Henriette geborene Hirsch zur Welt. Er kämpfte im Ersten Weltkrieg und wurde Pelzeinkäufer in der Damenkonfektion; am 27. November 1913 heiratete er Gertrud Jacobowitz. Am 3. Oktober 1914 wurde die Tochter Bianca geboren, am 20. Januar 1920 folgte die Tochter Ilse Henriette. Die Familie zog von der Birkbuschstrasse nach Friedenau in die Fröaufstraße und 1930 in die Bismarckstraße 8 (heute Sarrazinstraße 22). Das Haus gehörte Clara Jacobowitz, der zweiten Ehefrau von Adolf Jacobowitz, Gertruds Vater. Die Familie bewohnte dort eine Vierzimmerwohnung. Bianca besuchte das Lorenz-Lyzeum und wurde Auslandskorrespondentin, konnte ihren Beruf wegen der Rassendiskriminierung aber nicht ausüben. Ilse Henriette musste das Lorenz-Lyzeum 1935 verlassen, ihre Eltern schickten sie nach England, wo sie mit 15 Jahren Näherin in einer Fabrik wurde. 1938 schickten die Eltern Bianca ebenfalls nach England. Die beiden Schwestern schlugen sich als Hausangestellte und als Zuschneiderinnen durch. Ihre Eltern, Hermann und Gertrud Coper, wurden am 17. November 1941 von Berlin nach Kowno (Kaunas) deportiert und unmittelbar nach ihrer Ankunft am 25. November 1941 ermordet. |                            |
|      | Lina Crohn                           | Bennigsenstraße 17                    | 2. Nov. 2010  | Lina Tausk kam am 12. Februar 1887 in Berlin als Tochter des Färbereibesitzers Berthold Tausk und seiner Frau Elisabeth geborene Marcuse auf die Welt. Sie heiratete den Kaufmann Richard Crohn, die Kinder wurden geboren: 1925 Robert und 1928 Thomas. Bis 1937 lebte die Familie in der Meinekestraße 12a, 1938 zog sie in die Bennigsenstraße 17. Linas Bruder Max Tausk zog zu ihnen; am 6. März 1943 wurde Lina Crohn zusammen mit ihrem Sohn Thomas und ihrem Bruder Max mit dem 35. Osttransport nach Auschwitz deportiert und dort ermordet. Ihr Mann Richard und ihr Sohn Robert wurden wenige Tage zuvor nach Auschwitz deportiert und ermordet. | 52.4764927 13.3394563      |
|      | Richard Crohn                        | Bennigsenstraße 17                    | 2. Nov. 2010  | Richard Crohn kam am 14. August 1876 in Berlin als Sohn von Moritz Crohn und seiner Frau Olga geborene Hahn zur Welt. Er heiratete Lina Tausk. Richard Crohn war Kaufmann. Die Familie wohnte in der Meinekestraße 12a, die Söhne Robert und Thomas wurden 1925 und 1928 geboren. 1937 gab Richard Crohn im Adressbuch an mit Bijouterie zu handeln. 1938 zog die Familie in die Bennigsenstraße 17. Seinen Beruf gab Richard Crohn nunmehr mit „Kommissionär“ an. Am 2. März 1943 wurde Richard Crohn nach Auschwitz deportiert. Sein Todesdatum ist unbekannt. | 52.4764927 13.3394563      |
|      | Robert Crohn                         | Bennigsenstraße 17                    | 2. Nov. 2010  | Robert Crohn wurde am 17. Oktober 1925 in Berlin geboren als Sohn von Richard Crohn und seiner Frau Lina geborene Tausk. Er hatte einen Bruder Thomas, der 1928 geboren war. Sein Vater Richard war Kaufmann, er handelte mit Bijouteriewaren. Die Familie wohnte zunächst in der Meinekestraße 12a, 1938 zog sie in die Bennigsenstraße 17. Am 1. März 1943 wurde Robert Crohn, der damals 17 Jahre alt war, alleine ohne seine Eltern und seinen Bruder nach Auschwitz deportiert und dort zu einem unbekannten Zeitpunkt ermordet. | 52.4764927 13.3394563      |
|      | Thomas Crohn                         | Bennigsenstraße 17                    | 2. Nov. 2010  | Thomas Crohn wurde am 3. Januar 1928 in Berlin geboren als Sohn von Richard Crohn und seiner Frau Lina geborene Tausk. Er hatte einen Bruder Robert, der 1925 geboren war. Sein Vater war Kaufmann, er handelte er mit Bijouteriewaren. Die Familie wohnte zunächst in der Meinekestraße 12a, 1938 zog sie in die Bennigsenstraße 17. Sein Bruder Robert wurde am 1. März 1943, sein Vater Richard am 2. März 1943 nach Auschwitz deportiert. Thomas wurde zusammen mit seiner Mutter Lina Crohn am 6. März 1943 nach Auschwitz deportiert und dort zu einem unbekannten Zeitpunkt ermordet. Er wurde nur 15 Jahre alt. | 52.4764927 13.3394563      |
|      | Bertha van Damm                      | Handjerystraße 3                      | 3. Juni 2013  | Bertha Michel kam am 28. Juni 1864 in Neustadt an der Warthe (damals: Provinz Posen) als Tochter des Kaufmanns Julius Leiser Michel und seiner Frau Hermine (?) geborene Radt zur Welt. Sie heiratete 1892 den Bankbeamten Martin van Damm. In der Handjerystraße 3 wohnte sie seit 1936, da war sie bereits verwitwet. Zur Zeit ihrer Deportation aus ihrer Wohnung, am 14. September 1942, war sie 78 Jahre alt. Ihr von der Oberfinanzdirektion im Namen des Deutschen Reiches geraubtes Vermögen wurde auf 300 Mark geschätzt. Die Firma für Wohnungsauflösungen bekam einen Rabatt von 30 % des Schätzwertes. Vom Nettobetrag wurden Rechnungen der Gasag von 2 Mark und der Bewag von 8,80 Mark beglichen. Die Deportation ermöglichte der zuständigen Pensionskasse, die monatlichen Rentenzahlungen von 240 Mark einzustellen. Bertha van Damm war eine unter weiteren 1000 Jüdinnen und Juden, die, von Behörden des Deutschen Reiches bis auf die Kleider auf ihrem Leib und den Inhalt eines Reiseköfferchens ausgeraubt, am 14. September 1942 mit dem 2. Großen Alterstransport nach Theresienstadt abgeschoben wurden. 14 Wochen nach ihrer Ankunft im Getto Theresienstadt, am 28. Dezember 1942, starb Bertha van Damm an den unmenschlichen Bedingungen, laut Todesfallanzeige an Rotlauf. | 52.4765256 13.3323473      |
|      | Jenny Eckersdorff                    | Illstraße 2                           | 16. Nov. 2015 | Jenny London kam am 17. Januar 1873 in Breslau als Tochter von Emanuel London und seiner Frau Jertha geborene Levy zur Welt, ihre Schwester Rebecca Margarethe wurde 1875 geboren. Sie heiratete den Kaufmann Max Eckersdorff; als ihr Sohn Karl Sigismund am 7. Oktober 1896 geboren wurde wohnten sie in Berlin in der Hagelberger Straße 23. Jenny Eckersdorff war evangelischen Glaubens. Ihr Mann Max starb wahrscheinlich im Ersten Weltkrieg, denn sie erhielt eine Kriegshinterbliebenenrente. Ihr Sohn Karl Sigismund fiel am 9. April 1917 im Ersten Weltkrieg. 1937 lebte sie als Logierhauspächterin in Krummhübel/Kreis Hirschberg. Dann zog sie nach Berlin zu ihrer Schwägerin Ottilie (Tilly) Eckersdorff in die Illstraße 2. Tilly Eckersdorff war Privatsekretärin und Bankbeamtin, ihr glückte die Ausreise in die USA. Jenny Eckersdorff musste in eine sogenannte Judenwohnung in die Heilbronner Straße 6 zu Manasse ziehen. Am 30. Januar 1943 musste sie noch einmal umziehen, und zwar in die Spichernstraße 17 Gartenhaus III zu Salinger. Von dort wurde sie am 17. März 1943 nach Theresienstadt deportiert und am 16. Mai 1944 weiter nach Auschwitz. Ihr Todesdatum ist unbekannt. | 52.4682517 13.3329254      |
|      | Rosalie Efrem                        | Moselstraße 9                         | 29. Nov. 2013 | Rosalie Efrem wurde am 30. September 1866 als Tochter jüdischer Eltern in Reinersdorf/Schlesien geboren. Sie blieb ledig und wohnte seit 1900 in der Moselstraße 9. Über ihren Beruf konnte nichts ermittelt werden. Am 3. Oktober 1942 wurde sie nach Theresienstadt deportiert, wo sie am 11. Januar 1943 starb. Als Todesursache wurde Herzmuskelentartung angegeben. | 52.4694651 13.334811358288 |
|      | Margarete Eppstein                   | Sentastraße 3                         | 19. Dez. 2014 | Margarete Mahn kam am 29. Juni 1868 in Breslau als Tochter des Kaufmanns Isidor Mahn und seiner Frau Flora geborene Teichmann zur Welt. Sie heiratete den Oberingenieur Georg Eppstein. Seit Beginn der 1930er Jahre lebte das Ehepaar im Haus Sentastraße 3, Vorderhaus, 1. Etage links, in einer 5-Zimmer-Wohnung. Im Mai 1939 lebten dort außerdem ihre Tochter Käthe Gorzelanczyk mit ihrem Mann Siegbert, dem gemeinsamen Sohn Hans, Käthes Tochter Ingeborg aus erster Ehe sowie als Untermieterin Selma Friedmann. Im Dezember 1940 starb Georg Eppstein. Eine später zugezogene weitere Untermieterin, Therese Brasch, wählte im März 1942 nach Erhalt des Deportationsbescheids die Flucht in den Tod, die Untermieterin Selma Friedmann folgte ihr Anfang Juli 1942. Im September 1942 erhielt Margarete Eppstein den Deportationsbescheid mit der Aufforderung, die Vermögenserklärung auszufüllen. Den Bescheid, nach dem ihr Vermögen zugunsten des Deutschen Reiches beschlagnahmt wurde, erhielt sie schon im Sammellager Große Hamburger Straße 86. Am 9. September 1942 wurde Margarete Eppstein im Alter von 74 Jahren nach Theresienstadt und von dort am 29. September 1942 nach Treblinka deportiert und ermordet. | 52.475556 13.329722        |
|      | Berta Ert                            | Handjerystraße 29                     | 3. Juni 2013  | Berta Perlstein wurde am 20. Dezember 1895 in Gudensberg/Hessen-Nassau als Tochter von Bernhard und Jacobine Perlstein geboren. 1919 heiratete sie den Fleischer Max Ert. Für ihn war es die zweite Ehe, seine erste Frau Veilchen geborene Poppelmann hatte ihm den Sohn Herbert am 17. Dezember 1909 in Hamburg geboren und war im September 1918 verstorben. Berta Ert wurde Teilhaberin der Fleischerei ihres Mannes in der Sybelstraße 25, sie war eine tüchtige und beliebte Geschäftsfrau. Nach dem Umzug in die Handjerystraße wurde Berta ehrenamtliches Komiteemitglied der Jüdischen Gemeinde in der Stierstraße. Am 17. Januar 1921 wurde die Tochter Hanna geboren. Berta Ert wurde zusammen mit ihrem Mann Max Ert und ihrer Tochter Hanna am 24. August 1943 nach Auschwitz deportiert und dort ermordet. | 52.4720529 13.3324636      |
|      | Hanna Ert                            | Handjerystraße 29                     | 3. Juni 2013  | Hanna Ert wurde am 17. Januar 1921 in Berlin als Tochter des Fleischers Max Ert und seiner Frau Berta geborene Perlstein geboren. Sie ging zunächst in eine Gemeindeschule in der Sybelstraße, dann zur Fürstin-Bismarck-Schule in Charlottenburg, die sie 1936 – vermutlich weil sie Jüdin war – verlassen musste. Sie arbeitete als Verkäuferin bei dem großen Kaufhaus Nathan Israel, Spandauer Straße / Ecke Rathausstraße. Am 24. August 1943 wurde sie mit ihren Eltern nach Auschwitz deportiert und dort ermordet. | 52.4720529 13.3324636      |
|      | Herbert Ert                          | Handjerystraße 29                     | 3. Juni 2013  | Herbert Ert wurde am 17. Dezember 1909 in Berlin als Sohn des Fleischers Max Ert und seiner Frau Veilchen geborene Poppelmann geboren. Er war Bankangestellter bei dem Bankhaus Hoffmann & Wechsler, dann Beamter in München. Möglicherweise wurde er 1934 oder 1937 aus „rassischen“ Gründen entlassen. 1938 arbeitete er als Hilfsarbeiter bei einer Firma am Kurfürstendamm in Berlin, später als Kraftfahrer (seine letzte Beschäftigung, vermutlich Zwangsarbeit) in Spandau. Seit August 1940 wohnte er in Untermiete bei seinem Vater und dessen zweiter Ehefrau in der Handjerystraße 29. Herbert Ert war verheiratet mit Irma, geborene Paul. Über ihr Schicksal ist nichts bekannt. Herbert Ert wurde am 18. April 1944 nach Auschwitz deportiert. | 52.4720529 13.3324636      |
|      | Max Ert                              | Handjerystraße 29                     | 3. Juni 2013  | Max Ert wurde am 19. Februar 1881 in Hannover als Sohn von Emanuel Ert und seiner Frau Henriette geborene Meir geboren. Er wurde Fleischer und heiratete Veilchen Poppelmann. Sie gebar ihm am 17. Dezember 1909 in Hamburg einen Sohn Herbert. Nachdem Veilchen Ert 1918 starb, heiratete Max Ert 1919 Berta Perlstein. Sie wurde Teilhaberin in seiner Fleischerei in der Sybelstraße in Charlottenburg. Die Familie zog dann in die Handjerystraße. Am 24. August 1943 wurde er vermutlich (die Transportlisten sind nicht vollständig erhalten) mit dem 41. Transport Berliner Juden zusammen mit seiner Frau und der Tochter Hanna nach Auschwitz deportiert und dort ermordet. | 52.4720529 13.3324636      |
|      | Käthe Ewarth                         | Stierstraße 19                        | 7. Juli 2008  | Käthe Fränkel wurde am 22. Mai 1895 in Landsberg/Warthe in eine jüdische Familie geboren. Sie heiratete den Juristen Otto Ewarth, der in Berlin Erster Staatsanwalt wurde. Er wurde 1935 in den Ruhestand versetzt. Otto und Käthe Ewarth zogen am 1. Februar 1940 in die Stierstraße 19. Am 29. Januar 1943 wurde sie zusammen mit ihrem Mann nach Auschwitz deportiert und dort zu einem unbekannten Zeitpunkt ermordet. | 52.4743059 13.3374586      |
|      | Otto Ewarth                          | Stierstraße 19                        | 7. Juli 2008  | Otto Ewarth wurde am 15. August 1878 in Wangrowotz/Polen als Sohn jüdischer Eltern geboren. Er studierte Jura und wurde Erster Staatsanwalt in Berlin. Er heiratete Käthe Fränkel. 1935 wurde er in den Ruhestand versetzt. Otto Ewarth zog am 1. Februar 1940 mit seiner Frau in die Stierstraße 19. Am 29. Januar 1943 wurde er zusammen mit seiner Frau nach Auschwitz deportiert und dort ermordet. | 52.4743059 13.3374586      |
|      | Ella Feldheim                        | Sentastraße 3                         | 10. Mai 2016  | Ella Pappenheim kam am 11. November 1882 in Eschwege/Hessen-Nassau als neuntes Kind ihres Vaters, des Kaufmanns Louis Lazarus Pappenheim und als viertes Kind aus seiner zweiten Ehe mit Emma (Emine), geborene Schierling, zur Welt. Am 3. August 1903 heiratete Ella Pappenheim den Kaufmann David Richard Feldheim, sie zogen nach Chemnitz und am 4. Juni 1904 wurde die Tochter Irma geboren. Irma heiratete Paul Davids, sie hatten eine Tochter, Susi, die 1939 mit einem Kindertransport zuerst nach Brüssel, dann nach England entkam. Richard Feldheim starb am 22. Juni 1939, er wurde auf dem Jüdischen Friedhof in Chemnitz beigesetzt. Seine Witwe Ella Feldheim zog nach Berlin, 1942 war sie zunächst Untermieterin bei Margarete Eppstein in der Sentastraße 3, im September 1942 musste sie als Untermieterin zu Gorzelanczyk in die Frobenstraße 27 ziehen. Von dort wurde sie am 14. Dezember 1942 in das KZ Auschwitz deportiert. |                            |
|      | Amalie Fernbach                      | Wilhelmshöher Straße 24               | 6. Dez. 2019  | Amalie Guttmann kam am 7. Juni in Hultschin/Ratibor als Tochter des Kaufmanns Moritz Josef Guttmann und seiner Frau Marie geborene Mosler zur Welt. Sie wurde Modistin und heiratete am 6. Januar 1888 in Berlin den Lehrer Dr. Leo Fernbach. Die Kinder wurden geboren: David Ernst Friedrich am 3. Oktober 1888, Ruth Angelika am 8. September 1889, Anna am 1. Oktober 1890 und Hans am 10. August 1893. Alle Familienmitglieder waren seit 1906 getauft. Seit 1915 wohnte die Familie in Friedenau, Wilhelmshöher Straße 24 in einer Fünfeinhalb-Zimmer-Wohnung. Ihr Mann Leo wurde zum Professor ernannt und 1924 pensioniert. Amalie Fernbach wurde am 3. Oktober 1942 mit ihrem Mann und ihrem Sohn Hans nach Theresienstadt deportiert, wo Leo am 23. Oktober 1942 starb, Amalie am 12. November 1942, angeblich an „Altersschwäche“. Hans wurde noch weiter deportiert in das KZ Auschwitz, wo er ermordet wurde. Die Stolpersteine wurden im Beisein von Familienangehörigen aus den USA verlegt. |                            |
|      | Anna Fernbach                        | Wilhelmshöher Straße 24               | 6. Dez. 2019  | Anna Fernbach kam am 1. Oktober 1890 in Berlin als Tochter des Lehrers Dr. Leo Fernbach und seiner Frau Amalie geboren Guttmann zur Welt. Sie hatte noch drei Geschwister: David Ernst Friedrich (1888), Ruth Angelika (1889) und Hans (1893). Anna wurde Säuglingskrankenschwester, blieb ledig und wohnte weiterhin bei den Eltern. Vermutlich musste sie Zwangsarbeit leisten. Am 12. Januar 1943 wurde sie zusammen mit ihrer Schwester Ruth Angelika aus der Bozener Straße 9 in das KZ Auschwitz deportiert und dort zu einem unbekannten Zeitpunkt ermordet. |                            |
|      | Ernst Fernbach                       | Wilhelmshöher Straße 24               | 6. Dez. 2019  | David Ernst Fernbach kam am 3. Oktober 1888 in Berlin als erstes Kind seiner Eltern, des Lehrers Leo Fernbach und seiner Frau Amalie geboren Guttmann zur Welt. Er wurde Steuerberater und heiratete die nichtjüdische Lilly Linders. Sie lebten seit 1923 in Pirna, wo ihre Zwillinge Inge und Jörg am 19. Juli 1924 auf die Welt kamen. Ab 1933 erhielt David Ernst Berufsverbot als Steuerberater. Bei einem Besuch in Berlin erkrankte er 1936 und starb im Krankenhaus. Er hatte seine Nierenerkrankung aus Geldmangel nicht behandeln lassen. Seine Frau Lilly verbrachte den Krieg mit ihren Kindern in Cuxhaven; nach dem Krieg wanderten die Kinder in die USA aus. |                            |
|      | Hans Fernbach                        | Wilhelmshöher Straße 24               | 6. Dez. 2019  | Hans Fernbach kam am 10. August 1893 in Berlin als Sohn des Lehrers Dr. Leo Fernbach und seiner Frau Amalie geborene Guttmann zur Welt. Er hatte drei ältere Geschwister: David Ernst Friedrich (1888), Ruth Angelika (1889) und Anna (1890). Hans Fernbach studierte Medizin und wurde Kinderarzt; er arbeitete in Leipzig. 1933 erhielt er als Arzt Berufsverbot. Er zog wieder zu seinen Eltern und Geschwistern. Am 3. Oktober 1942 wurde er mit seinen Eltern nach Theresienstadt deportiert. Zuerst starb dort sein Vater, dann seine Mutter, er selbst wurde am 23. Januar 1943 weiter ins KZ Auschwitz deportiert, wo er zu einem unbekannten Zeitpunkt ermordet wurde. |                            |
|      | Leo Fernbach                         | Wilhelmshöher Straße 24               | 6. Dez. 2019  | Leo Fernbach kam am 18. Januar 1859 in Berlin als Sohn des Leihbibliothekars David Fernbach und seiner Frau Henriette geborene Salinger zur Welt. Er studierte Philosophie und wurde Lehrer. Am 6. Januar 1888 heiratete er die Modistin Amalie Guttmann. Die Kinder wurden geboren: David Ernst Friedrich am 3. Oktober 1888, Ruth Angelika am 8. September 1889, Anna am 1. Oktober 1890 und Hans am 10. August 1893. Alle Familienmitglieder waren seit 1906 getauft. Seit 1915 wohnte die Familie in Friedenau, Wilhelmshöher Straße 24 in einer Fünfeinhalb-Zimmer-Wohnung. Leo Fernbach war Oberlehrer, er wurde zum Professor ernannt und 1924 pensioniert. Dr. Leo Fernbach wurde am 3. Oktober 1942 mit seiner Frau und seinem Sohn Hans nach Theresienstadt deportiert, wo er am 23. Oktober 1942 ermordet wurde. Die Stolpersteine wurden im Beisein von Familienangehörigen aus den USA verlegt. |                            |
|      | Ruth Angelika Fernbach               | Wilhelmshöher Straße 24               | 6. Dez. 2019  | Ruth Angelika Fernbach kam am 8. September 1889 in Berlin als Tochter des Lehrers Dr. Leo Fernbach und seiner Frau Amalie geboren Guttmann zur Welt. Ihre Geschwister waren David Ernst Friedrich (1888), Anna (1890) und Hans (1893). Ruth Angelika Fernbach wurde Musiklehrerin, blieb ledig und wohnte weiterhin bei den Eltern. Sie erhielt als jüdische Lehrerin 1933 Berufsverbot. Sie wurde am 12. Januar 1943 mit ihrer Schwester Anna aus der Bozener Straße 9 in das KZ Auschwitz deportiert und zu einem unbekannten Zeitpunkt ermordet. |                            |
|      | Margarete Fischler                   | Taunusstraße 18                       | 7. Okt. 2021  | Margarete Mattes kam am 21. November 1887 in Ratzebuhr/Pommern als Tochter des Fleischermeisters Nathan Mattes und seiner Frau Lina geborene Jacobsohn zur Welt. Sie hatte sieben Schwestern und drei Brüder. Margarete ging zunächst in Ratzebuhr zur Schule, dann in Stettin und besuchte anschließend drei Jahre lang eine Handelsschule in Berlin. Danach arbeitete sie als Verkäuferin. Mit 28 Jahren heiratete sie den nichtjüdischen Kaufmann Oskar Fischler. Am 12. August 1920 kam die Tochter Ingeborg auf die Welt. Seitdem lebte die Familie in Friedenau, Taunusstraße 18, Gartenhaus III. Ihr Mann führte ein Weißwarendetailgeschäft in Friedenau, bis er am 16. Dezember 1926 starb. Margarete Fischler war von 1926 bis 1933 Abteilungsleiterin im Kaufhaus Wertheim am Leipziger Platz in der Abteilung für Handarbeiten. Diese Stelle verlor sie, weil sie Jüdin war. Von nun an war sie unregelmäßig als Aushilfsverkäuferin im Kaufhaus Wertheim tätig, auch schneiderte sie in ihrer Wohnung und arbeitete als Weißwarennäherin. Die Tochter Ingeborg wurde im jüdischen Glauben erzogen, sie besuchte zunächst die Volksschule in der Feuerbachstraße, danach ging sie bis zur Quarta auf das Oberlyzeum Königin Luise. Ingeborg wollte Ärztin werden, aber weil ihr als Jüdin dieser Berufsweg versperrt war, machte sie eine Lehre zur Damenschneiderin, wurde dann aber als Jüdin nicht mehr zur Gesellenprüfung zugelassen. Sie verlobte sich mit dem Elektroinstallateur Imre (Emrich) Lipner. Dieser war ungarischer Jude. 1938 musste er Deutschland verlassen, er zog nach Budapest. Ingeborg folgte ihm, sie heirateten am 21. April 1939 in Budapest. Ihre Mutter Margarete blieb allein in Berlin zurück. Ein Schwager hatte ihr Geld überlassen, auch vermietete sie ein Zimmer ihrer Wohnung. Am 27. November 1941 wurde Margarete Fischler nach Riga deportiert, wo sie am 30. November 1941 in den Wäldern von Rumbula erschossen wurde. Ihr Schwiegersohn Imre wurde in einem jüdischen Arbeitskommando in Ungarn ermordet, ihre Tochter Ingeborg überlebte, heiratete nach Kriegsende einen Ungarn, mit dem sie beim Volksaufstand 1956 nach Schweden floh. | 52.473395 13.322517        |
|      | Zerline Fliess                       | Bundesallee 79                        | 5. März 2024  | Zerline (Linchen) Fliess kam am 12. September 1872 in Berlin als Tochter des Kaufmanns Moritz Fliess und seiner Frau Bernhardine geborene Fernbach zur Welt. Ihre Schwestern waren Jenny (1869) und Catharina (1876). Einer ihrer Cousins war der bekannte Dirigent Bruno Walter (ursprünglich Schlesinger). Ihr Vater starb 1896, ihre Schwester Catharina folgte ihm 1903. Jenny und Zerline blieben ledig. Seit 1915 lebte Zerline mit ihrer verwitweten Mutter in der Wiesbadener Straße 4 im Erdgeschoss. 1916 arbeitete Zerline im Berliner Frauenverein gegen den Alkoholismus, schied dann aber aus wegen Differenzen mit ihrer Chefin. Die folgende Stelle als Buchhalterin in einer Bank sagte ihr nicht sonderlich zu. Gemeinsame Urlaube der Mutter mit ihren Töchtern fanden u. a. in Ahlbeck statt, in der Sächsischen Schweiz, in Schreiberhau und Krummhübel in Niederschlesien. Als die Mutter 1922 starb, blieb Zerline in der Wiesbadener Straße 4 wohnen, ab 1939 lebte sie dann zusammen mit ihrer Schwester Jenny in der Kaiserallee 79 (heute Bundesallee). Zerlines Schwester Jenny starb am 13. Februar 1940 an Herzversagen. Zerline musste als Untermieterin zu Heinrich Peiser an den Victoria-Luise-Platz Nr. 5 IV ziehen. Für das Leerzimmer zahlte sie 40 RM monatlich, ihre Einrichtung war spärlich. Am 4. September 1942 musste Zerline Fliess die Vermögenserklärung ausfüllen, sie hatte noch ein Bankguthaben von 110 RM, ihre monatliche Rente von der Reichsversicherung für Angestellte betrug 120 RM. Nach dem 4. September 1942 wurde Zerline Fliess in die Sammelstelle Artilleriestraße 31 (heute Tucholskystraße 40) gebracht, von dort wurde sie am 14. September 1942 nach Theresienstadt deportiert. Am 6. Februar 1943 wurde sie dort ermordet, die angebliche Todesursache lautete wie so oft Darmkatarrh. |                            |
|      | Flora Freyer                         | Stierstraße 18                        | 7. Juli 2008  | Flora Lewinsky verheiratete Freyer wurde am 15. Oktober 1863 in Preußisch Stargard/Westpreußen geboren. Sie heiratete den Kaufmann Selmar Freyer (1860–1929) und zusammen bekamen sie einen Sohn namens Leo (1893) und eine Tochter namens Pauline (1895). Deportiert wurde Flora am 21. September 1942 nach Theresienstadt, wo sie im Februar 1944 ermordet wurde. Ihre Großenkelin hinterlegte für sie auf Yad Vashem eine Page of Testimony mit einem Foto. Ihre Tochter Pauline wurde am 3. März 1943 ins KZ Auschwitz deportiert und ermordet, ihr Sohn Leo konnte sich mit seiner Frau Eva geborene Lichtenstein und zwei Töchtern über Holland in die USA retten. | 52.4743465 13.3374597      |
|      | Pauline Freyer                       | Stierstraße 18                        | 7. Juli 2008  | Pauline Freyer wurde am 14. September 1895 in Lyck, Allenstein/Ostpreußen als Tochter von Flora geborene Lewinsky und ihres Ehemannes Selmar Freyer geboren. Seit 1932 lebte Pauline mit ihrer verwitweten Mutter in Friedenau, Stierstraße 18, Gartenhaus, Hochparterre, in einer 2-Zimmer-Wohnung. Sie arbeitete in einer Fabrik, bis sie als Zwangsarbeiterin in einer Kettenfabrik verpflichtet wurde. Ihre Mutter wurde am 21. September 1942 nach Theresienstadt deportiert, sie starb dort am 22. Februar 1944. Pauline wurde im Rahmen der Fabrikaktion am 3. März 1943 nach Auschwitz deportiert und dort ermordet. Ihre Nichte hinterlegte für sie auf Yad Vashem eine Page of Testimony mit einem Foto. Ihr Bruder Leo konnte 1939 mit seiner Frau Eva, geborene Lichtenstein, und zwei Töchtern über Holland in die USA emigrieren. | 52.4743465 13.3374597      |
|      | Siegfried Friedeberg                 | Brünnhildestraße 8                    | 16. Juni 2010 | Siegfried Friedeberg wurde am 6. März 1876 in Treuenbrietzen in eine jüdische Familie geboren. Er war Exportkaufmann und lebte seit 1912 mit seiner Familie in der Brünnhildestraße 8. Er war mit einer nichtjüdischen Frau verheiratet, die 1928 geborene Tochter wurde christlich erzogen, sodass er durch die sogenannte „privilegierte Mischehe“ verhältnismäßig geschützt war. Er musste in seine Wohnung im Vorderhaus im 1. Stock zwangsweise jüdische Untermieter aufnehmen: Irma Schulz und das Ehepaar Käthe und Simon Hochland. Das Ehepaar Hochland wurde noch vor Siegfried Friedeberg deportiert, überlebte aber Theresienstadt. Auch Irma Schulz wurde vor Siegfried Friedeberg deportiert. Laut seiner Vermögenerklärung vom 7. Januar 1944 war Siegfried Friedeberg seit April 1939 von seiner Frau Maria geborene Schmitz geschieden, die Anschrift seiner Tochter Helga gab er mit Hansakorso 10 in Neu-Tempelhof an. Er selbst wurde am 10. Januar 1944 aus dem Sammellager Große Hamburger Straße 26 mit dem 99. Alterstransport nach Theresienstadt deportiert, wo er im November 1944 zu Tode kam. | 52.47671 13.3307441        |
|      | Elfriede Friedemann                  | Stierstraße 19                        | 19. März 2014 | Elfriede Frank kam am 29. Juni 1878 in Brandenburg an der Havel als Tochter des Ziegeleibesitzers Julius Frank und seiner Frau Johanna geborene Joel auf die Welt. 1905 heiratete sie in Berlin den Juristen Gustav Friedemann, 1906 wurde die Tochter Susanne geboren. Die Familie lebte in der Potsdamer Straße 35, wo ihr Mann, inzwischen Justizrat Gustav Friedemann, Rechtsanwalt und Notar, auch seine Kanzlei hatte. Als Gustav Friedemann 1930 starb, zog sie mit ihrer Tochter und deren Ehemann, Botho Holländer, in das ihr gehörende Haus Stierstraße 19. Kurz vor der Deportation tauchte Elfriede Friedemann unter. Sie hinterließ einen Brief, in dem sie ihren Selbstmord ankündigte. Die Gestapo meldete sie daraufhin mit dem Vermerk „SM“ (für Selbstmord) beim Einwohnermeldeamt ab. Unter anderem mit Hilfe der Württembergischen Pfarrhauskette konnte Elfriede Friedemann überleben. Sie starb 1979 in Berlin und wurde auf dem St.-Matthäus-Kirchhof in Schöneberg begraben. Ihre Tochter Susanne überlebte auch im Untergrund. | 52.4743059 13.3374586      |
|      | Else Friedemann                      | Cosimaplatz 5                         | 16. Okt. 2014 | Else Marcuse wurde am 23. Oktober 1892 in Fiddichow/Pommern als Tochter ihrer jüdischen Eltern Isaac Marcuse und seiner Frau Agnes geborene Jacobson geboren. Sie hatte eine ältere Schwester Margarete. Else Marcuse zog nach Berlin und heiratete dort den jüdischen Buchhändler Friedrich Wilhelm Alexander Friedemann, beide gehörten der evangelischen Kirche an. Sie hatten sich in einer Buchhandlung in der Kantstraße kennengelernt. Zwei Töchter wurden geboren: am 12. September 1921 Ruth Gisela und am 26. Oktober 1922 Ursula Brigitte. Die Familie wohnte damals in der Brünnhildestraße 1 und gehörte der evangelischen Gemeinde an, Else Friedemann ließ sich 1939 taufen. Mit Elses Mitgift erwarb die Familie eine Buchhandlung, die aber während der Inflationszeit zugrunde ging. 1932 erfolgte der Umzug aus der Brünnhildestraße in das Haus Cosimaplatz 5 in eine 2-Zimmer-Wohnung im Parterre. Bis 1935 konnte Friedrich Friedemann seine Familie mit einer Tätigkeit als Antiquar ernähren. Als er 1935 aus der Reichsschrifttumskammer ausgeschlossen wurde, gelang dies nicht mehr; er versuchte als Bauarbeiter Geld zu verdienen. Dann aber musste er bei den Pertrix-Werken in Niederschöneweide Zwangsarbeit leisten. Else Friedemann musste ebenfalls Zwangsarbeit leisten, und zwar bei der Deutsche Waffen und Munitionsfabrik AG in Borsigwalde. 1939 konnte Ursula Brigitte mit Hilfe der Quäker nach England fliehen. Else Friedemann leitete aus unbekannten Gründen die Scheidung von Friedrich Friedemann ein; sie wurde Ende März 1942 ausgesprochen. Am 2. April 1942 wurden die geschiedenen Eheleute Friedemann gemeinsam nach Warschau ins Getto deportiert, wo sie zu einem unbekannten Zeitpunkt ums Leben kamen. Unmittelbar nach der Deportation heiratete die Tochter Ruth ihren Freund Manfred Kaliski. Beide wurden am 14. April 1942 aus der Wohnung Cosimaplatz 5 deportiert. |                            |
|      | Friedrich Friedemann                 | Cosimaplatz 5                         | 16. Okt. 2014 | Friedrich Friedemann wurde am 23. Dezember 1889 in Köslin als Sohn seiner jüdischen Eltern Louis Friedemann und Bertha, geborene Frank, geboren. Er besuchte in Köslin das Königliche Gymnasium, nach dem Abitur studierte er Jura, zunächst in Halle, dann in Berlin und Greifswald. Bevor er das Studium abschließen konnte, begann der Erste Weltkrieg. Er wurde Soldat und kämpfte in einem Jägerbataillon bis zum Ende des Krieges. Er wurde zweimal verwundet, davon einmal schwer. Nach dem Krieg versuchte er in Berlin mit Hilfe seines Onkels, des Justizrates Gustav Friedemann, sein Jurastudium zum Abschluss zu bringen, was ihm jedoch nicht gelang. Da er belesen war, begann er eine Tätigkeit in einer Buchhandlung in der Kantstraße. Dort lernte er auch seine Frau, Else Marcuse, kennen. Sie heirateten, zwei Töchter wurden geboren: Ruth Gisela am 12. September 1921 und Ursula Brigitte am 26. Oktober 1922. Die Familie wohnte in der Brünnhildestraße 1. Mit Elses Mitgift hatte das Ehepaar eine Buchhandlung gekauft, während der Zeit der Inflation ging diese jedoch zugrunde. Bis 1935 konnte Friedrich Friedemann seine Familie mit einer Tätigkeit als Antiquar ernähren. Als er 1935 aus der Reichsschrifttumskammer ausgeschlossen wurde, gelang dies nicht mehr; er versuchte als Bauarbeiter Geld zu verdienen. Dann aber musste er bei den Pertrix-Werken in Niederschöneweide Zwangsarbeit leisten. Ursula Brigitte konnte 1939 mit Hilfe der Quäker nach England auswandern. Else Friedemann ließ sich aus unbekannten Gründen von ihm scheiden: die Scheidung wurde Ende März 1942 ausgesprochen. Am 2. April 1942 wurden Friedrich und Else Friedemann gemeinsam nach Warschau ins Ghetto deportiert, wo sie zu einem unbekannten Zeitpunkt ums Leben kamen. |                            |
|      | Hedwig Friedländer                   | Brünnhildestraße 3                    | 16. Juli 2007 | Hedwig Friedländer kam am 22. Dezember 1880 in Berlin als Tochter des Agenten Louis Friedländer und seiner Frau Friederike geborene Kirstein auf die Welt. Von ihr weiß man nur, dass sie ledig war und 1941 als Untermieterin in die Wohnung der Mieter Elly und Salomon Schlome in die Brünnhildestraße 3 nach Friedenau zog. Am 2. Juni 1942 wurde sie mit dem 14. Berliner Osttransport nach Sobibor deportiert, wo sie zu einem unbekannten Zeitpunkt ermordet wurde. | 52.476362 13.3304704       |
|      | Selma Friedmann                      | Sentastraße 3                         | 19. Dez. 2014 | Selma Levy/Lewy wurde am 1. Dezember 1861 in Hirschberg im Riesengebirge, dem heutigen Jelenia Góra, als Tochter ihrer jüdischen Eltern geboren. Ihr Vater hieß Julius Lewy und ihre Mutter Rosa geborene Nehemias. Sie heiratete am 13. November 1884 in Berlin den praktischen Arzt Süßkind Friedmann (geboren am 12. Januar 1851 in Tremessen Kreis Mogilno; gestorben 1926 in Berlin) und nahm den Namen ihres Mannes an. Sie bekamen drei Kinder, Elly Julia (geboren am 17. Oktober 1885 in Berlin, verheiratete Heller, ermordet am 7. Oktober 1942 im KZ Auschwitz), Kurt Julius (geboren am 2. August 1887 in Berlin) und Paul Hermann (geboren am 13. Februar 1889 in Berlin). Bei der Volkszählung im Mai 1939 war sie Untermieterin bei Margarete und Georg Eppstein in der Sentastraße 3 in Friedenau. Ein amtlicher Eintrag in der Vermögenserklärung Margarete Eppsteins hält als Todesdatum den 4. Juli 1942 fest. Mit fast 81 Jahren floh Selma Friedmann angesichts der bevorstehenden Deportation in den Tod. Selma Friedmann wurde auf dem Jüdischen Friedhof in Weißensee im Gräberfeld T1 in der Reihe 11 beigesetzt. | 52.475556 13.329722        |
|      | Johanna Galewski                     | Stierstraße 20                        | 21. Okt. 2011 | Johanna Cohn kam am 1. Mai 1873 in Berlin als Tochter des Kaufmanns Mendel Abraham Cohn und seiner Frau Ernestine geborene Krause zur Welt. Sie heiratete in zweiter Ehe Emil Galewski. Sie war vermutlich bereits verwitwet, als sie 1939 in der Stierstraße 20 wohnte. Sie musste noch einmal ausziehen und in die Wielandstraße 27 ziehen, als Untermieter zu Levy. Am 15. Juli 1942 musste sie die Vermögenserklärung abgeben, am 23. Juli 1942 wurde sie nach Theresienstadt deportiert. Von dort wurde sie am 26. September 1942 nach Treblinka deportiert und vermutlich sofort ermordet. | 52.4742456 13.3374481      |
|      | Ilse Glaser                          | Ortrudstraße 7                        | 25. Nov. 2011 | Ilse Silbermann kam am 30. Juni 1903 in Berlin als Tochter des Architekten Siegfried Silbermann und seiner Frau Margarethe geborene Mossner zur Welt. Sie heiratete Siegfried Glaser, der einen Getreide- und Futtermittelhandel betrieb. Die Familie wohnte in der Ortrudstraße 7 in Friedenau. Am 24. Mai 1941 starb Siegfried Glaser und wurde auf dem Jüdischen Friedhof Weißensee beerdigt. Ilse Glaser wurde am 1. März 1943 nach Auschwitz deportiert und dort ermordet. Ihr Todesdatum ist unbekannt. |                            |
|      | Martin Glück                         | Albestraße 10                         | 3. Juni 2017  | Martin Glück kam am 12. Juni 1886 in Breslau als Sohn von Josef Glück und seiner Frau Maria geborene Saul auf die Welt. Er hatte noch einen Bruder Ludwig. Er wurde Bankbeamter und heiratete am 15. April 1920 in Berlin Olga Liebler. Ob Martin und Olga Glück Kinder hatten, konnte nicht ermittelt werden. 1931 wohnte das Ehepaar in der Kulmbacher Straße 15, Mitte der 1930er Jahre zogen sie in die Albestraße 10. Als Martin Glück seine Stelle bei einer Bank verlor, versuchte er den Lebensunterhalt als Makler zu verdienen. Auch vermieteten sie drei Zimmer ihrer Wohnung, eins an Therese Chrzanowski und zwei an die nichtjüdische Margarete Sender mit ihren Söhnen Werner und Gerhard. Am 18. Oktober 1941 wurden Olga und Martin Glück nach Litzmannstadt ins Getto deportiert. Martin Glück kam dort am 15. März 1942 zu Tode, Olga Glück wurde am 8. Mai 1942 weiter verschleppt in das KZ Kulmhof und wurde dort unmittelbar nach der Ankunft ermordet. |                            |
|      | Olga Glück                           | Albestraße 10                         | 3. Juni 2017  | Olga Liebler kam am 13. Februar 1888 in Leipzig als Tochter des Kaufmanns Eduard Liebler und seiner Frau Helene geborene Blumenfeld zur Welt. Sie heiratete am 15. April 1920 den Bankbeamten Martin Glück. Ob sie Kinder hatte, konnte nicht ermittelt werden. 1931 wohnte das Ehepaar in der Kulmbacher Straße 15, Mitte der 1930er Jahre zogen sie in die Albestraße 10. Als Martin Glück seine Stelle bei einer Bank verlor, versuchte er den Lebensunterhalt als Makler zu verdienen. Auch vermieteten sie drei Zimmer ihrer Wohnung, eins an Therese Chrzanowski und zwei an die nichtjüdische Margarete Sender mit ihren Söhnen Werner und Gerhard. Am 18. Oktober 1941 wurden Olga und Martin Glück nach Litzmannstadt ins Getto deportiert. Martin Glück starb dort am 15. März 1942. Olga Glück wurde am 8. Mai 1942 weiter verschleppt in das KZ Kulmhof und wurde dort unmittelbar nach der Ankunft ermordet. |                            |
|      | Abraham Goldberg                     | Taunusstraße 20                       | Sep. 2007     | Abraham Goldberg kam am 20. April 1881 in Krakau als Sohn des Geschäftsreisenden Salomon Leib Goldberg und seiner Frau Hena geborene Fingerhut zur Welt. Er zog nach Berlin und heiratete Hedwig Nathan, die am 10. November 1886 in Berlin geboren war. Die Tochter Lea Lilly wurde am 18. Juni 1914 geboren. Abraham nannte sich später Adolf und arbeitete als Vertreter. Die Familie lebte bis 1934 in der Elbinger Straße 35 und zog dann in die Taunusstraße 20. Die Tochter Lea Lilly besuchte ab 1934 ein Hachschara Lager in Külte bei Arolsen/Hessen. Dort lernte sie Dr. med Hermann Rothschild kennen, der aus Frankfurt/Main stammte. Sie heirateten 1935 in Berlin-Friedenau. Gemeinsam emigrierten sie 1935 oder 1936 nach Palästina. Zu Hedwig und Adolf Goldberg zog Hedwigs Bruder Michaelis, genannt Martin, der wie Adolf als Vertreter arbeitete. Zuerst wurde Michaelis Nathan am 24. Oktober 1941 nach Lodz deportiert, wo er am 6. März 1942 ermordet wurde. Am 17. November 1941 wurde Hedwig Goldberg mit ihrem Mann Abraham Adolf Goldberg nach Kowno (Kaunas) deportiert und dort am 25. November 1941 im Fort IX erschossen. |                            |
|      | Minna Goldberg                       | Stubenrauchstraße 63                  | 25. März 2011 | Minna Glass kam am 4. Dezember 1881 in Raschkow/Posen in einer jüdischen Familie zur Welt. Sie hatte noch eine jüngere Schwester Jenny. Minna Glass heiratete und hieß nun „Goldberg“. Sie wohnte in Berlin-Friedenau, Stubenrauchstraße 63 und war verwitwet. Ihre Schwester Jenny hatte den Kaufmann Julius Rosenthal geheiratet und wohnte mit ihm in der Stubenrauchstraße 11. Als Minna Goldberg ihre Wohnung in der Stubenrauchstraße 63 aufgeben musste, zog sie zu ihrer Schwester und ihrem Schwager. Von dort wurde sie am 14. April 1942 nach Warschau deportiert. Ihr Todesdatum ist unbekannt. |                            |
|      | Ella Goldschmidt                     | Görresstraße 15                       | 15. Aug. 2025 | |                            |
|      | Hans Gorzelanczyk                    | Sentastraße 3                         | 19. Dez. 2014 | Hans Gorzelanczyk wurde am 16. Mai 1929 in Velten als Sohn von Siegbert Gorzelanczyk und seiner Frau Käthe, geborene Eppstein, verwitwete Jacob, geboren. 1933 wohnte die Familie, zu der noch Ingeborg Jacob, eine Tochter seiner Mutter aus erster Ehe gehörte, schon wieder in Wilmersdorf in der Bernhardstraße. Sein Vater führte für kurze Zeit ein Tabakgeschäft gegenüber dem Eingang des S-Bahnhofs Bundesplatz. 1934 hatte er es aber schon wieder verloren, auch die Wohnung Bernhardstraße mussten sie aufgeben. Nach einer kurzen Zeit in der Stierstraße fanden sie schließlich Zuflucht bei Käthes Eltern in der Sentastraße 3. 1940 starb Käthes Vater; ihre Mutter Margarete Eppstein wurde im September 1942 nach Theresienstadt deportiert, dann musste auch die Wohnung Sentastraße geräumt werden: Ende September 1942 zog die Familie mit der ehemalige Untermieterin der Eltern Eppstein, Ella Feldheim, in die Frobenstraße 27. Siegbert Gorzelanczyk leistete Zwangsarbeit in der Spinnstofffabrik Zehlendorf. Am 14. Dezember 1942 wurde Ella Feldheim nach Auschwitz deportiert und ermordet. Käthe und Siegbert Gorzelanczyk mussten am 28. Februar 1943 die Vermögenserklärung unterschreiben, sie wurden am selben Tag zusammen mit ihrem Sohn Hans im Rahmen der Fabrikaktion in die Sammelstelle Levetzowstraße 8 verschleppt. Dort wurde ihnen die Beschlagnahmeverfügung zugestellt. Am 1. März 1943 wurde Käthes Tochter Ingeborg Jacob im Alter von fast 18 Jahren nach Auschwitz deportiert, Käthe, Siegbert und Hans Gorzelanczyk folgten ihr am 2. März 1943 nach Auschwitz, wo alle zu einem unbekannten Zeitpunkt ermordet wurden. Hans Gorzelanczyk wurde nur 13 Jahre alt. | 52.475556 13.329722        |
|      | Käthe Gorzelanczyk                   | Sentastraße 3                         | 19. Dez. 2014 | Käthe Eppstein wurde am 14. Januar 1899 in Berlin als Tochter ihrer jüdischen Eltern Georg Eppstein und Margarete geborene Mahn geboren. Sie heiratete, nahm den Namen ihres Mannes „Jacob“ an, die Tochter Ingeborg wurde am 10. Mai 1925 in Berlin geboren. Käthes Mann starb, sodann heiratete sie Siegbert Gorzelanczyk, der einen Sohn Henrik aus einer geschiedenen Ehe hatte. Käthe und Siegbert Gorzelanczyk zogen nach Velten, wo ihr gemeinsamer Sohn Hans am 16. Mai 1929 zur Welt kam. 1933 wohnte das Ehepaar wieder in Berlin-Wilmersdorf, Bernhardstraße 15, sie führten ein Tabakwarengeschäft am Eingang zum S-Bahnhof Bundesplatz; 1934 hatten sie es bereits an P. Toedt verloren. Auch die Wohnung Bernhardstraße musste die Familie aufgeben. Vorübergehend lebten sie in der Stierstraße 20 und fanden schließlich – Gorzelanczyk arbeitete inzwischen als Vertreter – bei den Eltern von Käthe in der Sentastraße 3 Zuflucht. Nachdem Käthes Mutter Margarete Eppstein im September 1942 nach Theresienstadt deportiert wurde, musste die Wohnung Sentastraße geräumt werden: Ende September 1942 musste die Familie mit der ehemaligen Untermieterin der Eltern Eppstein, Ella Feldheim, in die Frobenstraße 27 umziehen. Siegbert Gorzelanczyk leistete Zwangsarbeit in der Spinnstofffabrik in Zehlendorf. Am 14. Dezember 1942 wurde Ella Feldheim nach Auschwitz deportiert und ermordet. Käthe und Siegbert Gorzelanczyk mussten am 28. Februar 1943 die Vermögenserklärung unterschreiben, sie wurden am selben Tag zusammen mit ihrem Sohn Hans im Rahmen der Fabrikaktion in die Sammelstelle Levetzowstraße 8 verschleppt. Dort wurde ihnen die Beschlagnahmeverfügung zugestellt. Am 1. März 1943 wurde Käthes Tochter Ingeborg Jacob im Alter von fast 18 Jahren nach Auschwitz deportiert, Käthe, Siegbert und Hans Gorzelanczyk folgten ihr am 2. März 1943, wo alle zu einem unbekannten Zeitpunkt ermordet wurden. | 52.475556 13.329722        |
|      | Siegbert Gorzelanczyk                | Sentastraße 3                         | 19. Dez. 2014 | Siegbert Gorzelanczyk wurde am 25. April 1887 in Samter, das von 1815 bis 1918 zur preußischen Provinz Posen gehörte, als Sohn jüdischer Eltern geboren. Er hatte einen Bruder namens Leo. In erster Ehe heiratete er die am 2. Mai 1889 in Breslau geborene Gertrud Lublin. Ihr gemeinsamer Sohn Henrik wurde am 11. August 1924 in Berlin geboren. Die Ehe wurde aber 1926/1927 geschieden und Gertrud Gorzelanczyk zog mit Henrik zu ihren Eltern nach Breslau. Es gelang ihr Henrik mit einem Kindertransport am 5. Juli 1939 nach Schweden zu bringen; sie selbst wurde am 4. März 1943 von Breslau nach Auschwitz deportiert und ermordet. Siegbert Gorzelanczyk hatte in Berlin erneut geheiratet und zwar die Witwe Käthe Jacob, geborene Eppstein, die eine Tochter Ingeborg mit in die Ehe brachte. Zunächst zog die Familie nach Velten, wo der gemeinsame Sohn Hans am 16. Mai 1929 zur Welt kam, dann wieder nach Berlin-Wilmersdorf in die Bernhardstraße 15. Dort, gegenüber dem Eingang zum S-Bahnhof Bundesplatz, führte Siegbert Gorzelanczyk kurze Zeit ein Zigarrengeschäft, das er aber bereits 1934 an einen ‚arischen‘ Nachfolger verlor, auch die Wohnung in der Bernhardstraße musste die Familie aufgeben. Nach einer kurzen Zeit in der Stierstraße 20 fand sie schließlich Zuflucht bei Käthes Eltern in der Sentastraße 3. 1940 starb Käthes Vater; ihre Mutter Margarete Eppstein wurde im September 1942 nach Theresienstadt deportiert, dann musste die Wohnung Sentastraße geräumt werden: Ende September 1942 zog die Familie mit der ehemaligen Untermieterin der Eltern Eppstein, Ella Feldheim, in die Frobenstraße 27. Siegbert Gorzelanczyk leistete Zwangsarbeit in der Spinnstofffabrik in Zehlendorf. Am 14. Dezember 1942 wurde Ella Feldheim nach Auschwitz deportiert und ermordet. Käthe und Siegbert Gorzelanczyk mussten am 28. Februar 1943 die Vermögenserklärung unterschreiben, sie wurden am selben Tag zusammen mit ihrem Sohn Hans im Rahmen der Fabrikaktion in die Sammelstelle Levetzowstraße 8 verschleppt. Dort wurde ihnen die Beschlagnahmeverfügung zugestellt. Am 1. März 1943 wurde Käthes Tochter Ingeborg Jacob im Alter von fast 18 Jahren nach Auschwitz deportiert, Käthe, Siegbert und Hans Gorzelanczyk folgten ihr am 2. März 1943 nach Auschwitz, wo alle zu einem unbekannten Zeitpunkt ermordet wurden. Siegberts Sohn aus erster Ehe, Henrik Gorlén, lebte bis zu seinem Tod am 2. Januar 2015 in Oslo. Er hat einen Sohn, der in Kopenhagen lebt, und eine Tochter in Jerusalem, ferner gibt es mehrere Enkelkinder. | 52.475556 13.329722        |
|      | Martha Gottberg                      | Stierstraße 21                        | 21. Okt. 2011 | Martha Mansfeld kam am 13. Januar 1886 in Hannover als Tochter von Albert Mansfeld und seiner Frau Ester gerufen Else geborene David zur Welt. Sie heiratete in zweiter Ehe einen Herrn Gottberg. Sie soll Restaurantwirtin gewesen sein. 1939 wohnte sie als Untermieterin in der Stierstraße 21 bei Adam. Sie musste noch zweimal umziehen und zwar zunächst in die Bochumer Straße 25 und dann in ein Judenhaus in der Levetzowstraße 13 in Tiergarten. Von dort wurde sie am 2. März 1943 nach Auschwitz deportiert, wo sie vermutlich sofort ermordet wurde. | 52.473889 13.3375          |
|      | Iwan Grünberg                        | Stierstraße 19                        | 7. Juli 2008  | Iwan Grünberg kam am 19. Oktober 1877 in Hannover als Sohn des Buchhändlers Abraham Leonhard Grünberg und seiner Frau Rosalie geborene Zöllner zur Welt. Er war Kaufmann und heiratete in zweiter Ehe Minna geborene Marcuse. Er wohnte mit seiner Frau zunächst in Oberschöneweide, Goethestraße 49. Dann zogen sie nach Friedenau in die Stierstraße 19. Am 3. März 1943 wurde er nach Auschwitz deportiert und dort ermordet. | 52.4743059 13.3374586      |
|      | Minna Grünberg                       | Stierstraße 19                        | 7. Juli 2008  | Minna Marcuse kam am 4. August 1878 in Bad Schönfließ als Tochter des Max Marcuse und seiner Frau Flora geborene Simon zur Welt. Sie heiratete in zweiter Ehe den Kaufmann Iwan Grünberg. Sie lebten zunächst in Berlin-Oberschöneweide, Goethestraße 49, sodann zogen sie nach Friedenau in die Stierstraße 19. Ihr Mann Iwan wurde am 3. März 1943 nach Auschwitz deportiert, Minna Grünfeld folgte am 12. März 1943. Ihr Todesdatum ist unbekannt. | 52.4743059 13.3374586      |
|      | Ella Grünfeld                        | Stierstraße 19                        | 21. Okt. 2011 | Ella Grünfeld wurde am 22. Juli 1875 in Wien in eine jüdische Familie geboren. Sie hatte eine jüngere Schwester Jenny. Beide Schwestern blieben ledig und zogen nach Berlin. 1939 wohnten sie als Untermieterinnen bei Elly Herz in der Stierstraße 19 im Gartenhaus Parterre. Sie mussten noch einmal umziehen, und zwar in die Bleibtreustraße 33 als Untermieter zu Fraenckel. Dort lebten sie in einem möblierten Zimmer. Am 3. Oktober 1942 wurden beide Schwestern mit dem 3. Großen Altentransport nach Theresienstadt deportiert. Ella Grünfeld wurde am 18. Mai 1943 ermordet. | 52.4743059 13.3374586      |
|      | Jenny Grünfeld                       | Stierstraße 19                        | 21. Okt. 2011 | Jenny Grünfeld wurde am 1. Februar 1877 in Wien in eine jüdische Familie geboren. Sie hatte noch eine ältere Schwester Ella. Beide Schwestern blieben ledig und zogen nach Berlin. 1939 wohnten sie als Untermieterinnen bei Elly Herz in der Stierstraße 19 Gartenhaus Parterre. Sie mussten noch einmal umziehen, und zwar in die Bleibtreustraße 33 als Untermieter zu Fraenckel. Von dort wurden sie gemeinsam am 3. Oktober 1942 mit dem 3. Großen Altentransport nach Theresienstadt deportiert. Das Todesdatum von Jenny Grünfeld ist unbekannt, ihre Schwester Ella starb am 18. Mai 1943. | 52.4743059 13.3374586      |
|      | Maria Gundau                         | Evastraße 6                           | 10. Mai 2016  | Maria Bry kam am 29. Oktober 1869 in Hietzing bei Wien als Tochter des Holzhändlers Jakob Bry und seiner Frau Rosa, geborene Brünner, zur Welt. Die Familie zog nach Berlin, wo sie am Mariannenufer 7 wohnte. Maria Bry wurde evangelisch getauft, bevor sie am 14. Juni 1893 in Berlin den Apotheker Johann Otto Max Gundau heiratete. Der Sohn Kurt kam am 17. Oktober 1894 auf die Welt. Die Ehe von Maria und Max Gundau wurde am 6. Juli 1915 geschieden. 1939 wohnte Maria Gundau als Untermieterin in der Evastraße 6. Sie musste noch einmal umziehen in die Bochumer Straße 10 bei Leiser. Von dort wurde sie am 10. Januar 1944 mit dem 99. Alterstransport nach Theresienstadt deportiert. |                            |
|      | Paula Guttmann                       | Brünnhildestraße 3                    | 16. Juli 2007 | Paula Ida Eisenstädt kam am 23. Januar 1877 in Lissa/Posen als Tochter ihrer jüdischen Eltern Louis Eisenstädt und seiner Frau Regina, geborene Nuernberg, zur Welt. Sie hatte noch einen Bruder Georg. Sie heiratete Siegfried Guttmann, ihre Tochter Hildegard wurde geboren. Ihr Ehemann Siegfried starb bereits 1923. Paula Guttmann lebte mit ihrer Tochter Hildegard bereits seit 1930 in der Brünnhildestraße 3 in einer 4-Zimmer-Wohnung. 1937 nahm sie Henriette Wolfsohn als Untermieterin auf, 1941 Martha Schlomer. Der Tochter Hildegard gelang es rechtzeitig nach England zu emigrieren. Anfang 1942 mussten die drei Damen ausziehen: Paula Guttmann konnte noch bei ihrem Bruder Georg Eisenstädt und dessen Frau Martha in der Innsbrucker Straße 3 bis zu ihrer Deportation am 2. April 1942 wohnen. Dann kam sie mit dem 12. Transport nach Warschau ins Ghetto. Das Datum ihres Todes ist unbekannt. Eine Verwandte widmete ihr bei Yad Vashem eine „Page of Testimony“. | 52.476362 13.3304704       |
|      | Marianne Haber                       | Stierstraße 4                         | 21. Okt. 2011 | Marianne Haber kam am 17. Mai 1885 in Berlin als Tochter ihrer jüdischen Eltern, Sidonie Haber geborene Freund und ihres Ehemannes Alexander Gustav Haber, zur Welt. Sie blieb unverheiratet und wohnte mit ihrer verwitweten Mutter zusammen, zuletzt ab 1937 in Friedenau, Stierstraße 4. Vor der Deportation musste sie mit ihrer Mutter in die Lietzenburger Straße 51, eine sogenannte ‚Judenwohnung‘, ziehen. Am 3. Oktober 1942 wurde Marianne Haber zusammen mit ihrer Mutter nach Theresienstadt deportiert. Ihre Mutter starb dort bereits am 3. November 1942, Marianne Haber wurde von Theresienstadt am 16. Mai 1944 nach Auschwitz deportiert, wo sie vermutlich sofort ermordet wurde. | 52.4749218 13.3376141      |
|      | Sidonie Haber                        | Stierstraße 4                         | 21. Okt. 2011 | Sidonie Freund wurde am 6. Februar 1861 in Breslau in eine jüdische Familie geboren. Sie heiratete den Kaufmann Alexander Gustav Haber und gebar am 17. Mai 1885 in Berlin eine Tochter, Marianne. Sie war Lehrerin. Sie wurde Witwe und wohnte ab 1937 in der Stierstraße 4 mit ihrer unverheirateten Tochter zusammen sowie mit einer Verwandten, Betty Haber, die am 18. November 1939 starb und auf dem Jüdischen Friedhof Weißensee beerdigt wurde. Vor der Deportation am 3. Oktober 1942 mussten sie noch in die Lietzenburger Straße 51, eine sogenannte ‚Judenwohnung‘, ziehen. Sidonie Haber wurde zusammen mit ihrer Tochter Marianne nach Theresienstadt deportiert. Sidonie Haber starb dort am 3. November 1942. | 52.4749218 13.3376141      |
|      | Paul Heilbrun                        | Albestraße 6                          | Dez. 2020     | Joel Paul Heilbrun kam am 22. November 1868 in Berlin als Sohn von Isidor Heilbrun und seiner Frau Clara geborene List zur Welt. Er hatte einen älteren Bruder Eugen (1867), der später Ingenieur wurde und einen jüngeren Bruder Georg (1871), der Buchhalter wurde. Paul Heilbrun studierte Musik und machte seinen Abschluss an der Königlichen Hochschule für Musik. Er wurde Konzertpianist und Klavierlehrer. Am 23. März 1912 heiratete er Bettina Cohen, die Tochter Lilli Ruth wurde am 28. Dezember 1912 geboren. Die Ehe wurde 1916 geschieden. Bettina Heilbrun heiratete noch einmal, die Tochter Lilli Ruth wuchs in der zweiten Ehe ihrer Mutter auf. 1935 wurde Paul Heilbrun aus der Reichsmusikkammer ausgeschlossen, was ein Berufsverbot bedeutete. Er legte gegen diese Entscheidung Beschwerde ein, die aber 1937 zurückgewiesen wurde. 1939 wohnte er als Untermieter von Therese Peschel in der Albestraße 17. Von dort musste er in die Beckerstraße 23, bei Krebs ziehen. Mit dem I. Transport wurde er am 18. Oktober 1941 zusammen mit seinem Bruder Georg nach Litzmannstadt deportiert, dort wohnten sie im Bleicherweg 8/4. Sein Bruder Georg starb am 30. Dezember 1941, Paul Heilbrun am 22. Januar 1942. Seine Tochter Lilli Ruth wurde Tänzerin und Tanzlehrerin, heiratete am 4. Mai 1933 Hans Georg Skaller und emigrierte vor Beginn des Zweiten Weltkrieges mit ihm und der 1934 geborenen Tochter Marion in die USA. |                            |
|      | Max Henius                           | Dickhardtstraße 6                     | 29. Nov. 2013 | Max Henius wurde als erster Sohn der jüdischen Eheleute Julius Henius und seiner Frau Emma geborene Neufeld am 9. August 1878 in Thorn geboren. 1882 kam sein jüngerer Bruder Kurt auf die Welt. 1886 gründete der Vater zusammen mit einem Schwager den Verlag Neufeld & Henius. Die Familie zog nach Berlin, Max besuchte die Schule zum Grauen Kloster, nach dem Abitur 1898 studierte er Jura in Heidelberg, Bonn und Berlin, er wurde promoviert und habilitierte sich. Er übernahm 1905 die Leitung des Verlages, der unter der Anschrift Großbeerenstraße 94 tätig war. Max Henius kämpfte im Ersten Weltkrieg als Frontsoldat und wurde leicht verwundet; er erhielt 1917 die Rote Kreuzmedaille dritter Klasse. Am 21. September 1918 heiratete er Frieda Schaer, die evangelische Tochter eines Schreiners. In der Nachkriegszeit florierte der Verlag Neufeld und Henius sowie weitere von Max Henius gegründete Verlage wie Allegro Buch-Musik Verlag, Friedrich Kirchner’s Verlag, Verlag der Schillerbuchhandlung sehr gut, der Jahresumsatz der Verlage lag über einer Million Mark. Max Henius wohnte in einer 11-Zimmer-Wohnung im Haus Sigismundstraße 5. 1920 baute er auf einem Wassergrundstücke in Berlin-Kladow, Sacrower Kirchweg 56–58, ein Landhaus, das heute unter Denkmalschutz steht. Er litt an starkem Heuasthma und wollte deswegen keine eigenen Kinder. So adoptierte er den am 10. Januar 1923 in Wilhelmshaven geborenen nichtjüdischen Waisen Harry Friedrich Wilhelm und taufte ihn in Klaus Friedrich Wilhelm um. 1924 ließ er sich taufen, am 1. März 1933 trat er in die Deutschnationale Volkspartei ein. 1933 wurde ihm die Leitung des Verlages Neufeld und Henius untersagt, was dazu führte, dass der Verlag 1935 Konkurs anmeldete. 1935 musste er das Havelgrundstück unter Wert verkaufen und die 11-Zimmer-Wohnung in der Sigismundstraße 5 aufgeben. Die Familie zog am 4. Oktober 1936 in die Ringstraße 6 (heute: Dickhardtstraße) nach Friedenau. Weil Max Henius seit 1933/1934 ohne laufende Einkünfte war, unterstützte ihn sein Bruder Kurt, der Professor für Medizin an der Charité war. 1939 emigrierte Kurt mit seinen drei Kindern nach Luxemburg, woher seine Frau, Madeleine Latarse, stammte, Kurt verstarb dort im Jahr 1947. Seine Nachkommen leben in Belgien und Frankreich. Am 3. April 1943 wurde Max Henius wegen Nichttragens des Judensterns verhaftet, verurteilt und mit Haft bis zum 3. Juli 1943 in Tegel bestraft. Am Tag seiner Freilassung wurde er in der Wohnung Ringstraße 6 von Beamten der Gestapo aber wieder verhaftet und wegen asozialen Verhaltens (d. h. weil er Jude war) in Polizeihaft genommen und zum Alexanderplatz gebracht. Über die Arbeitslager Großbeeren, Wuhlheide und das Beuthener Polizeigefängnis kam er am 3. September 1943 ins KZ Auschwitz, zunächst auf Block 2 für die rund fünf Wochen dauernde Quarantäne. Am 21. Dezember 1943 wurde er jedoch als kranker Häftling im Häftlingskrankenbautagebuch verzeichnet. Max Henius starb dort am 22. Februar 1944. Weil sich Frieda Henius nicht hindern ließ, nach dem Verbleib von Max Henius zu forschen, wurde sie zur Reinigung des Anhalter und Lehrter Bahnhofs abgestellt, auch wurde ihr nahegelegt, sich von Max Henius scheiden zu lassen, was sie jedoch ablehnte. Frieda Henius starb 1963 in Bad Homburg vor der Höhe. |                            |
|      | Frieda Herrmann                      | Stierstraße 21                        | 21. Okt. 2011 | Frieda (genannt: Fritzi) Levy wurde am 28. März 1863 in Nakel, Posen, als Tochter jüdischer Eltern geboren. Sie heiratete Julius Herrmann und wohnte mit ihm in Berlin in der Tilsiter Straße 3, wo das Ehepaar ein Weißwarengeschäft betrieb. Frieda Herrmann war mit Rosa Levy befreundet, die sie nach einer Erkrankung pflegte. Als Rosa Levy 1939 starb, zogen Frieda und Julius Herrmann in deren vormalige Wohnung in der Stierstraße 21. Im selben Haus wohnte auch Minna Riesenburger, eine Schwester von Julius Herrmann, mit ihrem Mann Ruben. Am 6. Juli 1942 wurde Frieda Herrmann mit ihrem Mann aus dem Sammellager Iranische Straße 3 nach Theresienstadt deportiert. Frieda starb dort am 17. September 1942, ihr Mann Julius am 1. Januar 1943. | 52.473889 13.3375          |
|      | Julius Herrmann                      | Stierstraße 21                        | 21. Okt. 2011 | Julius Herrmann wurde am 24. September 1858 in Warlubien als zweitältester Sohn von Nathan und Auguste Herrmann geboren, er hatte noch sieben Geschwister. Er heiratete Frieda (genannt: Fritzi) Levy und lebte mit ihr in der Tilsiter Straße 3, wo sie ein Weißwarengeschäft betrieben. Fritzi Herrmann hatte die mit ihr befreundete Rosa Levy gepflegt, die in der Stierstraße 21 wohnte. Als Rosa Levy 1939 starb, zogen Julius und Fritzi Herrmann in deren Wohnung. Im selben Haus lebte auch die Schwester von Julius Herrmann, Minna verheiratete Riesenburger, mit ihrem Mann Ruben. Am 6. Juli 1942 wurden Julius Herrmann und seine Frau Fritzi vom Sammellager Iranische Straße 3 nach Theresienstadt deportiert. Fritzi Herrmann starb dort am 17. September 1942, Julius am 1. Januar 1943. | 52.473889 13.3375          |
|      | Elly Herz                            | Stierstraße 19                        | 7. Juli 2008  | Elly Herz wurde am 2. November 1887 in Breslau in eine jüdische Familie geboren. Sie blieb ledig und zog nach Berlin. Sie war Büroangestellte und wohnte in Friedenau in der Stierstraße 19. Am 25. September 1942 wurde sie mit dem 20. Osttransport nach Raasiku deportiert und dort vermutlich sofort ermordet. | 52.4743059 13.3374586      |
|      | Max Botho Holländer                  | Stierstraße 19                        | 7. Juli 2008  | Max Botho Holländer wurde am 27. August 1901 in Berlin als Sohn des Apothekers Ernst Holländer und seiner Frau Olga geborene Bry in Berlin geboren. Er wurde Chemiker und heiratete in Berlin am 7. Juni 1930 Susanne Friedemann. 1933 zog er mit seiner Frau und seiner verwitweten Schwiegermutter Elfriede Friedemann in das in ihrem Eigentum stehenden Miethaus in der Stierstraße 19. Die Ehe von Susanne und Botho Holländer wurde am 4. Dezember 1941 rechtskräftig geschieden. Er musste als Revolverdreher Zwangsarbeit bei den Deuta-Werken in der Oranienstraße 25 leisten. Botho Holländer zog 1942 als Untermieter in die Innsbrucker Straße 38 zu David und Martha Süßkind (Mischehe). Ab März 1943 lebte er illegal bei Maria Gräfin von Maltzan. Weil er sich nicht an die von ihr geforderten Vorsichtsmaßnahmen hielt, musste er die Wohnung in der Detmolder Straße verlassen. Er wurde von der Gestapo verhaftet und am 29. Oktober 1943 mit dem 45. Osttransport nach Auschwitz deportiert und dort zu einem unbekannten Zeitpunkt ermordet. Seine geschiedene Ehefrau Susanne überlebte im Untergrund, seine Eltern waren nach Nizza geflohen, sein Vater Ernst Holländer wurde von dort über das Sammellager Drancy nach Auschwitz deportiert und ermordet; seine Mutter beging daraufhin in Nizza Selbstmord. | 52.4743059 13.3374586      |
|      | Johanna Holz                         | Holsteinische Straße 34               | 8. Dez. 2010  | Johanna Lewitt wurde am 22. September 1904 in Neukölln als Tochter von Werner Lewitt und Regina, geborene Friedländer, geboren. Sie hatte noch einen Bruder Bernhard, der 1899 geboren war und im Ersten Weltkrieg kämpfte. 1917 starb ihr Vater Werner Lewitt. Die verwitwete Mutter Regina Lewitt zog mit den Kindern zunächst in die Menckenstraße 8, sodann in die Holsteinische Straße 34 in Friedenau. Johanna heiratete den Kaufmann Werner Holz, er zog zu ihr und ihrer Mutter in die Wohnung Holsteinische Straße 34. Am 11. Januar 1929 kam ihr Sohn Jürgen Rudolf auf die Welt. Werner Holz war damals als Versicherungsvertreter tätig. 1935 emigrierte Johannas Bruder Bernhard nach Holland; er überlebte dort im Untergrund. Am 27. November 1941 wurden Johanna, ihr Mann Werner und ihr Sohn Jürgen Rudolf nach Riga deportiert und am 30. November im Wald von Rumbula erschossen. Die Witwe von Johannas Bruder Bernhard, Frieda Lewitt-Kuhnt, veranlasste die Verlegung von Stolpersteinen für ihre ermordeten Familienmitglieder. |                            |
|      | Jürgen Rudolf Holz                   | Holsteinische Straße 34               | 8. Dez. 2010  | Jürgen Rudolf Holz wurde am 11. Januar 1929 als Sohn von Werner Holz und seiner Frau Johanna geborene Lewitt geboren. Sein Vater war Versicherungsvertreter, in der Wohnung in der Holsteinischen Straße 34 lebten außer ihm und seinen Eltern noch seine Großmutter Regina Lewitt. Sein Onkel Bernhard, der Bruder seiner Mutter, emigrierte 1935 nach Holland und konnte dort im Untergrund überleben. Jürgen Rudolf Holz und seine Eltern wurden aus der Wohnung Holsteinische Straße 34 am 27. November 1941 nach Riga deportiert und am 30. November 1941 in den Wäldern von Rumbula erschossen. Er wurde nur zwölf Jahre alt. |                            |
|      | Werner Holz                          | Holsteinische Straße 34               | 8. Dez. 2010  | Werner Holz kam am 20. Dezember 1898 in Schöneberg als Sohn des Hermann Holz und seiner Frau Selma geborene Schulmeister auf die Welt. Er war Kaufmann, heiratete Johanna Lewitt und zog zu ihr und ihrer Mutter in die Wohnung Holsteinische Straße 34 in Friedenau. Am 11. Januar 1929 kam sein Sohn Jürgen Rudolf zur Welt. Werner Holz arbeitete damals als Versicherungsvertreter. Sein Schwager Bernhard, der Bruder seiner Frau, emigrierte 1935 nach Holland und überlebte dort im Untergrund. Am 27. November 1941 wurden Werner, Johanna und Jürgen Rudolf Holz nach Riga deportiert und am 30. November 1941 in den Wäldern von Rumbula erschossen. Die Witwe seines Schwagers, Frieda Lewitt-Kuhnt, veranlasste die Verlegung von Stolpersteinen für die ermordeten Familienmitglieder. |                            |
|      | Rosa Honig                           | Varziner Straße 9                     | 17. Nov. 2008 | Rosa Blumenthal kam am 5. Juni 1873 in Berlin als Tochter des Moses Jacob Blumenthal und seiner Frau Bertha geborene Riese zur Welt. Sie heiratete 1897 den Kaufmann Leopold Honig. Am 19. Oktober 1897 kam der Sohn Max auf die Welt. Ihr Mann starb 1915. Rosa Honig wohnte in Friedenau in der Varziner Straße 9, wohin ihr Sohn Max nach einer ersten Ehe auch wieder zog. Am 13. Januar 1942 wurde sie nach Riga deportiert und dort zu einem unbekannten Zeitpunkt ermordet. Ihr Sohn Max heiratete nach 1939 Ruth verheiratete Lorenz geborene Wittenberg, die sich von 1936 bis 1940 im Zuchthaus Jauer aufgehalten hatte. Am 2. April 1942 wurden Max und Ruth Honig vom Nürnberger Platz 3 nach Warschau ins Ghetto deportiert und weiter nach Majdanek, wo beide am 31. Juli 1942 ermordet wurden. Für beide liegen vor dem Haus Varziner Straße 9 sogenannte Denksteine. |                            |
|      | Leo Hummel                           | Handjerystraße 1                      | 3. Juni 2013  | Leo Hummel kam am 29. März 1883 in Buttenwiesen in Bayern als Sohn des Moritz Hummel und seiner Frau Anna geborene Wassermann auf die Welt. Er kämpfte im Ersten Weltkrieg. Bei der Volkszählung vom Mai 1939 war er in der Handjerystraße 1 gemeldet. Aus den Akten im Landeshauptarchiv Potsdam geht hervor, dass er seit November 1942 in der Schwäbischen Straße 25 im Gartenhaus 2. Etage rechts bei Gisella Timar (einer in Wien 1870 geborenen Ungarin) für monatlich 40 Mark zur Untermiete wohnte. Auf Befehl der Gestapo wurden viele Juden in sogenannten „Judenhäusern“ zusammengefasst, um die „Abholungen“ zur Deportation effektiver organisieren zu können. Vermutlich wurde Leo Hummel ebenfalls in die Schwäbische Straße 25 zwangsumgesiedelt. Leo Hummel war ledig und von Beruf Bankbeamter. Seit dem 24. Oktober 1941 musste er Zwangsarbeit leisten. Zuletzt war er bei der Stadt Berlin, Bezirk Reinickendorf als Arbeiter für einen Wochenlohn von 12,44 Mark angestellt. Die Gestapo-Verfügung über den Einzug seines Vermögens wurde ihm am 28. Februar 1943 in der Synagoge Levetzowstraße 8 vom Obergerichtsvollzieher übergeben. Er war im Rahmen der Fabrikaktion Ende Februar 1943 verhaftet worden, bei der die Gestapo die jüdischen Zwangsarbeiter direkt von ihrem Arbeitsplatz in die Sammelstelle Levetzowstraße verbrachte. Leo Hummel wurde am 17. März 1943 in dem 4. Großen Alterstransport eingepfercht mit 1160 Insassen nach Theresienstadt deportiert, hat dort noch etwa eineinhalb Jahre trotz der unmenschlichen Bedingungen überlebt. Am 16. Oktober 1944 wurde er nach Auschwitz deportiert und im Alter von 61 Jahren ermordet. Seine Geschwister Alfred und Ludwig Hummel hatten sich in der Nazizeit in die USA retten können. Sie stellten in den 1950er Jahren an die deutschen Behörden einen Antrag auf Rückgabe der vom Oberfinanzpräsidenten Potsdam am 27. Juni 1944 eingezogenen Vermögenswerte und eines vom Oberfinanzpräsidenten München am 7. November 1944 eingezogenen Grundstücks. Alfred Hummel hatte in der Holocaustgedenkstätte Yad Vashem in Jerusalem eine Page of Testimony für seinen Bruder Leo Hummel mit seiner Adresse in New York hinterlegt. Die Stolperstein-Initiative versuchte, mit ihm oder seinen Nachkommen Kontakt aufzunehmen, um über den Stolperstein für Leo Hummel zu informieren und zu der Gedenkfeier einzuladen. Leider ist der Brief mit dem Vermerk „Empfänger unbekannt“ zurückgekommen. |                            |
|      | Ingeborg Jacob                       | Sentastraße 3                         | 19. Dez. 2014 | Ingeborg Jacob wurde am 10. Mai 1925 in Berlin als Tochter von Käthe Jacob geborene Eppstein und ihres Mannes geboren. Ihr Vater starb, als sie noch klein war, ihre Mutter heiratete erneut und zwar Siegbert Gorzelanczyk. Dieser war geschieden und hatte aus der ersten Ehe einen Sohn Henrik. Die Familie zog nach Velten und der Sohn Hans wurde am 16. Mai 1929 geboren. Kurz darauf zog die Familie wieder zurück nach Berlin, sie wohnte in Wilmersdorf in der Bernhardstraße und der Vater Siegbert Gorzelanczyk führte ein Tabakwarengeschäft am Eingang des S-Bahnhofs Bundesplatz. 1934 hatte er es bereits an P. Toedt verloren. Auch die Wohnung Bernhardstraße musste die Familie aufgeben. Vorübergehend lebten sie in der Stierstraße 20 und fanden schließlich – Siegbert G. arbeitete inzwischen als Vertreter – bei den Eltern von Käthe in der Sentastraße 3 Zuflucht. Nachdem Käthes Mutter Margarete Eppstein im September 1942 nach Theresienstadt deportiert wurde, musste auch die Wohnung Sentastraße geräumt werden: Ende September 1942 zog die Familie in die Frobenstraße 27 in eine 4-Zimmer-Wohnung, die ehemalige Untermieterin der Eltern Eppstein, Ella Feldheim, musste ebenfalls dorthin ziehen. Siegbert Gorzelanczyk leistete Zwangsarbeit in der Spinnstofffabrik in Zehlendorf. Am 14. Dezember 1942 wurde Ella Feldheim nach Auschwitz deportiert und ermordet. Käthe und Siegbert Gorzelanczyk mussten am 28. Februar 1943 die Vermögenserklärung unterschreiben, sie wurden am selben Tag zusammen mit ihrem Sohn Hans im Rahmen der Fabrikaktion in die Sammelstelle Levetzowstraße 8 verschleppt. Dort wurde ihnen die Beschlagnahmeverfügung zugestellt. Am 1. März 1943 wurde Ingeborg Jacob im Alter von noch nicht 18 Jahren nach Auschwitz deportiert, Käthe, Siegbert und Hans Gorzelanczyk folgten ihr am 2. März 1943 nach Auschwitz, wo alle zu einem unbekannten Zeitpunkt ermordet wurden. | 52.475556 13.329722        |
|      | Clara Jacobowitz                     | Sarrazinstraße 22                     | 3. Aug. 2022  | Clara Wolff kam am 7. Juni 1869 in Groß Strehlitz/Schlesien als Tochter des Lehrers Max Wolff und seiner Frau Linna geborene Neumann zur Welt. Clara besuchte das Lehrerinnenseminar in Brieg in Schlesien und wurde Lehrerin. Sie zog nach Berlin und war als Privatlehrerin tätig, sie wohnte in dem ihr gehörenden Haus Bismarckstraße 8 (heute Sarrazinstraße 22). 1917 heiratete sie den Witwer Adolf Coper, der bereits 1921 starb. Die Tochter ihres verstorbenen Mannes, Gertrud Coper, zog mit ihrem Mann Hermann und den beiden Töchtern ebenfalls in das Haus. Clara Jacobowitz förderte die Familie nach Kräften und wollte der älteren Tochter das Chemiestudium bezahlen. Die beiden Schwestern mussten allerdings Deutschland verlassen und lebten fortan in England. Nachdem 1941 Gertrud und Hermann Coper deportiert wurden ereilte Clara Jacobowitz dieses Schicksal am 14. September 1942; Sie wurde nach Theresienstadt deportiert wo sie am 31. Oktober 1942 ermordet wurde. |                            |
|      | Ismar Jakubowski                     | Ortrudstraße 7                        | 25. Nov. 2011 | Ismar Jakubowski wurde am 21. April 1897 in Lissa/Posen als Sohn von Ichel Jakubowski und seiner Frau Ernestine, geborene Epstein, geboren. Er hatte noch zwei Brüder: Martin und Robert. Er besuchte in Graudenz das Gymnasium bis zur Obersekunda, dann machte er eine kaufmännische Lehre bei Walter & Fleck in Danzig. Er kämpfte im Ersten Weltkrieg als Freiwilliger und wurde leicht verwundet. 1926 zog er nach Berlin und heiratete 1930 Auguste Altmann. Er war als Textilkaufmann tätig und erwarb ein Textilgeschäft in Guttstadt/Ostpreußen. 1934 erfolgte die Zwangsarisierung seines Geschäftes, Ismar Jakubowski kehrte nach Berlin zurück. Seine Frau Auguste ließ sich 1935 von ihm scheiden, weil sie über die Schweiz fliehen wollte. Seitdem wohnte Ismar Jakubowski in der Ortrudstraße 7. 1938 emigrierte sein Bruder Robert nach Shanghai. Ismar Jakubowski musste ab 1939 Zwangsarbeit leisten für die Firma C. J. Vogel A.G. in Köpenick, er heiratete 1941 die jüdische Johanna Becker. Vermutlich zogen sie zu ihren Eltern in die Alexandrinenstraße 49. Von dort wurden sie jedenfalls am 15. Dezember 1942 nach Theresienstadt deportiert, zusammen mit seinen Eltern, Ernestine und Ichel Jakubowski. Sein Vater beging Selbstmord, indem er sich am 28. Dezember 1942 erhängte. Ismar Jakubowski wurde am 28. September 1944 nach Auschwitz deportiert und dort am 29. September 1944 ermordet. Seine Frau Johanna überlebte Theresienstadt und wanderte 1946 in die USA aus. Sein Bruder Martin, dessen Frau und ihre zwei Kinder wurden in einem KZ ermordet. Sein Bruder Robert kehrte 1947 aus Shanghai nach Berlin zurück. Seine Mutter Ernestine Jakubowski überlebte Theresienstadt. |                            |
|      | Hermann Jankelowitz                  | Dickhardtstraße 61                    | 29. Nov. 2013 | Hermann Jankelowitz wurde am 15. April 1867 in Neustadt/Tauroggen in Litauen als Sohn jüdischer Eltern geboren. Sein Vater hieß Moritz, sein Bruder, der am 10. Februar 1872 geboren wurde, Joseph. Wahrscheinlich hatten Hermann und Joseph noch einen Bruder: den am 27. September 1869 in Neustadt Litauen geborenen Adolf Jankelowitz. Dieser studierte Medizin, heiratete Emma Blandine Heilbronner (geboren am 14. März 1879 in Ludwigshafen; gestorben 1958), ihnen wurde am 7. Mai 1907 die Tochter Lilly Jankelowitz in Gera geboren. Adolf Jankelowitz fiel im Ersten Weltkrieg, die Tochter wurde Schauspielerin und nannte sich Lilly Jank. Sie heiratete Viktor Wahl (geboren 1899 in Worms; gestorben im KZ Ohrdruf), der gemeinsame Sohn Joseph Marius Silvio Wahl (geboren 31. Dezember 1936 in Straßburg) überlebte das KZ Ravensbrück dank einiger Mitgefangenen, Lilly Jank starb dort im Oktober 1944. Hermann Jankelowitz zog nach Berlin und war dort als Kaufmann tätig, 1926 betrieb er eine Textilhandlung in der Jägerstraße 27 in Berlin-Mitte. Er blieb ledig. Sein Bruder Joseph war in Berlin in der Spielwarenbranche tätig. Ab 1928 wohnten die Brüder zusammen in der Ringstraße 61/62 (heute: Dickhardtstraße) in Friedenau. Auf der Karteikarte der Vermögensverwertungsstelle wird für Hermann Jankelowitz als letzte Wohnung Sächsische Straße 72 in Wilmersdorf angegeben. Am 14. September 1942 wurde er mit dem 2. Großen Alterstransport nach Theresienstadt deportiert. Dort starb er bereits drei Wochen später am 8. Oktober 1942 laut Todesfallanzeige an Enteritis acuta. Seinem Bruder Joseph gelang es, nach Italien zu fliehen, er wurde dort interniert, über verschiedene Lager gelangte er am 23. Juni 1943 ins Lager Penna S. Andrea. Dort blieb er bis November 1943. Er soll nicht deportiert worden sein. | 52.4713187 13.3356029      |
|      | Else Kalischer                       | Sieglindestraße 1                     | 21. Apr. 2016 | Else Asch kam am 11. Februar 1886 in Berlin als Tochter des Dr. med. Max Asch und seiner Frau Henriette geborene Kantorowicz zur Welt. Sie heiratete 1912 den Rechtsanwalt Dr. Fritz Kalischer. Die Söhne wurden geboren: Peter Sigismund (1912), Emanuel Maximilian (1914), Clemens Amadeus (1921) und Thomas Friedrich (1923). 1928 wurde die Ehe geschieden, Else Kalischer wohnte mit den beiden jüngeren Söhnen unter wechselnden Anschriften zur Untermiete, bis sie 1936 alleine als Untermieterin bei Charlotte Philipsohn lebte. Alle vier Söhne konnten sich ins Ausland retten, ihr geschiedener Mann wurde zwar 1936 verhaftet und im KZ Sachsenhausen inhaftiert, nach seiner Entlassung überlebte er dank seiner zweiten nichtjüdischen Frau Martha in Bad Schwarzach. Else Kalischer wurde am 14. November 1941 nach Minsk deportiert und dort zu einem unbekannten Zeitpunkt ermordet. |                            |
|      | Manfred Kaliski                      | Cosimaplatz 5                         | 16. Okt. 2014 | Manfred Kaliski kam am 8. März 1917 in Berlin als Sohn von Hugo Kaliski und seiner Frau Johanna geborene Heymann auf die Welt. Seine Geschwister waren Gertrud (1907), Hertha (1910) und die Zwillinge Gerda und Heinz Hans (1919). Manfred wurde Bäcker. Als er Ruth Friedemann kennenlernte, arbeitete er als Stammordner bei der Jüdischen Kultusvereinigung. Ruth Friedemann war Zwangsarbeiterin bei Zeiss Ikon in Lichterfelde. Kurz nach der Deportation der Eltern von Ruth heiratete sie Manfred Kaliski am 8. April 1942. Beide wurden zusammen am 14. April 1942 aus der Wohnung Cosimaplatz 5 nach Warschau ins Getto deportiert, wo sie zu einem unbekannten Zeitpunkt ums Leben kamen. Seine Mutter war bereits 1926 verstorben, außer der Schwester Gerda wurden alle Familienangehörigen im Holocaust ermordet. |                            |
|      | Ruth Kaliski                         | Cosimaplatz 5                         | 16. Okt. 2014 | Ruth Gisela Friedemann wurde am 12. September 1921 in Berlin als Tochter ihrer jüdischen Eltern Friedrich Wilhelm Alexander Friedemann und seiner Frau Else, geborene Marcuse, geboren, ihre Schwester Ursula Brigitte wurde am 26. Oktober 1922 geboren. Die Familie war evangelischen Glaubens. Ruths Eltern betrieben eine Buchhandlung, die in der Zeit der Inflation zugrunde ging. Ihr Vater Friedrich Friedemann ernährte dann seine Familie durch Handel mit antiquarischen Büchern. Am 27. Juni 1939 konnte ihre Schwester Ursula Brigitte mit Hilfe von Quäkern nach England fliehen. Ruth Gisela Friedemann musste Zwangsarbeit für Zeiss Ikon in Lichterfelde leisten, sie lernte Manfred Kaliski kennen und heiratete ihn am 8. April 1942, kurz nachdem ihre Eltern am 2. April 1942 aus der Wohnung Cosimaplatz 5 deportiert wurden. Zusammen mit ihrem Mann Manfred Kaliski wurde sie am 14. April 1942 aus der Wohnung Cosimaplatz 5 nach Warschau ins Getto deportiert. Zu einem unbekannten Zeitpunkt kamen sie dort beide ums Leben. |                            |
|      | Adolph Kaufmann                      | Varziner Straße 3                     | 6. Dez. 2019  | Adolph Kaufmann kam am 29. März 1893 in Koschmin/Berent/Westpreußen (polnisch: Kozmin) als Sohn des Marcus Kaufmann und seiner Frau Henriette zur Welt. Nach dem Besuch der Volks- und Mittelschule absolvierte er eine kaufmännische Ausbildung in Schmiegel/Posen. Er kämpfte im Ersten Weltkrieg und zog nach Berlin. Dort heiratete er am 30. Dezember 1920 Bertha Krisch. Sie wohnten zunächst in der Deidesheimer Straße, ab 1932 in der Varziner Straße 3. Die Kinder wurden geboren: am 26. Januar 1922 Ingeborg Henriette und am 7. Januar 1923 Arno Benno. Von Berthas Eltern hatten sie ein Kurz-, Woll- und Weißwarengeschäft in der Wexstraße 33a mit sechs Angestellten übernommen. In der Reichspogromnacht wurde das Geschäft zerstört und sie mussten das Geschäft für einen Bruchteil seines Wertes verkaufen, 1940 wurde die Firma aus dem Handelsregister gelöscht. Benno besuchte zur Vorbereitung seiner Emigration nach Palästina einen landwirtschaftlichen Hof in Rüdnitz/Oberbarnim; er konnte noch entkommen. Ingeborg hatte bis 1937 das Freiherr-vom-Stein-Lyzeum besucht, später musste sie wie auch Adolph Kaufmann bei der Firma Ehrich & Graetz Zwangsarbeit leisten. Am 2. März 1943 wurde Adolph Kaufmann mit seiner Frau Bertha und seiner Tochter Ingeborg aus der Varziner Straße 3 in das KZ Auschwitz deportiert und zu einem unbekannten Zeitpunkt ermordet. |                            |
|      | Bertha Kaufmann                      | Varziner Straße 3                     | 6. Dez. 2019  | Bertha Krisch kam am 26. August 1887 in Hohensalza//Posen (heute Inowrazlaw ) als Tochter des Kaufmanns Abraham Krisch und seiner Frau Lina zur Welt. Sie besuchte die Höhere Töchterschule und wurde zur Geschäftsführerin ausgebildet. Danach leitete sie den Einkauf in einem Geschäft ihres Bruders Leo. 1920 zog sie nach Berlin und heiratete Adolph Kaufmann. Ihr Mann übernahm 1923 das Strumpfhaus Krisch & Co in der Wexstrasse 33a mit sechs Angestellten von ihren Eltern, Bertha leitete den Einkauf. Die Kinder kamen zur Welt: am 26. Januar 1922 Ingeborg Henriette und am 7. Januar 1923 Arno Benno. Die Familie lebte ab 1932 in der Varziner Straße 3. Ingeborg besuchte nach der Volksschule das Freiherr-vom-Stein-Lyzeum bis 1937, Benno machte eine Ausbildung auf einem Landwirtschaftsgut in Rüdnitz zur Vorbereitung auf die Auswanderung nach Palästina, er konnte noch entkommen. Ihre Tochter Ingeborg und ihr Mann leisteten Zwangsarbeit bei der Firma Ehrich & Graetz. Am 2. März 1943 wurde Bertha Kaufmann mit ihrem Mann Adolph und der Tochter Ingeborg aus der Varziner Straße 3 in das KZ Auschwitz deportiert und zu einem unbekannten Zeitpunkt ermordet. |                            |
|      | Ingeborg H Kaufmann                  | Varziner Straße 3                     | 6. Dez. 2019  | Ingeborg Henriette Kaufmann kam am 26. Januar 1922 in Berlin als Tochter des Kaufmanns Adolph Kaufmann und seiner Frau Bertha geborene Krisch zur Welt, 1923 folgte ihr Bruder Arno Benno. Ingeborg besuchte zunächst die Volksschule am Nollendorfplatz ab April 1928, ab 1933 bis März 1937 das Freiherr-vom-Stein-Lyzeum. Ihr Bruder machte eine landwirtschaftliche Ausbildung zur Vorbereitung der geplanten Auswanderung nach Palästina. er konnte noch entkommen. Ingeborg musste wie ihr Vater Zwangsarbeit bei der Firma Ehrich & Graetz leisten. Am 2. März 1943 wurde Ingeborg Kaufmann mit ihren Eltern aus der Varziner Straße 3 in das KZ Auschwitz deportiert und zu einem unbekannten Zeitpunkt ermordet. |                            |
|      | Minny Käthe Kaufmann                 | Wilhelmshöher Straße 14               | Dez. 2007     | Minny Käthe Kaufmann wurde am 3. Februar 1896 in Berlin in eine jüdische Familie geboren. Sie war Putzmacherin, blieb ledig und wohnte 1939 in der Wilhelmshöher Straße 14 in Friedenau. Am 19. Januar 1942 wurde sie nach Riga deportiert und dort zu einem unbekannten Zeitpunkt ermordet. | 52.4726332 13.3223297      |
|      | Charlotte Kerz                       | Stierstraße 4                         | 19. Aug. 2010 | Charlotte Kerz kam am 29. März 1914 in Berlin als Tochter von Nechuma geborene Spira und ihres Mannes Nathan Kerz zur Welt. Sie hatte einen älteren Bruder Leo. Ihre Eltern kamen beide aus Gorlice/Polen und hatten sich in Berlin ein Modehaus mit bis zu 30 Angestellten aufgebaut. Das Geschäft befand sich seit 1923 in der Charlottenstraße 18. Nechuma, Nathan und Charlotte Kerz emigrierten im November 1933 nach Den Haag. Ihr Bruder Leo war bereits im März 1933 nach Prag geflohen; zuvor wurde er als Bühnenbildner von Traugott Müller ausgebildet. Im Februar 1934 kam Leo Kerz aus Prag nach Holland. Weil er keine Arbeitserlaubnis erhielt, ging er nach London und nach Johannesburg. Anfang 1939 bemühten sich Nathan, Nechuma und Charlotte Kerz um Visa zur Einreise in die USA, sie hatten jedoch keinen Erfolg. Nathan Kerz starb am 16. Januar 1943 in Den Haag. Nechuma und Charlotte Kerz wurden am 25. Mai 1943 von Den Haag nach Sobibor deportiert und dort ermordet. Ihr Bruder Leo hatte als Bühnenbildner und Produzent große Erfolge in den USA. Er starb 1976 in New York | 52.4749218 13.3376141      |
|      | Nathan Kerz                          | Stierstraße 4                         | 19. Aug. 2010 | Nathan Kerz kam am 25. August 1886 in Gorlice/Polen in einer jüdischen Familie zur Welt. Er heiratete Nechuma Spira, die am 17. Juli 1891 in Gorlice/Polen geboren wurde. Beide waren Schneider und gingen 1910/1911 nach Berlin. Der Sohn Leo wurde am 1. November 1912 geboren, die Tochter Charlotte folgte am 29. März 1914. Die Damenschneiderei wuchs zum Modehaus heran, das Geschäftslokal befand sich in der Friedrichstraße. Nechuma Kerz war Betriebsleiterin und Nathan Kerz Konfektionär und Designer. Nathan fuhr jede Saison nach Paris, um die Modetrends zu beobachten. Das Modehaus beschäftigte etwa 20 bis 30 Mitarbeiter. 1926 oder 1927 zog die Familie in die Stierstraße 4. Das Geschäft befand sich seit 1923 in der Charlottenstraße 18. Nechuma, Nathan und Charlotte Kerz emigrierten im November 1933 nach Den Haag. Ihr Sohn Leo war bereits im März 1933 nach Prag geflohen; zuvor war er in der Ausbildung als Bühnenbildner bei Traugott Müller. Im Februar 1934 kam Leo Kerz aus Prag nach Holland. Weil er keine Arbeitserlaubnis erhielt, ging er nach London und nach Johannesburg. Anfang 1939 bemühten sich Nathan, Nechuma und Charlotte Kerz um Visa zur Einreise in die USA, sie hatten jedoch keinen Erfolg. Nathan Kerz starb am 16. Januar 1943 in Den Haag. Nechuma und Charlotte Kerz wurden am 25. Mai 1943 von Den Haag nach Sobibor deportiert und dort ermordet. Leo konnte über Südafrika in die USA einreisen und dort wieder als Bühnenbildner tätig sein. Sein größter Erfolg war die Produktion von Eugene Ionescos Rhinoceros am Broadway. 1962 kam Leo Kerz nach Berlin und arbeitete an der Uraufführung von Rolf Hochhuths Stück: Der Stellvertreter mit. Leo Kerz starb am 4. November 1976 in New York. | 52.4749218 13.3376141      |
|      | Nechuma Kerz                         | Stierstraße 4                         | 19. Aug. 2010 | Nechuma Spira kam am 17. Juli 1891 in Gorlice/Polen in einer jüdischen Familie zur Welt. Sie heiratete Nathan Kerz, der am 25. August 1886 ebenfalls in Gorlice/Polen geboren war. Beide waren Schneider und gingen 1910/1911 nach Berlin. Weiteres siehe unter Nathan Kerz. | 52.4749218 13.3376141      |
|      | Max Klein                            | Goßlerstraße 20                       | 28. Juni 2010 | Max Klein kam am 20. Juni 1887 in Berlin als Sohn des Abraham Klein und seiner Frau Lene geborene Sobotker auf die Welt. Seine Geschwister waren Rosa, Jette und Betty. Er wurde Schuhwarenkaufmann und lebte bei seiner Schwester Betty, die den Handelsvertreter Alfred Wagner geheiratet hatte, in der Goßlerstraße 20. Seine Schwester Betty beging am 31. März 1939 Suizid mit Schlaftabletten. Am 18. Oktober 1941 wurden Max Klein und Alfred Wagner mit dem 1. Transport vom Bahnhof Grunewald nach Lodz deportiert. Dort wohnten beide unter der Anschrift Fischstraße 12. Am 26. Februar 1942 starb Max Klein in Lodz, angeblich an einem Herzschlag |                            |
|      | Albert Kleinberger                   | Bundesallee 79A                       | 6. Dez. 2019  | Albert Kleinberger kam am 4. November 1884 in Offenbach am Glan/Sankt Wendel/Rheinprovinz als Sohn des Simon Kleinberger und seiner Frau Pauline geborene Levy zur Welt. Seine Geschwister waren Alex (1860), Leo (1877), Ferdinand (1882) und Rosa (1883). Albert Kleinberger wurde Kaufmann und heiratete Johanna (Hansl) Ney, sie zogen nach Berlin. Albert Kleinberger betrieb mit seinem Cousin Simon Kleinberger eine Firma, die mit Stickereien handelte. Albert und Johanna bekamen am 16. Februar 1921 eine Tochter Lotte, sein Cousin Simon hatte mit seiner Frau Clara den Sohn Fritz bekommen. Die Familien waren befreundet und lebten in Friedenau. Albert zog 1935 mit seiner Familie und mit seiner inzwischen verwitweten Schwiegermutter Henriette in die Kaiserallee 79a (heute Bundesallee). 1939 konnte Lotte nach London emigrieren und Fritz wanderte nach Palästina aus. Nach der Reichspogromnacht wurden Simon und Albert Kleinberger wie tausende anderer jüdischer Männer verhaftet und im KZ Sachsenhausen interniert, beide wurden im Dezember freigelassen. Simon und Clara Kleinberger wurden am 17. November 1941 nach Kowno, deportiert, Johannas Mutter am 14. September 1942 nach Theresienstadt. Als Albert und Johanna Kleinberger erfuhren, dass sie am Abend des 1. März 1943 abgeholt werden sollten, entschieden sie sich für die Flucht in den Tod. Sie verabschiedeten sich noch in guter Kleidung von Nachbarn, sodann nahmen sie Medikamente, die jedoch nicht unmittelbar tödlich wirkten. Am 2. März 1943 wurden sie in das Jüdische Krankenhaus gebracht, wo sie am 4. März 1943 verstarben. Auf dem Jüdischen Friedhof Weißensee sind ihre Gräber zu finden. Bei der Verlegung der Stolpersteine waren zwei Enkelkinder aus England anwesend. |                            |
|      | Clara Kleinberger                    | Dickhardtstraße 15                    | 29. Nov. 2013 | Clara Herz wurde am 14. Juli 1894 als Tochter der jüdischen Eltern Markus Peretz Herz und seiner Frau Karoline geborene Rothschild in Offenbach am Glan geboren. Sie heiratete den jüdischen Simon Kleinberger, den am 7. August 1882 in Odenbach am Glan geborenen Sohn der jüdischen Eltern Aron Kleinberger und Amalia geborene Dinkelspiel. Dieser war ein erfolgreicher Handelsvertreter in der Taschentuchbranche. Ihr Sohn Aharon Fritz wurde am 21. November 1920 geboren. Dieser wanderte im November 1939 nach Palästina aus. Am 17. November 1941 wurden Clara und Simon Kleinberger zusammen nach Kowno deportiert; sie wurden, wie alle Personen dieses Transports, unmittelbar nach ihrer Ankunft ermordet. | 52.4693005 13.3353149      |
|      | Johanna Kleinberger                  | Bundesallee 79A                       | 6. Dez. 2019  | Johanna Ney kam am 21. August 1893 in Kaiserslautern als Tochter des Pferdehändlers Isaac Ney und seiner Frau Henriette geborene Mandel zur Welt. Sie heiratete den Kaufmann Albert Kleinberger und zog mit ihm nach Berlin. Ihr Mann führte zusammen mit seinem Cousin Simon Kleinberger eine Firma, die mit Taschentüchern und Stickereien handelte. Am 18. Februar 1921 kam ihre Tochter Pauline Lotte auf die Welt, Simon und Clara Kleinberger hatten 1920 den Sohn Fritz bekommen. Johanna und Albert zogen 1935 mit ihrer Tochter und Johannas verwitweter Mutter Henriette Ney in die Kaiserallee 79a (heute Bundesallee). Lotte konnte 1939 nach London ausreisen, Fritz emigrierte im selben Jahr nach Palästina. Nach der Reichspogromnacht wurden sowohl Simon Kleinberger als auch Albert Kleinberger wie tausende anderer jüdischer Männer verhaftet und im KZ Sachsenhausen interniert, im Dezember aber wieder freigelassen. Simon und Clara Kleinberger wurden am 17. November 1941 nach Kowno deportiert, Johannas Mutter, Henriette Ney, wurde am 14. September 1942 nach Theresienstadt deportiert. Als Albert und Johanna Kleinberger erfuhren, dass sie am Abend des 1. März 1943 abgeholt werden sollten, entschieden sie sich für die Flucht in den Tod. Sie verabschiedeten sich noch in guter Kleidung von Nachbarn, sodann nahmen sie Medikamente, die jedoch nicht unmittelbar tödlich wirkten. Am 2. März 1943 wurden sie in das Jüdische Krankenhaus gebracht, wo sie am 4. März 1943 verstarben. Auf dem Jüdischen Friedhof Weißensee sind ihre Gräber zu finden. Bei der Verlegung der Stolpersteine waren zwei Enkelkinder aus England anwesend. |                            |
|      | Simon Kleinberger                    | Dickhardtstraße 15                    | 29. Nov. 2013 | Simon Kleinberger wurde am 7. August 1882 in Odenbach am Glan (Rheinpfalz) als Sohn der jüdischen Eltern Aron Kleinberger und Amalia geborene Dinkelspiel geboren. Er hatte noch einen Bruder Jakob. Nach der Volksschule besuchte er die Lateinschule in Meisenheim am Glan bis zur Obersekundareife. Danach machte er eine kaufmännische Lehre, bis zum Beginn des Ersten Weltkriegs war er als Angestellter einer Handelsfirma in der Textilbranche tätig. Während des Ersten Weltkriegs war er als Soldat an der Westfront eingesetzt und erhielt nach einer Verwundung das Eiserne Kreuz 2. Klasse. Am 5. November 1919 heiratete er Clara Herz. Simon und Clara Kleinberger zogen nach Berlin, das einzige Kind Aharon Fritz wurde am 21. November 1920 geboren. Simon Kleinberger war als selbstständiger Handelsvertreter in der Taschentuchbranche tätig. Er vertrat u. a. eine Firma Kleinberger & Co. und eine Firma Mechanische Weberei Lauban A. G., beide Firmen gehörten Verwandten. Sein Einsatz war so erfolgreich, dass er alleine von einer dieser Firmen ein monatliches Einkommen von 2000 Mark bezog. Die Familie bewohnte ab 1936 eine 4½-Zimmer-Wohnung mit Warmwasser und Zentralheizung in der Ringstraße 15, Vorderhaus, 1. Etage (heute: Dickhardtstraße). Die Familie beschäftigte ständig eine Hausangestellte. Wegen der Rassengesetze der Nazis mussten die Firmen, für die Simon Kleinberger gearbeitet hatte, die Zusammenarbeit mit ihm 1937 bzw. 1938 beenden. Er kaufte im Jahr 1937 die Firma Schlutz, Damen- und Herrenschals und Tücher, musste diese Firma bereits 1938 wieder schließen. Seitdem war er ohne laufende Einnahmen. Er wurde anlässlich der Reichspogromnacht am 9. November 1938 verhaftet und ins KZ Sachsenhausen gebracht. Am 17. Dezember 1938 wurde er wieder entlassen. Simon und Clara Kleinberger beantragten ein Einwanderungsvisum für die Vereinigten Staaten, aber 40.000 Personen waren vor ihnen in der Warteschlange. Im November 1939 wanderte der Sohn Aharon Fritz Kleinberger nach Palästina aus. 1940 hofften die Eheleute noch auf die Möglichkeit, nach Kuba einzureisen, sie lernten englisch und spanisch, diese Hoffnung jedoch zerschlug sich. Simon Kleinberger wurde zur Zwangsarbeit herangezogen, er arbeitete als Hilfsarbeiter bei der Herstellung von Tropenhelmen für die Firma Carl Halfar, Prinzenallee 74, eine Uniform- und Mützenfabrik; er erhielt hierfür einen Wochenlohn (Akkord) von 30 Mark netto. Am 13. November 1941 musste Simon Kleinberger die Vermögenserklärung abgeben. Er besaß noch zwei Betten, Tisch und Stühle, ein Speiseservice mit 60 Teilen, ein Bankguthaben von 2570 Mark, ein Wertpapierdepot von 483 Mark sowie die Hälfte eines vom Bruder Jakob ererbten Grundstückes in Odenbach. Mit Verfügung vom 1. November 1941 wurde das Vermögen von Simon Kleinberger zugunsten des Deutschen Reichs eingezogen, die Zustellung dieser Verfügung erfolgte bereits in der Sammelstelle Levetzowstraße 7. Die Schätzung seines Hausrates ergab einen Wert von 925 Mark, versteigert wurde er für 442 Mark. Am 15. November 1941 schrieben Simon und Clara Kleinberger die letzte Rot-Kreuz-Postkarte an Verwandte in der Schweiz, die die Nachrichten an Aharon Fritz nach Palästina weiterleiteten. Damals wussten sie schon, dass sie sterben würden. Am 17. November 1941 wurden Clara und Simon Kleinberger zusammen von Berlin nach Kowno Getto deportiert, alle 1006 Personen des Transports wurden in Kowno am 25. November 1941 ermordet. Fritz Aharon Kleinberger heiratete in Palästina Ruth Berg, sie bekamen die Töchter Tammy und Nurit. Fritz Aharon Kleinberger wurde ein bekannter Bildungsforscher. Er starb 2005 in Jerusalem. Seine Töchter leben heute mit ihren Familien in Israel. | 52.4693005 13.3353149      |
|      | Fritz Koppel                         | Handjerystraße 81                     | 3. Juni 2013  | Fritz Koppel wurde am 20. Dezember 1919 in Berlin geboren. Seine Eltern hatten ein „Maßgeschäft“ in der Konstanzer Straße 59. Sie wurden später enteignet und ebenfalls deportiert. Sie wurden am 31. Dezember 1944 im KZ Auschwitz ermordet. Nach Zeugenaussage des Onkels Louis Koppel, in den 1960er Jahren in New York, wollte Fritz eigentlich Elektroingenieur werden. Er sei sehr begabt gewesen, musste aber die höhere Schule in Wilmersdorf verlassen, sodass nur eine Ausbildung als Schneider möglich war. In den Akten ist als Beruf Kaufmann/Schneider vermerkt. Über seine beruflichen Tätigkeiten haben wir keine Informationen. Fritz lebte vor seinem Einzug in die Handjerystraße im März 1942 im „Gut Winkel“ (Spreenhagen), einem Hachschara-Lager der zionistischen Bewegung zur Vorbereitung auf landwirtschaftliche oder handwerkliche Arbeit in Palästina. Mary und Fritz Koppel lebten von März 1942 bis zu ihrem Abtransport nach Auschwitz am 19. Februar 1943 in der Handjerystraße 81. Sie waren beide noch sehr jung, sie 21 und er 23 und seit dem 17. März 1942 verheiratet. Die Wohnung („ohne Komfort“) hatte drei Zimmer und kostete monatlich 75 Mark. In der Vermögenserklärung, die Fritz Koppel am 15. Februar 1943 abgeben musste, wird das Wohnungsmobiliar sorgfältig aufgelistet. So befanden sich im Wohnzimmer 1 Couch, 2 Sessel, 1 Lampe, 1 Stehleuchte, 1 Wanduhr, 1 Teppich, in der Küche 1 Schrank, 1 Tisch, 2 Stühle. Der Wert des Mobiliars wurde später vom Gerichtsvollzieher auf 357 Mark geschätzt. Die „Juden-Möbel-Sachen“ wurden dann von der „kinderreichen Familie“ des Feinmechanikers Erich Ruhnke käuflich erworben, die am 25. März in die Wohnung eingewiesen wurde. Die Oberfinanzdirektion verbuchte für die Familie Koppel nach der Deportation folgende Einnahmen: Lohn Siemens 26,56 Mark, Siemens 6 Mark, Gasag 2,27 Mark, Siemens 3,65 Mark, Verkauf des Inventars (357 Mark) an Erich Ruhnke. Demgegenüber stehen Ausgaben in Höhe von 74,70 Mark für die Miete für März. Vor der Deportation musste er auch Zwangsarbeit leisten, zuletzt bei Siemens mit einem Wochenlohn von 15 Mark. Auch Mary hatte in einem Hachschara-Lager eine Ausbildung als landwirtschaftliche Arbeiterin gemacht. Beide wollten anscheinend nach Palästina emigrieren. Weshalb sie dies nicht taten oder ob sie daran von den Nazi-Behörden gehindert wurden, ist unbekannt. Mary und Fritz Koppel wurden am 19. Februar 1943 mit dem 29. Transport mit 1000 Insassen nach Auschwitz deportiert und ermordet. Das Todesdatum von Mary ist unbekannt, das Leben von Fritz endete am 23. April 1943. |                            |
|      | Mary Koppel                          | Handjerystraße 81                     | 3. Juni 2013  | Mary Schermer wurde am 6. Dezember 1921 in Wien als einziges Kind ihrer seit 1937 geschiedenen Eltern geboren. Sie besuchte die Volksschule in Wien, die Höhere Töchterschule in Prag und die Handelsschule in Berlin. Sie studierte Wirtschaft und Sprachen und beendete ihre Ausbildung 1939 als Fremdsprachenkorrespondentin in den Sprachen Deutsch, Tschechisch und Schwedisch. Mary hatte in einem Hachschara-Lager eine Ausbildung als landwirtschaftliche Arbeiterin gemacht. Sie wollte mit ihrem späteren Mann Fritz anscheinend nach Palästina emigrieren. Weshalb sie dies nicht taten oder ob sie daran von den Nazi-Behörden gehindert wurden, ist nicht bekannt. Durch ihre Heirat mit Fritz Koppel am 17. März 1942 wurde sie Deutsche. Mary war damals zu Zwangsarbeit verpflichtet und arbeitete als Kabelwicklerin bei der Firma Siemens & Halske in Gartenfeld, Wochenlohn 15 Mark. Mary und Fritz Koppel lebten von März 1942 bis zu ihrem Abtransport nach Auschwitz am 19. Februar 1943 in der Handjerystraße 81. Sie waren beide noch sehr jung, sie 21 und er 23. Die Wohnung („ohne Komfort“) hatte drei Zimmer und kostete monatlich 75 Mark. In der Vermögenserklärung, die Fritz Koppel am 15. Februar 1943 abgeben musste, wird das Wohnungsmobiliar sorgfältig aufgelistet. So befanden sich im Wohnzimmer 1 Couch, 2 Sessel, 1 Lampe, 1 Stehleuchte, 1 Wanduhr, 1 Teppich, in der Küche 1 Schrank, 1 Tisch, 2 Stühle. Der Wert des Mobiliars wurde später vom Gerichtsvollzieher auf 357 Mark geschätzt. Die „Juden-Möbel-Sachen“ wurden dann von der „kinderreichen Familie“ des Feinmechanikers Erich Ruhnke käuflich erworben, die am 25. März in die Wohnung eingewiesen wurde. Die Oberfinanzdirektion verbuchte für die Familie Koppel nach der Deportation folgende Einnahmen: Lohn Siemens 26,56 Mark, Siemens 6 Mark, Gasag 2,27 Mark, Siemens 3,65 Mark, Verkauf des Inventars (357 Mark) an Erich Ruhnke. Demgegenüber stehen Ausgaben in Höhe von 74,70 Mark für die Miete für März. Mary und Fritz Koppel wurden am 19. Februar 1943 mit dem 29. Transport mit 1000 Insassen nach Auschwitz deportiert und ermordet. Das Todesdatum von Mary ist unbekannt. |                            |
|      | Georg Krayn                          | Stierstraße 21                        | 21. Sep. 2009 | Georg Krayn wurde am 26. Juni 1893 in Pudewitz/Pommern in eine jüdische Familie geboren. Im Ersten Weltkrieg war er freiwilliger Frontkämpfer, er wurde verletzt und für das Eiserne Kreuz I. Klasse vorgeschlagen. 1926 heiratete er Irmgard Riesenfeld und wohnte mit ihr in Friedenau in der Stierstraße 21. Er wurde Lehrer und arbeitete an der 14. Volksschule in Schöneberg, der heutigen Löcknitz-Grundschule. Nachdem er am 1. April 1933 bis auf Weiteres beurlaubt wurde, erfolgte am 31. Dezember 1935 seine zwangsweise Versetzung in den Ruhestand. Am 17. März 1943 wurden Georg und Irmgard Krayn nach Theresienstadt deportiert, verhältnismäßig spät, weil Georg Krayn das Verwundetenabzeichen besaß. Von Theresienstadt wurden er und seiner Frau nach Auschwitz deportiert. Ihre Todesdaten sind unbekannt | 52.473889 13.3375          |
|      | Irmgard Krayn                        | Stierstraße 21                        | 21. Sep. 2009 | Irmgard Riesenfeld wurde am 11. Dezember 1900 in Freystadt/Niederschlesien in eine jüdische Familie geboren. Sie heiratete den Lehrer Georg Krayn und lebte mit ihm in Berlin in der Stierstraße 21 im linken Seitenflügel 3. Etage. Georg Krayn hatte im Ersten Weltkrieg als Freiwilliger gekämpft, war verwundet worden und hatte das Verwundetenabzeichen erhalten. Er wurde Lehrer an der 14. Volksschule in Schöneberg, der heutigen Löcknitz-Grundschule. Am 1. April 1933 wurde er wie alle jüdischen Lehrkräfte bis auf Weiteres beurlaubt. In der folgenden Zeit durfte er nur noch jüdischen Religionsunterricht erteilen. Zum 31. Dezember 1935 wurde er aufgrund des Reichsbürgergesetzes zwangsweise in den Ruhestand versetzt. In ihre Wohnung wurde das Ehepaar Ruben und Minna Riesenburger eingewiesen. Diese wurden deportiert, bevor Irmgard und Georg Krayn am 17. März 1943 selbst nach Theresienstadt deportiert wurden, verhältnismäßig spät, weil ihr Mann das Verwundetenabzeichen aus dem Ersten Weltkrieg besaß. Von Theresienstadt wurden Irmgard und Georg Krayn nach Auschwitz deportiert, wo sie zu einem unbekannten Zeitpunkt ermordet wurden. | 52.473889 13.3375          |
|      | Helen Kruschke                       | Handjerystraße 37                     | März 2008     | Helen Kruschke wurde am 17. März 1938 in Berlin als Tochter von Jack Kruschke und seiner Frau Hilde geborene Cohn geboren. Nachdem ihr Vater am 1. März 1943 nach Auschwitz deportiert worden war, wurde Helen mit ihrer Mutter Hilde und ihrer Schwester Zilla am 6. März 1943 nach Auschwitz deportiert und dort ermordet. |                            |
|      | Hildegard Kruschke                   | Handjerystraße 37                     | März 2008     | Hildegard Cohn wurde am 6. August 1915 in Strasburg in der Uckermark als Tochter von Georg Gustav Cohn und seiner Frau Käthe, genannt Kitti, geboren. Sie wurde Hilde genannt und war die jüngste Tochter der Familie. Später zog die Familie aus beruflichen Gründen nach Burg bei Magdeburg. Hilde ging nach der Mittleren Reife nach Frankfurt und wurde Krankenschwester, später auch Ausbilderin für Krankenschwestern. Sie heiratete Jack Kruschke und wohnte dann in Berlin, seit 1934 in der Handjerystraße 37 „vorn Parterre, Durchgang zum Gartenhaus“. Sie hatten zwei Töchter, Helen, geboren am 17. März 1938, und Zilla, geboren am 4. Juli 1939. Hilde Kruschke wollte mit ihrem Mann nach Amerika fliehen und hatte schon eine Anzahlung von 1000 Mark für die Schiffspassage gezahlt. Doch sie kamen nicht mehr weg. Am 6. März 1943 wurde Hilde Kruschke mit ihren beiden Töchtern, damals 3 und 4 Jahre alt, mit dem 35. Transport nach Auschwitz deportiert und dort ermordet. Die Verwertungsstelle für jüdische Vermögen forderte später die Anzahlung von der Fährgesellschaft zurück. |                            |
|      | Ismar Kruschke                       | Handjerystraße 37                     | März 2008     | Ismar Kruschke wurde am 14. März 1890 in Powids, Kreis Posen geboren. Er wohnte in Berlin bei seinem Bruder Jack und dessen Familie in der Handjerystraße 37. Ismar Kruschke war zeitweise verhaftet, er musste Zwangsarbeit bei Siemens leisten. Er wurde bereits am 11. Juli 1942 mit dem 17. Transport nach Auschwitz deportiert und dort ermordet. |                            |
|      | Jack Kruschke                        | Handjerystraße 37                     | März 2008     | Jack Kruschke wurde am 4. März 1897 in Powids, Kreis Posen geboren. Er war Geschäftsmann und heiratete die Krankenschwester Hildegard Cohn, ihre Töchter waren Helen (geboren am 17. März 1938) und Zilla (geboren am 4. Juli 1939). Seit 1935 wohnte die Familie in der Handjerystraße 37 in einer Wohnung mit 3 Zimmern, Küche, Kammer, Bad, Boden, Keller und Warmwasser für 83,00 RM monatlich. Die Familie hatte für 1000,00 RM eine Schiffspassage nach Amerika gebucht. Warum sie die Passage nicht antraten, ist unbekannt. Jack Kruschke wurde zuletzt zur Zwangsarbeit bei Siemens & Halske im Wasserwerk V verpflichtet. Am 1. März 1943 wurde er mit dem 31. Transport nach Auschwitz transportiert und dort ermordet. Seine Familie folgte einige Tage später. |                            |
|      | Zilla Kruschke                       | Handjerystraße 37                     | März 2008     | Zilla Kruschke wurde in Berlin am 4. Juli 1939 als Tochter von Jack Kruschke und seiner Frau Hilde geborene Cohn geboren. Nachdem ihr Vater bereits am 1. März 1943 nach Auschwitz deportiert worden war, folgten Zilla mit ihrer Schwester Helen und ihrer Mutter Hilde am 6. März 1943. Ihre Todesdaten sind nicht bekannt. |                            |
|      | August Benjamin Küchler              | Schnackenburgstraße 10                | 24. Sep. 2016 | August Benjamin Küchler kam am 9. Juli 1883 in Alzey/Rheinland in einer jüdischen Familie zur Welt. Er wurde Kaufmann und heiratete Friederike Cohen aus Köln. Er kämpfte im Ersten Weltkrieg, wurde schwer verwundet und erhielt das Verwundetenabzeichen. August Küchler war wohl infolge der Verletzung gelähmt, war aber als Kaufmann tätig. Mitte der 1920er Jahre zog er mit seiner Frau nach Berlin, sie wohnten zunächst in Friedenau in der Niedstraße 27, ab 1933 in der Schnackenburgstraße 10 in einer Dreizimmerwohnung. August Küchler wurde vorübergehend in Paderborn inhaftiert. 1939 hatten sie zwei Untermieterinnen: die Nichtjüdin Charlotte Straeck und die Jüdin Ella Neumark. Letztere wanderte nach Großbritannien aus. Am 1. Dezember 1939 mussten sie noch eine Untermieterin aufnehmen: die Witwe Therese Wallach. Am 17. März 1943 wurde August Küchler mit seiner Frau und der Untermieterin Therese Wallach aus der Schnackenburgstraße 10 nach Theresienstadt deportiert. Auf der Deportationsliste steht bei August Küchler: Verwundetenabzeichen und Schüttellähmung. August Küchler starb nach einem guten Monat in Theresienstadt am 22. April 1943. Seine Frau Friederike wurde noch weiter deportiert: am 16. Mai 1944 nach Auschwitz, wo sie zu einem unbekannten Zeitpunkt ermordet wurde. |                            |
|      | Friederike Küchler                   | Schnackenburgstraße 10                | 24. Sep. 2016 | Friederike Cohen kam am 21. September 1894 in Köln in einer jüdischen Familie zur Welt. Sie war von Beruf Näherin. Sie heiratete den Kaufmann August Benjamin Küchler. Ihr Mann hatte im Ersten Weltkrieg gekämpft, war schwer verwundet worden und hatte das Verwundetenabzeichen erhalten. Als Folge der Verwundung war er gelähmt. Mitte der 1920er Jahre zog das Ehepaar nach Berlin, zunächst wohnten sie in Friedenau in der Niedstraße, ab 1933 in der Schnackenburgstraße 10 in einer Dreizimmerwohnung. Ihr Mann wurde vorübergehend in Paderborn inhaftiert. 1939 hatten sie zwei Untermieterinnen: die Nichtjüdin Charlotte Straeck und die Jüdin Ella Neumark. In dieser Zeit war Friederike Küchler Heimarbeiterin für Arthur Scholz, NO55, Greifswalderstraße 4. Am 1. Dezember 1939 mussten sie als Untermieterin die Witwe Therese Wallach in ihre Wohnung aufnehmen. Am 17. März 1943 wurde Friederike Küchler mit ihrem Mann und der Untermieterin Therese Wallach nach Theresienstadt deportiert. Ihr Mann starb dort nach einem guten Monat am 22. April 1943. Friederike Küchler wurde noch weiter deportiert, am 16. Mai 1944 in das KZ Auschwitz, wo sie vermutlich sofort ermordet wurde. |                            |
|      | Egon Landsberger                     | Stierstraße 5                         | 21. Okt. 2011 | Egon Landsberger wurde am 18. Februar 1896 in Berlin als Sohn jüdischer Eltern geboren. Im Ersten Weltkrieg kämpfte er als Freiwilliger und wurde mit dem Eisernen Kreuz ausgezeichnet. Er heiratete die nichtjüdische Jenny Weichert und wurde Rechtsanwalt. Mindestens seit 1930 wohnten sie in der Stierstraße 5. Jüdischen Juristen wurde ab 31. März 1933 die Berufsausübung verboten; bis 1938 konnte Egon Landsberger noch als „Konsulent“ tätig sein. Im September 1939 versuchte das Paar über die holländische Grenze zu fliehen. Sie wurden gefasst und erst in einem Gefängnis in Gelsenkirchen, dann in Recklinghausen inhaftiert. Jenny wurde nach acht Monaten entlassen, Egon Landsberger jedoch in das KZ Sachsenhausen gebracht. Die Gestapo erzwang von Jenny die Scheidung. Obwohl Jenny auch weitere Forderungen der Gestapo erfüllte, wurde Egon Landsberger im September 1940 in das KZ Dachau deportiert und dort am 30. Januar 1941 ermordet. Seine Frau Jenny erhielt ein Telegramm aus Dachau und konnte ihren toten Ehemann dort sehen. Zwei Monate später wurde seine Asche in einer Urne nach Weißensee gesandt. Dort wurde er begraben. Jenny Landsberger erhielt keine Entschädigung für Haft und Tod ihres Mannes, das Entschädigungsamt begründete dies mit der erfolgten Scheidung von Egon Landsberger. | 52.4751259 13.3376831      |
|      | James Lavy                           | Isoldestraße 6                        | 21. Apr. 2016 | James Lavy kam am 27. September 1862 in Harburg/Provinz Hannover als Sohn des Kaufmanns Sally Lavy und seiner Frau Johanne, geborene Heiliger, zur Welt. Er hatte einen Bruder Albert und einen Bruder Robert. James Lavy zog nach Berlin und wohnte in der Krausnickstraße 10. Am 9. August 1898 heiratete er in Hamburg Martha Fließ, die am 15. Februar 1869 in Magdeburg als Tochter des Salomon Fließ und seiner Frau Friederike, geborene Seligmann, zur Welt gekommen war. Am 20. Juni 1899 kam in Berlin ihr Sohn Fritz auf die Welt, die Familie lebte damals in der Leibnizstraße 29 1907 war James Lavy Inhaber einer Schirmstockfabrik in der Großen Hamburger Straße 20. Von 1920 bis 1940 lebte die Familie in der Isoldestraße 6 II rechts. Seine Frau Martha Lavy war ebenfalls geschäftlich aktiv: sie war 1913 Prokuristin in einer Knopf- und Feinblechlackiererei in Neukölln, Köllnisches Ufer 52. Ihr Sohn Fritz konnte nach England fliehen, wo er 1994 in Surrey starb. James Lavy musste im März 1939 Untermieter aufnehmen: das Ehepaar Erna und Karl Silberstein mit ihrem Sohn Heinz, die nichtjüdische Gertraud Engelke sowie die jüdische Klara Roth. Martha Lavy starb am 16. Mai 1939 und wurde auf dem Jüdischen Friedhof Weißensee beigesetzt. James Lavy wurde aus der Iranischen Straße 2 am 3. Oktober 1942 nach Theresienstadt deportiert, wo er am 23. Oktober 1942 mit 80 Jahren ermordet wurde. |                            |
|      | Minna Lebrecht                       | Bundesallee 111                       | 19. Dez. 2014 | Minna Kallmann wurde am 31. Januar 1863 in Argenau/Posen als Tochter von Jakob und Berta Kallmann geboren. Sie heiratete, nahm den Namen ihres Mannes „Lebrecht“ an und hatte zwei Töchter: Else und Caecilie. Als ihr Mann starb, zog sie zu ihrer verheirateten Tochter Else Ascher und deren Mann Moritz. Sie wohnten in Friedenau in der Kaiserallee 111 (heute: Bundesallee). Minna Lebrecht wurde von dort am 3. Oktober 1942 nach Theresienstadt deportiert, wo sie am 29. November 1942 starb. Ihre Tochter Else und deren Mann mussten 1942 in die Stübbenstraße 1 in die 1. Etage ziehen, von dort wurden sie am 12. Januar 1943 nach Auschwitz deportiert und dort ermordet. Die Tochter Caecilie Ascher wurde mit ihrer Tochter Ruth und deren Mann Alfred Lazarus nach Minsk deportiert und dort ermordet. Die zweite Tochter von Caecilie Ascher, Edith, verheiratete Block, konnte nach England emigrieren. | 52.466944 13.328611        |
|      | Johanna Levy                         | Homuthstraße 7                        | 23. Juni 2023 | Johanna Steinberg kam am 26. März 1881 in München Gladbach/Rheinprovinz als Tochter des Fabrikanten Moritz Steinberg und seiner Frau Minna geborene Levy zur Welt. Sie hatte noch zwei Schwestern: die am 21. Oktober 1887 geborene Maria und die am 10. Oktober 1889 geborene Olga. Johanna heiratete 1910 in Gladbach den Prokuristen Wilhelm Levy, der am 13. April 1886 in Erkelenz geboren war. Die Ehe wurde 1922 geschieden. 1939 zog Johanna Levy als Untermieterin zu Johanna Lippmann in die Homuthstraße 7 Portal 2. Johanna Levy wurde über die Sammelstelle Levetzowstraße mit dem ersten Deportationszug am 18. Oktober 1941 nach Litzmannstadt (Lodz) ins Ghetto gebracht. Sie „wohnte“ dort unter der Anschrift Blattbinder 6/6. Lange überlebte sie die Tortur nicht. Am 12. Januar 1942 war sie tot. Ihre Schwester Maria hatte Dr. phil Hugo Nathansohn geheiratet, sie lebten in Charlottenburg, bis sie am 29. Januar 1943 nach Theresienstadt bzw. weiter nach Auschwitz deportiert und ermordet wurden. Ihre Schwester Olga hatte Friedrich Wassermann geheiratet, zwei Kinder bekommen, ihr Mann starb 1921. Olga konnte mit beiden Kindern (Inge und Ralph) in die USA entkommen. |                            |
|      | Elsa Ella Lewin                      | Saarstraße 15                         | 10. Mai 2016  | Ella Elsa Lewin kam am 18. September 1906 in Delmenhorst als Tochter von Moses Lewin und seiner Frau Selma geborene Goldschmidt zur Welt. Ihre jüngeren Geschwister waren Gustav, Irmgard und Senta. Im Ersten Weltkrieg fiel ihr Vater im Kampf, ihre Mutter zog mit den Kindern nach Berlin. Die jüngste Tochter Senta heiratete Heinz Max Panke und zog nach Stettin. Selma und die Töchter Ella und Irmgard lebten in der Saarstraße 15. Gustav war ausgezogen und wohnte in Prenzlauer Berg, Choriner Straße 56. Nach dem 17. Mai 1939 zog auch Irmgard aus der Wohnung in der Saarstraße aus, sie heiratete Paul Löwenthal und zog zu ihm in die Rüdersdorfer Straße 49. Ella Lewin und ihre Mutter Selma wurden zusammen am 14. November 1941 nach Minsk deportiert, es ist kein Todesdatum bekannt. Gustav Lewin wurde am 28. März 1942 nach Piaski deportiert, auf der Deportationsliste steht: ohne Wohnung. Irmgard Löwenthal wurde am 9. Dezember 1942 nach Auschwitz deportiert, ihr Mann Paul wenige Tage später, am 14. Dezember 1942. Von keinem ist ein Todesdatum bekannt. Senta wurde zusammen mit ihrem Mann Heinz Max Panke und dessen Eltern, Erich Panke und Margarete geborene Kempner von Stettin am 12. Februar 1940 nach Piaski ins Getto deportiert. Auch hier sind keine Todesdaten bekannt. |                            |
|      | Frieda Lewin                         | Stierstraße 21                        | 21. Sep. 2009 | Frieda Heymann kam am 19. Februar 1903 in Berlin als Tochter des Verkäufers Isidor Heymann und seiner Frau Margarethe geborene Hopp zur Welt. Sie heiratete 1929 in zweiter Ehe in Baruth/Mark Salomon Lewin, der am 9. Februar 1896 in Pabianica/Polen geboren war. Das Paar lebte in Baruth/Mark und hatte zwei Söhne: Joachim (geboren 1930) und Martin (geboren 1931). In der Reichspogromnacht 1938 wurde Salomon Lewin verhaftet und in das KZ Sachsenhausen gebracht. Frieda Lewin zog daraufhin mit den beiden Söhnen nach Berlin. Mit Hilfe des Œuvre de secours aux enfants konnten die beiden Söhne im März 1939 nach Frankreich in Sicherheit gebracht werden. Salomon Lewin wurde aus dem KZ Sachsenhausen entlassen und des Landes verwiesen, ohne seine Frau mitnehmen zu können. Frieda Lewin zog 1940 als Untermieterin zu Richard Adam in die Stierstraße 21. Am 2. April 1942 wurde Frieda Lewin nach Trawniki deportiert, der Zug kam letztlich in Warschau an. Ihr Todesdatum ist unbekannt. Salomon Lewin traf seine Söhne Joachim und Martin 1951 in den USA wieder. | 52.473889 13.3375          |
|      | Hans Georg Lewin                     | Moselstraße 5                         | 29. Nov. 2013 | Hans Georg Lewin wurde als Sohn des jüdischen Kaufmanns Gustav Lewin und seiner Frau Ella geborene Neumann am 2. Juli 1907 in Freienwalde / Pommern geboren. Er hatte einen jüngeren Bruder Bruno, der am 13. November 1913 bereits in Berlin geboren wurde. Nora Grunsfeld und Hans Georg Lewin heirateten und lebten in Berlin. Die Ehe blieb kinderlos. Hans Georg Lewin war Bankbeamter, er arbeitete zunächst für die Firma Sponholz, Ehestädt und Schröder, später für die Deutsche Bank. Von dieser wurde er 1936 entlassen, daraufhin versuchte Hans Georg Lewin seinen Lebensunterhalt als Vertreter zu verdienen. Er zog mit seiner Frau in eine neu erbaute Wohnung in der Moselstraße 5 Gartenhaus III ein, die aus zwei Zimmern bestand und mit Möbeln und Einrichtungsgegenständen aus dem elterlichen Haushalt von Hans Georg Lewin ausgestattet wurde. Die Vermieterin, Frau Oberst Johanna Roenneberg, bestätigte nach dem Weltkrieg, dass die Wohnung von Hans Georg und Nora Lewin gut bürgerlich eingerichtet war: es gab ein Herrenzimmer mit Bücherschrank und Schreibtisch aus Eiche, Teppiche und Radio, im Schlafzimmer standen Paradiesbetten in Messing und eine Frisiertoilette. Die Miete betrug 71,50 Mark. 1938 emigrierte der Bruder Bruno Lewin nach Argentinien, er war verheiratet, ob er Kinder hatte, konnte nicht ermittelt werden. Er starb am 7. Juli 1972. 1941 musste Hans Georg und Nora Lewin Zwangsarbeit in einer Radiofabrik leisten, später bei Siemens & Halske, Wernerwerk, im Holzraum. Im Rahmen der Fabrikaktion wurden Hans Georg und Nora Lewin verhaftet, sie mussten die Vermögenserklärung am 28. Februar 1943 abgeben. Die Verfügung, mit der ihr Vermögen beschlagnahmt wurde, datiert vom 1. Februar 1943 und wurde ihnen am 28. Februar 1943 zugestellt. Hans Georg Lewin wurde am 1. März 1943 nach Auschwitz deportiert, Nora Lewin am 2. März 1943. Beide wurden dort ermordet, die Todesdaten sind unbekannt. |                            |
|      | Nora Lewin                           | Moselstraße 5                         | 29. Nov. 2013 | Nora Grunsfeld kam am 21. Juli 1902 in Riddagshausen Kreis Braunschweig als Tochter jüdischer Eltern, Adelbert Grunsfeld (geboren 11. Februar 1872 in Heiligenstadt) und seiner Frau Bertha geborene Levy auf die Welt. Sie zog nach Berlin und führte ein Vervielfältigungsbüro. Sie heiratete 1931 den Bankbeamten Hans Georg Lewin. Die Ehe blieb kinderlos. 1935 zogen sie in die Moselstraße 5 Gartenhaus III in eine Zweizimmerwohnung. Ihr Mann wurde 1936 entlassen, daraufhin versuchte er den Lebensunterhalt als Vertreter zu verdienen. 1941 mussten Nora und Hans Georg Lewin Zwangsarbeit leisten, zunächst in einer Radiofabrik, später bei Siemens & Halske im Holzraum. Im Rahmen der Fabrikaktion wurden Hans Georg und Nora Lewin verhaftet, sie mussten die Vermögenserklärung am 28. Februar 1943 abgeben. Die Verfügung, mit der ihr Vermögen beschlagnahmt wurde, datiert vom 1. Februar 1943 und wurde ihnen am 28. Februar 1943 zugestellt. Hans Georg Lewin wurde am 1. März 1943 nach Auschwitz deportiert, Nora Lewin am 2. März 1943. Beide wurden dort ermordet, die Todesdaten sind unbekannt. |                            |
|      | Selma Lewin                          | Saarstraße 15                         | 10. Mai 2016  | Selma Goldschmidt kam am 14. Februar 1882 in Danzig als Tochter des Isaak Goldschmidt und seiner Frau Henriette geborene Paradies zur Welt. Sie heiratete Moses Lewin. Dieser hatte sieben Brüder: Hermann, Isidor, Benjamin, Adolf, Siegmund, Alex und Gustav sowie drei Schwestern: Jenny, Clara und Berta. Selma und Moses Lewin zogen oft um: 1906 kam in Delmenhorst die Tochter Elsa zur Welt, 1908 folgte in Bremen der Sohn Gustav, 1909 wurde Irmgard in Hannover geboren und als letzte schließlich in Berlin Senta (1913). Dann zog die Familie nach Ostpreußen, die Familie wohnte in Burdungen, Neidenburg, Moses Lewin zog als Unteroffizier in den Ersten Weltkrieg und fiel im März 1915 im Kampf. Selma und die Kinder zogen nach Berlin. Die jüngste Tochter Senta heiratete Heinz Max Panke aus Stettin und zog nach Stettin. Selma und die Töchter Ella und Irmgard lebten in der Saarstraße 15. Gustav war ausgezogen und wohnte in Prenzlauer Berg, Choriner Straße 56. Nach dem 17. Mai 1939 zog auch Irmgard aus, sie heiratete Paul Löwenthal, geboren 7. Februar 1906 in Berlin, und zog zu ihm in die Rüdersdorfer Straße 49. Sie musste bei Zeiss-Ikon in Berlin-Steglitz Zwangsarbeit leisten, Holsteinische Straße 42. Selma Lewin und ihre Tochter Ella wurden zusammen am 14. November 1941 nach Minsk deportiert, es ist kein Todesdatum bekannt. Gustav Lewin wurde am 28. März 1942 nach Piaski deportiert, auf der Deportationsliste steht: ohne Wohnung. Irmgard Löwenthal wurde am 9. Dezember 1942 nach Auschwitz deportiert, ihr Mann Paul wenige Tage später, am 14. Dezember 1942. Von keinem ist ein Todesdatum bekannt. Die Tochter Senta wurde zusammen mit ihrem Mann Heinz Max Panke und dessen Eltern, Erich Panke und Margarete geborene Kempner von Stettin am 12. Februar 1940 nach Piaski ins Getto deportiert. Auch hier sind keine Todesdaten bekannt. |                            |
|      | Regina Lewitt                        | Holsteinische Straße 34               | 8. Dez. 2010  | Regina Friedländer wurde am 11. März 1872 in Berlin in eine jüdische Familie geboren. Sie heiratete den Kaufmann Werner Lewitt und sie hatten zwei Kinder: Bernhard (geboren 1899) und Johanna (geboren 1904). Bernhard kämpfte im Ersten Weltkrieg. 1917 starb Werner Lewitt, die verwitwete Regina Lewitt zog mit ihren Kindern zunächst in die Menckenstraße 8, sodann in die Holsteinische Straße 34 nach Friedenau. Bernhard Lewitt wohnte nicht mehr bei seiner Mutter. Reginas Tochter Johanna hatte den Kaufmann Werner Holz geheiratet, der zu ihr und ihrer Mutter in die Holsteinische Straße gezogen war. Johanna und Werner Holz bekamen am 11. Januar 1929 den Sohn Jürgen Rudolf. In den folgenden Jahren arbeitete Werner Holz als Versicherungsvertreter. 1935 emigrierte Bernhard Lewitt nach Holland, seine Verlobte Frieda Kuhnt folgte ihm. Beide überlebten im Untergrund. Johanna, Werner und Jürgen Rudolf Holz wurden am 27. November 1941 aus der Wohnung Holsteinische Straße 34 nach Riga deportiert und dort am 30. November 1941 im Wald von Rumbula erschossen. Regina Lewitt musste aus der Holsteinischen Straße ausziehen und in eine sogenannte „Judenwohnung“ in die Prager Straße 26 ziehen. Von dort wurde sie am 13. Januar 1942 nach Riga deportiert und zu einem unbekannten Zeitpunkt ermordet. Ihre Schwiegertochter Frieda Lewitt-Kuhnt kehrte nach dem Tod ihres Mannes in Holland wieder nach Berlin zurück und veranlasste die Verlegung von Stolpersteinen für ihre ermordeten Familienmitglieder. |                            |
|      | Clara Lichtenstein                   | Bennigsenstraße 16                    | 22. Feb. 2020 | Clara Jacob kam am 18. April 1865 in Nakel (Naklo)/Wirsitz in einer jüdischen Familie auf die Welt. Sie studierte an der Lehrerbildungsanstalt Schneidemühl-Bromberg und wurde Lehrerin. Sie heiratete den Apotheker Louis Ludwig Lichtenstein, ihre Kinder wurden geboren: Julius (1895), Dora (1897) und Ernst (1900). 1901 starb ihr Mann, Clara Lichtenstein zog mit den drei kleinen Kindern nach Berlin. Nach der Schulzeit konnten alle drei Kinder studieren, Julius studierte Jura und war bis 1933 Land- und Amtsgerichtsrat in Limburg an der Lahn, Dora studierte zunächst Nationalökonomie, später machte sie eine Ausbildung als Auslandskorrespondentin und als jüdische Religionslehrerin, Ernst studierte Medizin. Clara Lichtenstein lebte immer mit ihrer ledigen Tochter Dora zusammen, zunächst in einer Vier-Zimmer-Wohnung in der Kaiser-Friedrich-Straße 84 in Charlottenburg, 1933 zogen sie in die Gleditschstraße 26, 1940 schließlich mussten sie in zwei Zimmer einer großen Wohnung in der Luitpoldstraße 46 ziehen und im November 1942 in eine Ein-Zimmer-Wohnung in der Bennigsenstraße 16 vorne Hochparterre. Ihr Sohn Ernst war vor dem Beginn des Krieges nach Shanghai emigriert, wo er am 28. Februar 1943 starb. Ihr Sohn Julius war im März 1933 in „Schutzhaft“ gekommen wegen dessen erklärter Gegnerschaft zu den Nationalsozialisten, als er freikam flüchtete er mit Frau und zwei kleinen Kindern in die Schweiz, später nach Frankreich und in die USA. Clara Lichtenstein wurde pflegebedürftig und weil ihre Tochter sie wegen der Berufstätigkeit nicht versorgen konnte, zog sie im Januar 1943 in das Jüdische Siechenheim in der Auguststraße 14/15. Von dort wurde sie am 28. Mai 1943 nach Theresienstadt deportiert, wo sie am 6. Juni 1943 starb. |                            |
|      | Dora Lichtenstein                    | Bennigsenstraße 16                    | 22. Feb. 2020 | Dora Lichtenstein kam am 16. Februar 1897 in Culmsee/Thorn als Tochter des Apothekers Louis Ludwig Lichtenstein und seiner Frau Clara geborene Jacob auf die Welt. Sie hatte einen älteren Bruder Julius (1895 Tapiau) und einen jüngeren Bruder Ernst (1900). Ihr Vater starb 1901 und ihre Mutter zog mit den drei Kindern nach Berlin. Sie hatte die Lehrerbildungsanstalt Schneidemühl-Bromberg besucht und konnte somit ihre Familie ernähren. Dora studierte zunächst Nationalökonomie, nach zwei Jahren brach sie das Studium ab und lernte Englisch, Französisch, Schreibmaschine und Stenografie. Sie besuchte auch ein Jüdisches Lehrerinnenseminar, lernte Hebräisch und Religionsgeschichte und legte die Prüfung als jüdische Religionslehrerin ab. Sie war in der Folgezeit als Lehrerin für Hebräisch und Religion tätig, allerdings nicht in Vollzeit, mehr als Nebentätigkeit. Daneben arbeitete sie als gut bezahlte Auslandskorrespondentin bei der Direktion der Discontogesellschaft. Mit der „Machtergreifung“ der Nationalsozialisten verschlechterten sich ihre Arbeitsbedingungen: die monatliche Kündigungsfrist wurde zu einer eintägigen Kündigungsfrist umgewandelt, auch ihr Gehalt wurde herabgesetzt. Ab 1934/1935 konnte sie noch als Privatsekretärin für einen der Bankdirektoren arbeiten, bis dies ganz verboten wurde und Dora Lichtenstein fristlos und pensionslos entlassen wurde. Sie konnte in einer schlecht bezahlten Stelle bei der Jüdischen Gemeinde als Auslandskorrespondentin im Auswanderungsdienst arbeiten. Dora Lichtenstein hat nie geheiratet, sie wohnte immer mit ihrer Mutter zusammen. 1933 zogen sie aus einer Vier-Zimmer-Wohnung in der Kaiser-Friedrich-Straße 84 in Charlottenburg in eine Zwei-Zimmer-Wohnung in der Gleditschstraße 26, 1940/41 mussten sie in zwei Zimmer einer großen Wohnung in der Luitpoldstraße 46 ziehen, und schließlich Mitte November 1942 in eine Ein-Zimmer-Wohnung in die Bennigsenstraße 16 vorne Hochparterre. Im Januar 1943 kam Clara Lichtenstein in das Jüdische Siechenheim Auguststraße 14/15, wo sie bis zu ihrer Deportation im Mai 1943 lebte. Dora Lichtenstein wurde im Rahmen der Fabrikaktion von ihrem Arbeitsplatz am 9. März 1943 verschleppt und am 12. März 1943 nach Auschwitz deportiert. Ihr Todesdatum ist nicht bekannt. |                            |
|      | Bertha Liepmann                      | Stierstraße 18                        | 21. Okt. 2011 | Bertha Liepmann kam am 13. Mai 1888 in Berlin als Tochter des Rentiers Josef Liepmann und seiner Frau Bianca geborene Schlesinger auf die Welt. Ihr Vater starb bereits 1900 und wurde auf dem Jüdischen Friedhof Weißensee beigesetzt. Bertha blieb ledig und lebte jedenfalls ab 1939 in Friedenau in der Stierstraße 18 bei ihrer Mutter. Diese starb am 26. Juni 1940 und wurde neben ihrem Mann beigesetzt. Bertha Liepmann musste noch einmal umziehen, sie wurde aus der Dahlmannstraße 1 deportiert und zwar am 13. Juni 1942 in das Vernichtungslager Sobibor. Dort wurde sie vermutlich sofort ermordet. | 52.4743465 13.3374597      |
|      | Alfred Lilienthal                    | Bornstraße 2                          | 30. Apr. 2024 | Alfred Lilienthal kam am 4. Dezember 1889 in Minden als Sohn des Kaufmanns Bruno Lilienthal und seiner Frau Hulda geborene Liebreich zur Welt. Seine Schwester Johanna war 1888 geboren. Die Familie war jüdischer Herkunft und protestantischen Glaubens. Alfred legte das Abitur am Königlich Evangelischen Gymnasium ab und durchlief eine Kaufmannslehre. Anschließend leistete er als „Einjährig-Freiwilliger“ seinen Wehrdienst. Dann arbeitete er als Kaufmann in mehreren europäischen Ländern. Im Ersten Weltkrieg kämpfte er als Frontsoldat. Ab 1919 arbeitete er zunächst in Aachen, sodann für diese Firma in deren Berliner Niederlassung. 1923 heiratete er in Aachen die Kontoristin Johanne Beckmann. 1930 kam in Berlin die Tochter Eva zur Welt. Ab 1932 wohnte die Familie in der Bornstraße 1 Aufgang II in einer Vier-Zimmer-Wohnung. Damals war Alfred Lilienthal Geschäftsführer in der „Transhollandia Internationale Transportgesellschaft“. 1935 erhielt er noch das Ehrenkreuz für Frontkämpfer, ab 1937 wurde er, weil er Jude war, als Geschäftsführer von seinem Arbeitgeber freigestellt. Nach den Novemberpogromen 1938 wurde er im KZ Sachsenhausen interniert, gegen die Zahlung der „Judenvermögensabgabe“ in Höhe von 16.800 RM am 17. Dezember 1938 freigelassen, mit der Auflage, Deutschland zügig zu verlassen. Alfred und seiner Familie gelang es am 18. April 1939 die MS „Scharnhorst“ zu besteigen mit dem Ziel Shanghai. Zunächst lebte die Familie dort zusammen, die japanische Besatzungsmacht zwang Alfred 1943 alleine in ein Ghetto, Johanne Lilienthal lehnte die ihr nahegelegte Scheidung ab. Nach dem Ende des Zweiten Weltkriegs kehrten Johanne und Eva 1950 zuerst nach Deutschland zurück, Alfred folgte ihnen Ende 1950, musste aber als Staatenloser bis August 1951 in dem Lager für Displaced Persons in Föhrenwald bei Wolfratshausen leben. Danach kehrte er nach Berlin zurück, seine Frau Johanne und die Tochter Eva blieben in Wiesbaden, wo Eva 1954 Jürgen Kurt Jedicke heiratete. Sie bekamen 1955 ihr erstes Kind Peter und wanderten 1956 mit Johanne Lilienthal nach Kanada aus. Alfred Lilienthal starb am 7. Juni 1970 in Berlin-Charlottenburg und wurde auf dem Friedhof Wilmersdorf beigesetzt. Das Grab existiert seit 1990 nicht mehr, da das Nutzungsrecht abgelaufen war. Johanne starb am 30. Juni 1970 in Kanada, nur drei Wochen nach dem Tod ihres Ehemannes Alfred. |                            |
|      | Eva Lilienthal                       | Bornstraße 2                          | 30. Apr. 2024 | Eva Lilienthal kam am 10. Juni 1930 in Berlin als Tochter des Kaufmanns Alfred Lilienthal und seiner Frau Johanne geborene Beckmann zur Welt. Die Familie lebte in einer Vier-Zimmer-Wohnung in der Bornstraße 1 Aufgang II, als Eva 1936 in der Friedenauer Rheingau-Grundschule eingeschult wurde. 1938 endete ihr Schulbesuch, im April 1939 mussten ihre Eltern mit ihr nach Shanghai emigrieren. Dort war kein geregelter Schulbetrieb möglich. 1950 kehrte sie mit ihrer Mutter nach Deutschland zurück, sie lebten in Wiesbaden. Eva heiratete 1954 Jürgen Kurt Jedicke (1927–1978), den sie auf der Heimfahrt von Shanghai kennengelernt hatte. Sie bekamen 1955 ihr erstes Kind Peter und emigrierten 1956 mit ihrer Mutter nach Kanada. Dort wurden zwei weitere Kinder geboren. Eva starb 2007. |                            |
|      | Johanne Lilienthal                   | Bornstraße 2                          | 30. Apr. 2024 | Johanne Christine Beckmann kam in Hesepe am 3. Dezember 1900 in einer evangelischen Familie zur Welt. Sie wurde Kontoristin heiratete 1923 in Aachen den Kaufmann Alfred Lilienthal. Sie zogen nach Berlin und 1930 kam die Tochter Eva zur Welt. Ihr Mann Alfred war inzwischen Geschäftsführer in der Firma „Transhollandia Internationale Transportgesellschaft“ und die wirtschaftlichen Verhältnisse der Familie waren gut. So konnte die Familie um 1932 in die Bornstraße 1 Aufgang II in eine Vier-Zimmer-Wohnung ziehen. 1937 wurde ihr Mann von seinem Arbeitgeber als Geschäftsführer freigestellt, sein Personalausweis wurde eingezogen. Nach der Reichspogromnacht wurde Alfred Lilienthal im KZ Sachsenhausen interniert, gegen die Zahlung der „Judenvermögensabgabe“ in Höhe von 16.800 RM am 17. Dezember 1938 wieder freigelassen, mit der Auflage, Deutschland zügig zu verlassen. Der Familie gelang es am 18. April 1939 die MS „Scharnhorst“ zu besteigen mit dem Ziel Shanghai. Zunächst lebte die Familie dort zusammen, dann wurde Alfred von der japanischen Besatzungsmacht 1943 in ein Ghetto gezwungen, Johanne und Eva lebten außerhalb, aber auch in Armut und Schmutz. Die ihr nahegelegte Scheidung von Alfred lehnte Johanne ab. Nach dem Ende des Zweiten Weltkriegs kehrten 1950 zunächst Johanna und Eva nach Deutschland zurück, sie zogen nach Wiesbaden. Alfred folgte ihnen Ende 1950, musste aber als Staatenloser bis August 1951 in dem DP-Lager in Föhrenwald bei Wolfratshausen leben und kehrte nach seiner Entlassung aus dem Lager nach Berlin zurück. Eva heiratete 1954 Jürgen Kurt Jedicke und 1955 wurde ihr Sohn Peter geboren. 1956 wanderte Eva mit ihrer Familie sowie ihrer Mutter 1956 nach Kanada aus, dort wurden zwei weitere Kinder geboren. Johanne starb am 30. Juni 1970 in Kanada, nur drei Wochen nach dem Tod ihres Ehemannes Alfred in Berlin. |                            |
|      | Henriette Lindemann                  | Laubacher Straße 28                   | Sep. 2007     | Henriette Feltenberg kam am 18. Februar 1874 in Görlitz als Tochter des Kaufmanns Jakob Feltenberg und seiner Frau Bertha geborene Landau auf die Welt. Sie zog nach Berlin und heiratete am 6. Dezember 1906 den jüdischen Tischler und Möbelhändler Hermann Lindemann, der am 29. Oktober 1870 in Berent geboren war. 1920 war Henriette Lindemann bereits Witwe und wohnte in der Weserstraße 5. 1939 wohnte sie in der Laubacher Straße 28 in Friedenau, später musste sie für die Jüdische Kultusvereinigung Zwangsarbeit leisten. Am 16. Juli 1942 wurde sie aus einer Wohnung in der Akazienstraße 3 nach Theresienstadt deportiert, und von dort wurde sie am 16. Mai 1944 nach Auschwitz deportiert, wo sie vermutlich sofort ermordet wurde. |                            |
|      | Helene Lippmann                      | Homuthstraße 7                        | 23. Juni 2023 | Helene Lippmann, geboren am 28. April 1899 in Berlin, war die zweite Tochter von Johanna und Nathan Lippmann. Seit 1932 wohnte sie mit ihrer Mutter und Schwester in der Homuthstraße 7 in Berlin-Friedenau. Wir wissen so gut wie nichts über sie, weder was für eine Schul- und Berufsausbildung sie hatte, noch ob sie gläubige Judin war. Aus den Vermögenserklärungen wissen wir, dass sie bei Siemens am Fürstenbrunner Weg Zwangsarbeit leisten musste. Kurz vor ihrer Deportation mussten sie, ihre Mutter und ihre Schwester zwangsweise aus der Homuthstraße 7 ausziehen; sie und ihre Schwester in die Bozener Straße 9, die Mutter in die Kaiserallee 111. Sie wurde über das Sammellager in der Großen Hamburger Straße zusammen mit ihrer Schwester am 19. Februar 1943 nach Auschwitz deportiert und dort ermordet. Sie war 43 Jahre alt. |                            |
|      | Johanna Lippmann                     | Homuthstraße 7                        | 23. Juni 2023 | Johanna Zehden wurde am 7. Dezember 1860 in Berlin geboren, ihre Eltern waren der Kaufmann Abraham Zehden und Rebekka geborene Bergmann. Johanna hatte am 23. Dezember 1890 in Berlin den Kaufmann Nathan Lippmann (geb. am 10. Juni 1859 in Pinne, Kreis Samter) geheiratet. Ihre Töchter wurden geboren, Martha (1892) und Helene (1899). Nathan Lippmann verstarb am 27. Juli 1924, seitdem war Johanna Lippmann Witwe. Sie wohnte bis 1932 im Wedding in der Müllerstraße 180, dort hatte ihr Mann ein kaufmännisches Unternehmen gehabt. Von dort zog die Familie 1932 nach Friedenau in die Homuthstraße 7. 1939 zieht Frau Johanna Levy als Untermieterin bei ihr ein. 1942, kurz vor ihrer Deportation, musste sie und ihre Töchter die Wohnung verlassen. Frau Lippmann musste zwangsweise in die Kaiserallee 111 (heute Bundesallee) und ihre Töchter in die Bozener Straße 9 umziehen. Am 19. November 1942 wurde sie nach Theresienstadt deportiert, 10 Tage später am 29. November 1942 kam sie dort zu Tode, “offiziell” an einer Lungenentzündung. Wir wissen nicht viel von ihr, nur, dass sie Witwe war und zwei Töchter hatte. Im Landesarchiv Brandenburg in Potsdam existiert eine Akte mit der Vermögenserklärung. Dort kann man den Eindruck gewinnen, dass sie wusste, was Nazi-Deutschland mit ihr vorhatte. So hat sie in der Vermögenserklärung alles durchgestrichen. Ihr Vermögen hatte sie vorher noch dem Kulturbund Deutscher Juden überlassen. Nach der Deportation fand das Finanzamt kein Geld, aber eine volle Wohnung vor. Ihre Töchter Martha Lippmann und Helene Lippmann wurden am 19. Februar 1943 aus Berlin in das Vernichtungslager Auschwitz deportiert und ermordet. |                            |
|      | Martha Lippmann                      | Homuthstraße 7                        | 23. Juni 2023 | Martha Lippmann, geboren am 28. Juni 1892 in Berlin, war die erste Tochter von Johanna und Nathan Lippmann. Über ihre Schulzeit oder ihre Ausbildung ist uns nichts bekannt, aber aus der Deportationsliste wissen wir, dass sie wissenschaftliche Assistentin bei dem Sozialökonom Franz Eulenburg war. Ihr Vater, Nathan Lippmann, verstarb 1924. Martha Lippmann lebte mit ihrer Mutter, Johanna Lippmann, und mit ihrer jüngeren Schwester Helene in der Homuthstraße 7. Sie und ihre Schwester waren nicht verheiratet. Die Wohnung in der Homuthstraße 7 mussten alle drei verlassen, Martha und ihre Schwester mussten in eine „Judenwohnung“ in die Bozener Straße 9 ziehen, ihre Mutter in die Kaiserallee 111. Martha Lippmann wurde zusammen mit ihrer Schwester am 19. Februar 1943 über das Sammellager in der Großen Hamburger Straße nach Auschwitz deportiert und dort ermordet. Sie war 50 Jahre alt. |                            |
|      | Gertrud Löhmer                       | Stierstraße 19                        | 7. Juli 2008  | Gertrud Selig wurde am 15. Juni 1886 in Dortmund als Tochter jüdischer Eltern geboren. Ungewöhnlich für jene Zeit war, dass sie studierte und zum Dr. rer. pol. promoviert wurde. Sie heiratete den nichtjüdischen Oberregierungsrat Adolf Hermann Heinrich Löhmer, der wie sie selbst evangelischen Glaubens war. Wahrscheinlich gehörten sie der Nathanaelgemeinde in Schöneberg an. Sie lebten in der Lenbachstraße 6a in Steglitz in einer 4½-Zimmer-Wohnung. Als ihr Mann im August 1941 starb, erwarb sie für ihn und sich selbst eine Doppelgrabstelle auf dem Südwestfriedhof Stahnsdorf. Im Oktober 1942 wurde sie von einem SA-Mann, der im gleichen Haus wohnte, festgenommen. Sie kam wieder frei, musste aber die große Wohnung aufgeben und als Untermieterin in die Stierstraße 19, 3. Etage, Vorderhaus, zum Ehepaar Salomon in ein Leerzimmer ziehen. Im Januar 1943 füllte sie ihre Vermögenserklärung aus, sie wurde am 29. Januar 1943 deportiert, und zwar, wie einem Vermerk in der Transportliste zu entnehmen ist, aus dem Polizeigefängnis Alexanderplatz. Im selben Transport war auch das Ehepaar Ewarth, das seit Februar 1940 Untermieter bei Salomons war, und Herr Salomon. Ziel des Transportes war Auschwitz und dort wurden alle vier Personen ermordet. | 52.4743059 13.3374586      |
|      | Paul Löwe                            | Stierstraße 21                        | 21. Okt. 2011 | Paul Löwe wurde am 29. Juli 1868 als Sohn einer jüdischen Bankiersfamilie in Leipzig geboren. Nach einer Ausbildung zum Bankkaufmann gründete er seine eigene Bank: „Paul Löwe – Bankgeschäft“, die zu ihrer Blütezeit im Columbushaus am Potsdamer Platz ansässig war. Paul Löwe heiratete seine Buchhalterin und Prokuristin Anne Kose, die 1886 in Berlin in eine nichtjüdische Familie geboren wurde. 1933 musste er die bisherigen Geschäftsräume auflösen, schließlich führte er die Bankgeschäfte von seiner Wohnung in der Stierstraße 21 aus. Er kämpfte vergebens gegen die Liquidierung seines Bankgeschäftes, die aber 1937 erfolgte. Auf Anraten seines Anwalts ließ er sich von seiner Frau Anne scheiden, um diese vor weiteren Nazi-Übergriffen zu schützen. Auch nach der Scheidung lebte das Paar illegal zusammen. Am 23. September 1942 wurde Paul Löwe nach Theresienstadt deportiert, dort starb er am 11. Januar 1943. | 52.473889 13.3375          |
|      | Elisabeth Löwenherz                  | Stierstraße 4                         | 21. Okt. 2011 | Elisabeth Henriette Leyser kam am 16. November 1887 in Krefeld als Tochter des Salomon Leyser und seiner Frau Helene geborene Ballin auf die Welt. Sie zog nach Berlin und heiratete 1912 Hermann Loewenherz, einen Bankprokuristen. Am 14. Oktober 1914 kam ihre Tochter Hella zur Welt. Hermann Löwenherz starb um 1935, Elisabeth und ihre Tochter Hella wohnten nun in Friedenau in der Stierstraße 4. Sie mussten noch einmal umziehen, und zwar in die Elßholzstraße 17 zu Ernst Westphal, einem jüdischen Amtsgerichtsrat a. D. Elisabeth Loewenherz wurde am 25. Januar 1941 mit dem 10. Transport nach Riga deportiert. Auf der Transportliste gab sie ihren Beruf mit „Pflegerin“ an. In Riga wurde sie zu einem unbekannten Zeitpunkt ermordet. Ihre Tochter Hella blieb noch bis zum 1. März 1943 in der Wohnung Elßholzstraße, dann wurde sie im Rahmen der Fabrikaktion nach Auschwitz deportiert und ermordet. | 52.4749218 13.3376141      |
|      | Helene Hella Löwenherz               | Stierstraße 4                         | 15. Nov. 2016 | Helene (Hella) Margarete Löwenherz kam am 10. April 1914 in Berlin als Tochter des Bankiers Hermann Löwenherz und seiner Frau Elisabeth Henriette geborene Leyser zur Welt. Die Familie wohnte in der Handjerystraße 30. Ihr Vater starb um 1935, danach zog sie mit ihrer verwitweten Mutter in die Stierstraße 4. Sie mussten noch einmal umziehen, und zwar in die Elßholzstraße 17 zu dem jüdischen Amtsgerichtsrat a. D. Ernst Carl Westphal, einem Ururenkel Moses Mendelssohns. Helenes Mutter Elisabeth wurde am 25. Januar 1941 nach Riga deportiert, auf der Transportliste gab sie ihren Beruf mit „Pflegerin“ an. Helene Löwenherz wohnte bei Ernst Westphal, bis sie im Rahmen der Fabrikaktion am 1. März 1943 nach Auschwitz deportiert und dort zu einem unbekannten Zeitpunkt ermordet wurde. | 52.4749218 13.3376141      |
|      | Gert Löwenthal                       | Stierstraße 20                        | 21. Sep. 2009 | Gert Löwenthal wurde am 30. April 1928 als Sohn von Leo Löwenthal und seiner Frau Hertha geborene Galewski in Berlin geboren. Sein Vater war Versicherungsagent. Die Familie lebte seit 1937 in der Stierstraße 20, 3. Etage. Am 3. März 1943 wurden alle Familienmitglieder mit dem 33. Transport nach Auschwitz deportiert und dort ermordet. | 52.4742456 13.3374481      |
|      | Heinz Löwenthal                      | Stierstraße 20                        | 21. Sep. 2009 | Heinz Löwenthal wurde am 10. Mai 1933 als Sohn von Leo Löwenthal und seiner Frau Hertha geborene Galewski in Berlin geboren. Sein Vater war Versicherungsagent. Die Familie lebte seit 1937 in der Stierstraße 20, 3. Etage. Am 3. März 1943 wurden alle Familienmitglieder mit dem 33. Transport nach Auschwitz deportiert und dort ermordet. | 52.4742456 13.3374481      |
|      | Hertha Löwenthal                     | Stierstraße 20                        | 21. Sep. 2009 | Hertha Galewski kam am 2. Oktober 1898 in Berlin als Tochter des Emil Galewski und seiner Frau Johanna Bertha geborene Cohn zur Welt. Sie heiratete den Versicherungsagenten Leo Löwenthal. Die Söhne wurden geboren: Gert 1928 und Heinz 1933. Seit 1937 lebte die Familie in der Stierstraße 20, 3. Etage. Am 3. März 1943 wurden alle Familienmitglieder mit dem 33. Transport nach Auschwitz deportiert und dort ermordet. | 52.4742456 13.3374481      |
|      | Leo Löwenthal                        | Stierstraße 20                        | 21. Sep. 2009 | Leo Lippmann Löwenthal kam am 5. September 1895 in Berlin als Sohn des Franz Loewenthal und seiner Frau Helene geborene Aronsohn zur Welt. Er heiratete Hertha Galewski, die Söhne Gert (geboren 1928) und Heinz (geboren 1933) wurden geboren. Leo Löwenthal war Versicherungsagent. Seit 1937 lebte die Familie Löwenthal in der Stierstraße 20, 3. Etage. Am 3. März 1943 wurden alle vier Familienmitglieder mit dem 33. Transport nach Auschwitz deportiert und dort ermordet. | 52.4742456 13.3374481      |
|      | Franziska Maas                       | Sieglindestraße 1                     | 16. Okt. 2014 | Franziska Moses kam am 18. Mai 1880 in Solingen in einer jüdischen Familie auf die Welt. Sie heiratete am 18. Januar 1903 in Köln den Kaufmann Wilhelm Maass, der am 22. August 1874 in Friedeberg/Neumark geboren wurde. Am 20. Dezember 1905 kam in Friedeberg als einziges Kind Heinz Joachim zur Welt. Der Sohn wurde Richter und lebte später in Berlin. Als Franziska Maass im Jahr 1929 Witwe wurde, zog sie zu ihrem Sohn nach Berlin in die Ortrudstraße 4. 1933 wurde Heinz Joachim Maass aufgrund des Gesetzes zur Wiederherstellung des Berufsbeamtentums in den Ruhestand versetzt. Er heiratete Annemarie, die Tochter Marlene wurde geboren. Heinz Joachim Maass emigrierte 1938 mit seiner Frau und der sechs Monate alten Marlene nach New York. Seine Mutter blieb alleine in Berlin zurück, sie zog als Untermieterin in die Sieglindestraße 1 zu Charlotte Philipson in ein Leerzimmer. Von New York aus versuchte Heinz Joachim Maass seine Mutter nachzuholen: er zahlte 270 US-Dollar, um ihre Einreise in die USA zu ermöglichen, die Ausreise aus Deutschland jedoch gelang seiner Mutter nicht. Zwischen März und Oktober 1942 schrieb Franziska Maass noch mehrere Rote-Kreuz-Karten an ihren Sohn. Dann musste sie die Vermögenserklärung ausfüllen und am 14. Dezember 1942 bestieg sie den Zug nach Auschwitz, wo sie vermutlich sofort ermordet wurde. Außer Franziska Maass wurden aus der Wohnung Sieglindestraße 1 noch Irene Philipsohn, Else Kalischer, Hilde Jacobus und Clara Jacob zu unterschiedlichen Zeiten deportiert. Franziskas Sohn Heinz Joachim musste in New York ein juristisches Examen ablegen, bevor er dort wieder als Jurist arbeiten konnte. Bei der Verlegung des Stolpersteins war die Enkeltochter und die Urenkelin von Franziska Maass, Marlene Kolbert und Elizabeth Kolbert aus New York, zugegen. Elizabeth Kolbert veröffentlichte im 'New Yorker' einen Artikel über ihre Familiengeschichte und die Verlegung des Stolpersteins. |                            |
|      | Albert Manasse                       | Stierstraße 14/15                     | 16. Juli 2007 | Albert Manasse kam am 16. Oktober 1873 in Berlin als Sohn des Nathan Max Manasse und seiner Frau Zipora Marie geborene Goldschmidt zur Welt. Er wurde Apotheker und betrieb eine Apotheke in Elsterberg im Vogtland. Er heiratete eine Nichtjüdin, sie bekamen die Tochter Annemarie. Die Familie gehörte der evangelischen Kirche an. Albert Manasses Frau starb und im Jahr 1933 wurde er enteignet. Er zog nach Berlin. Im April 1939 war er Untermieter in die Stierstraße 14/15 bei Meta Mannheim. Seine Tochter Annemarie hatte den Violinisten Szymon Goldberg geheiratet, der bis zu seiner Flucht aus Deutschland Erster Konzertmeister der Berliner Philharmoniker unter Wilhelm Furtwängler war. 1934 floh das Ehepaar über Italien in die USA. Albert Manasse wurde am 1. November 1941 in das völlig überfüllte Ghetto von Lodz deportiert, von dort wurde er in das Vernichtungslager Kulmhof (Chelmo) gebracht und ermordet. | 52.474769 13.3374524       |
|      | Meta Mannheim                        | Stierstraße 14/15                     | 16. Juli 2007 | Meta Mannheim wurde am 10. August 1876 in Königsberg als Tochter jüdischer Eltern geboren. Sie wohnte seit 1930 in der Stierstraße 14/15, Gartenhaus, 1. Etage links. Ab April 1939 hatte sie einen Untermieter, den Apotheker Albert Manasse. Am 25. Januar 1942 wurde sie in das Ghetto Riga deportiert, wo sie zu einem unbekannten Zeitpunkt starb. | 52.474769 13.3374524       |
|      | Nathan Michaelis                     | Taunusstraße 20                       | Sep. 2007     | Michaelis Nathan kam am 25. Januar 1883 in Berlin als Sohn von Meyer Max Nathan und seiner Frau Minna geborene David zur Welt. Er lebte in Berlin, war Handelsvertreter und wohnte in der Taunusstraße 20 bei seiner Schwester Hedwig Goldberg geborene Nathan und seinem Schwager Abraham Goldberg, der ebenfalls Vertreter war. Am 29. Oktober 1941 wurde er mit dem 3. Transport nach Lodz deportiert und am 6. März 1942 ermordet. Die Inschrift auf dem Stolperstein ist unrichtig, sein Familienname ist Nathan, richtig ist er im Gedenkbuch und auf der Liste der „Eingesiedelten“ aufgeführt. |                            |
|      | Jacob Mokry                          | Varziner Straße 13/14                 | 25. Sep. 2015 | Jacob Mokry kam am 18. Juli 1879 in Warschau als Sohn des Sattlers David Mokry und seiner Frau Frieda geborene Elwing auf die Welt. Die Familie zog nach Berlin. Vermutlich hatte Jacob Mokry einen Bruder Hermann, der am 9. Juni 1881 geboren wurde. Jacob heiratete 1909 Johanna Turszynski, die Inhaberin eines Krawattengeschäfts, sie hatten vier Kinder: David Martin (geboren am 7. Juli 1912 in Berlin), Frieda (geboren am 30. Oktober 1913 in Berlin), Erna (geboren am 30. Januar 1915 in Berlin) und die am 29. September 1918 in Berlin geborene Ruth. Jacob Mokry, der zunächst Hauptkassierer einer Krankenkasse war, wechselte seinen Vornamen von Isidor zu Jacob. Ab 1922 war er Vorstandsmitglied der Kranken- und Begräbniskasse des Vereins der deutschen Kaufleute in Berlin. 1933 wurde er seines Dienstes enthoben, ihm wurde ein Ruhegeld von 501,67 Mark monatlich gezahlt. Die Familie wohnte ab 1935 in der Varzinerstraße 13/14, Vorderhaus, 1. Etage. Der älteste Sohn David Martin emigrierte 1939 mit seiner zukünftigen Frau Charlotte nach England, Frieda reiste illegal nach Palästina, Erna heiratete Heinz Seff und ging mit ihm und ihrer Schwester Ruth nach Dänemark, um eine Landwirtschaftslehre zu absolvieren. In die leer gewordene Wohnung wurden Nachbarn, die Eheleute Sachs und Johanna Caspary, eingewiesen. Am 28. Oktober 1942 wurde Jacob Mokry mit seiner Frau Johanna nach Theresienstadt deportiert und am 6. September 1943 nach Auschwitz. Sie wurden nicht sofort vergast, sondern kamen in das Nebenlager Birkenau, von dort konnte sie noch eine Nachricht an ihre Kinder schicken. Jacob Mokry wurde am 2. Januar 1943 ermordet. Seine Enkel und mehrere Urenkel leben heute in Israel, änderten den Familiennamen in „Moked“ und nahmen zahlreich an der Stolpersteinverlegung teil. | 52.4773222 13.324717       |
|      | Johanna Mokry                        | Varziner Straße 13/14                 | 25. Sep. 2015 | Johanna Turszynski kam am 11. November 1876 in Danzig als Tochter von Gerson Turszynski und seiner Frau Bertha geborene Birnholz zur Welt. Sie wurde Hutmacherin und war Inhaberin eines Krawattengeschäfts in der Greifswalder Straße. Sie heiratete 1909 Jacob Mokry, die Kinder wurden geboren: David Martin 1912, Frieda 1913, Erna 1914 und Ruth 1918. Jacob Mokry war zunächst Hauptkassierer einer Krankenkasse, später wurde er Vorstandsmitglied der Kranken- und Begräbniskasse des Vereins der deutschen Kaufleute in Berlin. 1933 wurde er seines Dienstes enthoben, ihm wurde ein Ruhegeld von 501,67 Mark monatlich gezahlt. Die Familie wohnte ab 1935 in der Varzinerstraße 13/14, Vorderhaus, 1. Etage. Der älteste Sohn David Martin emigrierte 1939 mit seiner zukünftigen Frau Charlotte nach England, Frieda reiste illegal nach Palästina, Erna heiratete Heinz Seff und ging mit ihm und ihrer Schwester Ruth nach Dänemark, um eine Landwirtschaftslehre zu absolvieren. In die leer gewordene Wohnung wurden Nachbarn, die Eheleute Sachs und Johanna Caspary, eingewiesen. Am 28. Oktober 1942 wurde Johanna Mokry mit ihrem Mann nach Theresienstadt deportiert und am 6. September 1943 nach Auschwitz. Sie wurden nicht sofort vergast, sondern kamen in das Nebenlager Birkenau, von dort konnte sie noch eine Nachricht an ihre Kinder schicken. Jacob Mokry wurde am 2. Januar 1943 ermordet, das Todesdatum von Johanna Mokry ist nicht bekannt. Ihre Enkel und mehrere Urenkel leben heute in Israel, änderten den Familiennamen in „Moked“ und nahmen zahlreich an der Stolpersteinverlegung teil. | 52.4773222 13.324717       |
|      | Ruth Mokry                           | Varziner Straße 13/14                 | 25. Sep. 2015 | Ruth Mokry kam am 29. September 1918 in Berlin als Tochter von Jacob Mokry und seiner Frau Johanna geborne Turszynski zur Welt. Sie hatte einen älteren Bruder, David Martin, und zwei ältere Schwestern, Frieda und Erna. Ihr Vater war Hauptkassierer einer Krankenkasse und wurde später Vorstandsmitglied einer solchen. 1933 wurde er seines Dienstes enthoben und erhielt ein geringes Ruhegeld. Vermutlich deswegen zog die Familie 1935 in die Varzinerstraße 13/14. 1939 konnten alle vier Geschwister ausreisen: David Martin mit seiner zukünftigen Frau nach England, Frieda nach Palästina, Erna mit ihrem Mann Heinz Seff und Ruth nach Dänemark, wo Ruth auf einem Bauernhof in der Geflügelzucht arbeitete. Dort schloss sie sich einer Gruppe junger deutscher Juden an, die sich Der neue Weg nannte und die auf eigene Faust nach Palästina gelangen wollte. Da in einer nahegelegenen Fabrik Maschinen für den Export in die Türkei gefertigt wurden, beschlossen einige von ihnen, unter ihnen auch Ruth, sich in den Eisenbahnwaggons mit den Maschinen zu verstecken, um auf diese Weise in die Türkei zu gelangen. Die Waggons sollten während der Durchfahrt durch Deutschland plombiert bleiben und sollten nicht kontrolliert werden. Im Juli 1943 wurde Ruth in Warnemünde aus dem Waggon geholt, ihr Todesdatum ist unbekannt. | 52.4773222 13.324717       |
|      | Henriette Ney                        | Bundesallee 79A                       | 6. Dez. 2019  | Henriette Mandel kam 18. November 1865 in Albisheim an der Pfrimm/Kirchheimbolanden als Tochter des Michael Mandel und seiner Frau Gertrude geborene Rothschild zur Welt. Sie heiratete 1890 in Albisheim den Pferdehändler Isaac Ney und lebte mit ihm in Kaiserslautern. Die Kinder wurden geboren: Johanna am 21. August 1893, Markus Alfred am 21. Dezember 1894 und Kurt Paul am 21. September 1899. 1934 starb ihr Mann in Kaiserslautern, Henriette Ney zog zu ihrer verheirateten Tochter Johanna Kleinberger nach Berlin. Diese hatte eine Tochter Pauline Lotte, geboren am 18. Februar 1921. Bis 1934 lebte die Familie in Friedenau in der Rheinstraße 28 III, 1935 zog sie in die Kaiserallee 79 a (heute Bundesallee), möglicherweise um Henriette Ney in einer größeren Wohnung angemessen unterbringen zu können. Henriette Ney wurde am 14. September 1942 nach Theresienstadt deportiert wo sie am 23. Januar 1943 ermordet wurde. Die Todesursache lautete offiziell Herzmuskelentartung, tatsächlich ist sie wohl verhungert. Ihre Tochter Johanna beging mit ihrem Mann Albert Kleinberger am 1. März 1943 Suizid. Henriette Neys Söhne Markus Alfred und Kurt Paul konnten 1940 von Liverpool in die USA ausreisen, Henriettes Enkelin Pauline Lotte konnte noch nach England emigrieren, sie heiratete und bekam zwei Kinder. |                            |
|      | Stanislaus Graf von Nayhauss-Cormons | Stierstraße 4                         | 21. Sep. 2009 | Stanislaus Maria Julius Ferdinand Klemens Franz Karl, Graf von Nayhauß-Cormons kam am 7. Mai 1875 auf Schloss Niederbaumgarten in Schlesien als Kind von Julius Cäsar Nikolaus Joseph Leopold, Graf von Nayhauß-Cormons und seiner Frau Anna geborene von Treskow auf die Welt. Er schlug die Offizierslaufbahn ein, diente in verschiedenen Reiterregimentern und erlitt schwere Verletzungen bei Stürzen, sodass er seine Laufbahn als Rennreiter 1912 beendete. Im Ersten Weltkrieg diente er als Schwadronführer. Wegen einer Kriegsverletzung verbrachte er einen Kuraufenthalt am Bodensee; infolge eines Missverständnisses wurde er als Spion verdächtigt, wegen Landesverrats angeklagt und zunächst zum Tode, später zu lebenslanger Zuchthausstrafe verurteilt. Fast vier Jahre verbrachte er im Gefängnis, bis er 1919 rehabilitiert und freigelassen wurde. Nach Scheidung und Umzug nach Berlin war er als Vermittler von Geschäften in der Großindustrie tätig, auch war er Filmproduzent. Er heiratete seine zweite Frau Erika von Mosengeil, die Söhne Mainhardt und Engelbert wurden geboren. Die Familie wohnte ab den 1930er Jahren in der Stierstraße 4. Von Nayhauß-Cormons verfasste politische Artikel, durch die er erst die Politik des Zentrums, dann die der Deutsch-Nationalen unterstützte. 1931 veröffentlichte er unter dem Pseudonym Clemens von Caramon eine dreißigseitige Broschüre: Führer des Dritten Reiches, in der er Kurzportraits mehrerer NS-Vertreter einschließlich ihrer strafrechtlichen Vergangenheit veröffentlichte. Diese Broschüre erschien in einer Auflage von 60.000 Stück und listete die Vergehen und Verbrechen einzelner NSDAP-Mitglieder auf. Von Nayhauß-Cormons vertrieb diese Broschüre selbst auf Vortragsreisen. Bereits 1932 geriet er deshalb ins Visier der Nationalsozialisten: bei einer Vortragsreise in Halberstadt wurde er mit seiner Frau von Nazis bedroht. Dennoch setzte er nach der Machtergreifung der Nationalsozialisten seine Vorträge fort. Am 7. März 1933 überfielen SS-Männer die Wohnung der Familie in der Stierstraße 4, von Nayhauß-Cormons war nicht in der Wohnung, sondern auf Vortragsreise in Düsseldorf. Seine Frau Erika erstattete Strafanzeige, in den darauffolgenden Tagen erfolgten aber weitere Überfälle auf die Familie. Am 26. Juni 1933 wurde Stanislaus Graf von Nayhauß-Cormons in Breslau von der Polizei in „Schutzhaft“ genommen und auf das Polizeirevier in Oppeln gebracht. Am 20. Juli 1933 wurde er, an Händen und Füßen gefesselt und mit einem Stein beschwert, tot aus einem Teich in der Nähe von Oppeln geborgen. Sein Gesicht war zerstört, ein Bein gebrochen. Seine Frau Erika bemühte sich hartnäckig um Aufklärung: sie erreichte ein Eingeständnis der Gestapo und eine kleine Rente. | 52.4749218 13.3376141      |
|      | Else Pander                          | Büsingstraße 5                        | 25. Nov. 2020 | Else Blum kam am 25. Oktober 1894 in Berlin als Tochter des Scheimann Siegmund Blum und seiner Frau Terze Tony geborene Lazarus auf die Welt. Am 13. Oktober 1914 heiratete sie in Berlin den Zoologen Dr. Richard Sternfeld und zog nach Frankfurt am Main, wo ihr Mann sei November 1913 am Senckenberg-Museum als Herpetologe (Amphibien- und Reptilienforscher) angestellt war. Dort wohnten sie zunächst in der Adalbertstraße 5, später bis Ende 1921 in der Dachgeschosswohnung der Sophienstraße 60. Am 9. August 1915 wurde die Tochter Lore in Frankfurt geboren. Im Sommer 1916 wurde ihr Mann zum Militärdienst einberufen. Am 18. April 1919 kam der Sohn Hans in Frankfurt auf die Welt. Nachdem ihrem Mann beim Senckenberg-Museum im Herbst 1920 gekündigt wurde, da er sich für die Bildung eines Betriebsrates eingesetzt hatte, zog die Familie im Januar 1922 zurück nach Berlin in die Kirchstraße 9, 2. OG (heutige Schmiljanstraße 9) in Friedenau. Richard Sternfeld arbeitete nun als Redakteur bei der Galopp-Sportzeitung „Sport-Welt“. Am 18. Januar 1927 ließ sich das Ehepaar Sternfeld scheiden. Else blieb mit den Kindern Lore und Hans weiter in der Wohnung Kirchstraße 9 und heiratete am 29. April 1927 Hans Pander, der zuvor von ihrer älteren Schwester Käthe geschieden worden war. 1934 zog die Familie in die Büsingstraße 5, wo am 6. April 1937 ihr Sohn Hans Sternfeld tot aufgefunden wurde. Er soll sich einer bevorstehenden Verhaftung durch einen Sprung aus dem Fenster entzogen haben. Ab Mai 1941 wohnten sie, ihr Mann und ihre Tochter Lore zur Untermiete in der Wohnung von Alexander Zutrauen (1876–1943) und seiner Frau Else, geborene Hoch (1887–1943), in Berlin-Wilmersdorf, Bregenzer Straße 3, 1. OG. Else Pander musste bei dem Rüstungsbetrieb „Ehlermann & Weckmann Maschinen und Apparatefabrik KG“ in Berlin-Moabit, Turmstraße 73, Zwangsarbeit leisten. Am 29. Januar 1943 wurden Else Pander, ihr Mann Hans Pander und ihre Tochter Lore Sternfeld sowie ihre Vermieter Alexander und Else Zutrauen mit dem 27. Osttransport nach Auschwitz deportiert und dort ermordet. |                            |
|      | Hans Pander                          | Büsingstraße 5                        | 25. Nov. 2020 | Hans Kurt Rudolf Pander kam am 16. Januar 1883 in Bremen als Sohn des Schauspielers Karl Pander und seiner Frau Albertine Friederike geborene Philipp zur Welt. Er wurde ein auf Kinotechnik spezialisierter Journalist, der in den 1920er Jahren zahlreiche Fachbücher und Beiträge in Fachzeitschriften (z. B. „Der Bildwart“, 1923–1934) veröffentlichte. Weitere Publikationen umfassten u. a. Lehrbücher, wie die 1928 erschienenen „Kinometographischen Unterrichts-Kurse für Anfänger“. Zusammen mit Svend Noldan meldete er 1921 ein Patent zur Herstellung von Kino-Trickfilmen an. Es handelte sich um ein kinematographisches Trickverfahren, das dazu dienen sollte, bei der Vorführung echter und trickmäßig bewegter Naturszenen einen einheitlichen Vorgang vorzutäuschen. Möglicherweise hat Hans Pander auch selbst Filme gedreht oder in einem Studio gearbeitet. Zeitzeugen erwähnten, sein Sohn Wolfgang Pander sei in den 1930er Jahren eine Zeit lang „Regieassistent im Filmstudio seines Vaters“ gewesen. Hans Pander war zweimal verheiratet. Von seiner ersten Ehefrau, der 1890 geborenen Käthe Blum, wurde er 1927 geschieden. Mit ihr hatte er drei Kinder, die alle in Berlin zur Welt kamen: Eva (1915–1991), Wolfgang (1917–1942) und Helmut (1922–1948). Im April 1927 heiratete Hans Pander Käthes vier Jahre jüngere Schwester Else, deren erste Ehe mit dem Naturwissenschaftler und Pferdesportjournalisten Dr. Richard Sternfeld (1884–1943) einige Monate zuvor geschieden worden war. Hans Pander zog zu Else und ihren Kindern Lore und Hans Sternfeld in die Kirchstraße 9, die heutige Schmiljanstraße, in Berlin-Friedenau, wo sie bis 1933 gemeldet waren. Ab 1934 wohnte die Familie Pander-Sternfeld in der Büsingstraße 5, ebenfalls in Friedenau. Else und Hans Pander hatten Kontakt zu kommunistischen Gruppen. Es sollen in ihrer Wohnung auch nach der nationalsozialistischen Machtergreifung marxistische Schulungen unter Leitung des KPD-Anhängers Hans Seigewasser (1905–1979) stattgefunden haben, an denen auch die Söhne von Else und Hans Pander teilnahmen. Else Panders Sohn Hans Sternfeld starb 1937, kurz vor seinem 18. Geburtstag. Er soll sich einer bevorstehenden Verhaftung durch einen Sprung aus dem Fenster entzogen haben. Ab Mai 1941 wohnte Hans Pander mit seiner Frau und deren Tochter Lore zur Untermiete in der Wohnung des Ehepaars Alexander und Else Zutrauen in Berlin-Wilmersdorf im ersten Obergeschoss der Bregenzer Straße 3. Seit ca. 1941 musste Hans Pander bei der Ehrich & Graetz AG in Berlin-Treptow Zwangsarbeit leisten. Am 29. Januar 1943 wurden Hans und Else Pander, Lore Sternfeld und das Ehepaar Zutrauen mit dem 27. Osttransport nach Auschwitz deportiert und dort ermordet. |                            |
|      | Bruno Pasch                          | Handjerystraße 86                     | 3. Juni 2013  | Bruno Pasch wurde am 4. September 1889 geboren. Er war von Beruf Handlungsreisender, blieb ledig und wohnte mit seinen Schwestern Alice und Elsbeth in der Handjerystraße 86. Bruno verließ Deutschland bereits 1939 und ging nach Antwerpen. Dort wurde er aber am 4. Januar 1942 festgenommen und ins Konzentrationslager Sachsenhausen abtransportiert, wo er am 29. Januar 1942 gestorben ist. Das KZ Sachsenhausen hat eine Sterbeurkunde ausgestellt, aus der hervorgeht, dass Bruno Pasch an „Herzschwäche“ gestorben sei. Seine Schwester Alice hat es vermocht, dass Bruno Pasch am 20. März 1942 auf dem Jüdischen Friedhof Weißensee seine letzte Ruhestätte gefunden hat (Urnenbeisetzung). Seine Schwestern Alice und Elsbeth lebten bis zum Frühjahr 1941 weiterhin in der Handjerystraße 86. Alice, Mittelschullehrerin, und Elsbeth, Masseurin von Beruf, wurden vor dem Todestransport nach Auschwitz in die Wilhelmsaue 136 (Wilmersdorf) zwangsumgesiedelt. Dort liegen bereits ihre Stolpersteine. Bruno wurde 53 Jahre alt. Er wurde am 29. Januar 1942 ermordet. Elsbeth ist 57 und Alice ist 54 Jahre alt geworden. |                            |
|      | Heinrich Pfeil                       | Perelsplatz 15                        | 21. Feb. 2020 | Heinrich Pfeil kam am 3. Oktober 1920 in Berlin als Sohn des Moritz Pfeil und seiner Frau Rosalie Charlotte geborene Freund zur Welt. Sie wohnten am Maybachplatz 15 in Friedenau, heute Perelsplatz. Heinrich, der zunächst das Helmholtz Realgymnasium besucht hatte, musste nach der Machtübernahme der Nazis auf die jüdische Joachimsthaler Höhere Handelsschule gehen. Rosa Pfeil erreichte, dass ihr Sohn Heinrich 1939 nach Schottland ausreisen konnte. Dieser änderte seinen Namen in Heinrich Pheil, heiratete und bekam zwei Kinder. Er arbeitete als Ingenieur in Schottland. |                            |
|      | Moritz Pfeil                         | Perelsplatz 15                        | 21. März 2017 | Moritz Pfeil kam am 7. Dezember 1867 in Trockenberg (heute Sucha Góra in Polen) in einer jüdischen Familie auf die Welt. Er wurde Buchhändler und heiratete Rosalie Charlotte Freund. Sie zogen nach Berlin, wo am 3. Oktober 1920 ihr Sohn Heinrich zur Welt kam. Seine Frau Rosa arbeitete als Sprachlehrerin und wurde im Laufe ihres Berufslebens auch Leiterin einer Schule. Moritz Pfeil betrieb eine Versandbuchhandlung von der Wohnung aus, auch handelte er mit Kunsthandwerk. Sie wohnten am Maybachplatz 15 in Friedenau, heute Perelsplatz. Ihr Sohn Heinrich, der zunächst das Helmholtz-Realgymnasium besucht hatte, musste nach der Machtübernahme der Nazis auf die jüdische Joachimsthaler Höhere Handelsschule gehen. Moritz Pfeil wurde 1938 gezwungen, den Buchhandel aufzugeben. Rosa Pfeil erreichte, dass ihr Sohn Heinrich 1939 nach Schottland ausreisen konnte. Moritz Pfeil und seine Frau Rosa wurden am 18. Oktober 1941 nach Litzmannstadt ins Ghetto deportiert, wo sie unter der Anschrift Alenhof 21/16 registriert wurden. Am 8. Mai 1942 wurden sie in das Vernichtungslager Kulmhof deportiert und sogleich ermordet. Sein Sohn Heinrich änderte seinen Namen in Heinrich Pheil, heiratete und bekam zwei Kinder. Er arbeitete als Ingenieur in Schottland. |                            |
|      | Rosalie Pfeil                        | Perelsplatz 15                        | 21. März 2017 | Rosalie Charlotte Freund kam am 25. Dezember 1882 in Landeshut/Schlesien als Tochter des Amand Freund und seiner Frau Fanny zur Welt. Ihre Geschwister waren Hermann Emil (1880), Erich und Martin (12. September 1881). Sie wurde Sprachlehrerin, auch für englisch, und heiratete den Buchhändler Moritz Pfeil. Ihr Sohn Heinrich wurde am 3. Oktober 1920 schon in Berlin geboren. 1930 wohnten sie am Maybachplatz 15 (heute Perelsplatz) in Friedenau. Ihr Mann betrieb aus der Wohnung eine Versandbuchhandlung und den Handel mit Kunstgewerbe. Rosa Pfeil arbeitete als Englischlehrerin und wurde auch Leiterin einer Schule. Ihr Sohn Heinrich, der zunächst das Helmholtz-Realgymnasium besucht hatte, musste nach der Machtübernahme der Nazis auf die jüdische Joachimsthaler Höhere Handelsschule gehen. Moritz Pfeil wurde 1938 gezwungen, den Buchhandel aufzugeben. Rosa Pfeil erreichte, dass ihr Sohn Heinrich 1939 nach Schottland ausreisen konnte. Sie und ihr Mann Moritz wurden am 18. Oktober 1941 nach Litzmannstadt ins Ghetto deportiert, wo sie unter der Anschrift Alenhof 21/16 registriert wurden. Am 8. Mai 1942 wurden sie in das Vernichtungslager Kulmhof deportiert und sogleich ermordet. Ihr Sohn Heinrich änderte seinen Namen in Heinrich Pheil, heiratete und bekam zwei Kinder. Er arbeitete als Ingenieur in Schottland. |                            |
|      | Irene Philipsohn                     | Sieglindestraße 1                     | 21. Apr. 2016 | Irene Philipsohn kam am 22. Januar 1910 in Berlin als Tochter des Chemikers Dr. Martin Philipsohn und seiner Frau Charlotte geborene Fränkel zur Welt. Die Familie lebte in Friedenau, Sieglindestraße 1 1. OG vorne in einer Vier-Zimmer-Wohnung. Ihr Vater war Chemiker und Schriftsteller und schrieb unter dem Pseudonym Heinz Welten, auch lehrte er an der Humboldt-Universität Biologie. Am 15. Juni 1933 starb ihr Vater, Irene blieb ledig und wohnte weiter bei ihrer verwitweten Mutter. Infolge der wirtschaftlichen Entwicklung musste ihre Mutter Untermieter aufnehmen, im Mai 1939 waren dies Franziska Maaß, Else Kalischer, Emmy und Bernhard Bauer. Irene Philipsohn leistete Zwangsarbeit bei Osram, ihre Untermieter waren damals Clara Jacob, Henriette und Joseph Werner und Hilde Jacobus. Ihre Mutter Charlotte starb am 11. Februar 1943. Am 27. Februar 1943 musste Irene Philipsohn die Vermögenserklärung abgeben, sie selbst wurde am 1. März 1943 nach Auschwitz deportiert. Von den 1736 Personen des Transports wurden 385 Frauen als Häftlinge ins Lager eingewiesen, die übrigen Frauen wurden in die Gaskammer getrieben. Wegen ihrer Jugend ist es wahrscheinlich, dass Irene Philipsohn zu der Gruppe gehörte, die ins Lager eingewiesen wurden. Das Datum ihres Todes ist unbekannt. |                            |
|      | Clara Piorkowski                     | Goßlerstraße 9                        | 28. Juni 2010 | Clara Piorkowski wurde am 14. Mai 1865 in Beuthen als erstes Kind des jüdischen Kaufmanns Salomon Piorkowski und seiner Frau Rosalie, geborene Cohn, geboren. Sie hatte eine jüngere Schwester Ida und einen jüngeren Bruder Ludwig. Clara zog mit ihrer Schwester Ida nach Berlin und wohnte mit ihr zusammen, bis Ida 1936 starb. Ab dem 1. April 1936 wohnte Clara Piorkowski in der Goßlerstraße 9 Parterre rechts. Clara Piorkowski wurde am 1. September 1942 nach Theresienstadt deportiert, wo sie am 18. September 1942 an einem „akuten Darmkatarrh“ starb. |                            |
|      | Franz Pniower                        | Stierstraße 16                        | 7. Juli 2008  | Moritz Franz Pniower wurde am 19. Mai 1877 als Sohn des Amtsrichters Fedor Pniower und seiner Ehefrau Ida geborene Abel in Breslau geboren. Seine Eltern waren evangelische Christen jüdischer Herkunft. Seine Schwestern waren Marie (geboren 1871), Helene Gertrud (geboren 1875) und Anna (geboren 1879). Die Familie zog nach Berlin und Franz Pniower wurde Ingenieur. Er arbeitete im Gaswerk Britz, Gradestraße, ab 1916 als Gaswerksdirektor. 1918 heiratete er in Hamburg die verwitwete Emma Elisabeth Olga Eyring geborene Blab, die Inhaberin einer Eisengießerei, und führte für deren Kinder das ererbte Unternehmen Eyring & Scheelke fort. Die Familie wohnte an der Flottbecker Chaussee (heute: Elbchaussee). Olly Eyring starb 1927, in den Folgejahren heiratete Franz Pniower die am 23. Mai 1890 in Hamburg geborene Gertrud Hirschfeld. Beide Ehen blieben kinderlos. Als sein Stiefkind Hans Arnold Eyring, der auch Ingenieur geworden war, in der Lage war, den Betrieb alleine zu führen, zog sich Franz Pniower 1936 aus der Firma zurück; ihm wurde eine monatliche Leibrente von 225 Mark ausgesetzt. Mit seiner Frau Gertrud zog er nach Berlin in die Stierstraße 16. In der Stierstraße hatte schon seine Schwester Marie gewohnt, die den Senatspräsidenten Willy Marwitz geheiratet hatte. Seine Schwester Helene hatte dessen Bruder Bruno Marwitz, einen Rechtsanwalt, geheiratet und wohnte in der Fregestraße 59. Nach dem Tod von Willy Marwitz war Marie in die Albrechtstraße 59a gezogen. Franz’ Schwester Anna hatte den italienischen Staatsangehörigen Vittorio Faitini geheiratet, der 1911 bei Tripolis gefallen war. Verwitwet lebte sie mit ihrer ebenfalls verwitweten Mutter Ida Pniower in Friedenau. Franz und Gertrud Pniower sollten im Herbst 1941 deportiert werden, daraufhin unternahmen sie einen Selbstmordversuch. Weil ihnen ein Arzt ein unwirksames Mittel gegeben hatte, gelang dies nicht, sie kamen für drei Monate in ein Krankenhaus. Am 28. März 1942 wurden sie nach Piaski deportiert. Zu einem unbekannten Zeitpunkt wurden sie dort ermordet. Die Schwester Helene war auch verwitwet, 1942 unternahm sie einen Fluchtversuch in die Schweiz, wurde verhaftet und nach Riga deportiert. Für sie liegt ein Stolperstein in der Fregestraße 59. Marie Marwitz wurde im August 1942 nach Theresienstadt deportiert und dort 1944 ermordet. Für sie liegt ein Stolperstein vor dem Haus Albrechtstraße 59a. Die Patenschaft für die Stolpersteine des Ehepaars Pniower übernahm die Friedrich-Bergius-Oberschule. | 52.4747508 13.337358       |
|      | Gertrud Pniower                      | Stierstraße 16                        | 7. Juli 2008  | Gertrud Hirschfeld kam am 23. Mai 1890 in Hamburg als Tochter von Moritz Hirschfeld und seiner Frau Auguste geborene Bibergeil zur Welt. Sie heiratete den Ingenieur Franz Pniower und lebte zunächst mit ihm in Hamburg, Flottbecker Chaussee 146 (heute: Elbchaussee). Nach 1937 schied Franz Pniower aus der Firma Eyring & Scheelke aus, die er bis dahin geleitet hatte, und sie zogen nach Berlin in die Stierstraße 16. Die Ehe blieb kinderlos. Als die Eheleute im Herbst 1941 deportiert werden sollten, nahmen sie Tabletten um Selbstmord zu begehen. Da die Tabletten wirkungslos waren, gelang der Selbstmord nicht; sie mussten aber drei Monate in einem Krankenhaus zubringen. Am 28. März 1942 wurden sie zusammen nach Piaski deportiert und dort zu einem unbekannten Zeitpunkt ermordet. | 52.4747508 13.337358       |
|      | Fella Fanny Pollak                   | Isoldestraße 9                        | 21. Mai 2022  | |                            |
|      | Guido Pollak                         | Isoldestraße 9                        | 21. Mai 2022  | |                            |
|      | Margot Pollak                        | Isoldestraße 9                        | 21. Mai 2022  | |                            |
|      | Maximilian Pollak                    | Isoldestraße 9                        | 21. Mai 2022  | |                            |
|      | Gertrud Polke                        | Stierstraße 19                        | 19. März 2014 | Gertrud Rothgiesser kam am 29. September 1905 als Tochter des Iwan Rothgiesser und seiner Frau Emma geborene Münnich zur Welt. sie heiratete Herbert Polke und trat als Sängerin unter dem Künstlernamen Gerty Roth auf. Sie wurde am 13. Januar 1942 deportiert nach Riga und Stutthof, überlebte diese Zeit. Sie starb am 6. Juni 1986 in Berlin. | 52.4743059 13.3374586      |
|      | Herbert Polke                        | Stierstraße 19                        | 7. Juli 2008  | Herbert Polke kam am 23. September 1891 in Berlin als Sohn von Otto Polke und seiner Frau Rosa geborene Markewitz zur Welt. Von Beruf war er Filmkaufmann, er war ein erfolgreicher Kino-Theaterdirektor. Ihm gehörten von 1919 bis 1929 die BeBa-Lichtspiele in der Berliner Straße 163/164, von schätzungsweise 1924 bis 1929 betrieb er die Casino-Lichtspiele am heutigen Bundesplatz 14 und zwischen 1926/1927 ließ er das „Be-Ba-Palast Atrium“ in der heutigen Bundesallee 178/179 errichten, welches ihm bis 1930 gehörte. 1932 gründete er eine Filmproduktionsfirma. Er war seit 1931 in zweiter Ehe mit Gertrud geborene Rothgiesser verheiratet, eine Operettensängerin mit dem Künstlernamen Gerty Roth. Im Mai 1934 eröffnete er mit einem nichtjüdischen Partner das Kino Astor am Kurfürstendamm 217 Ecke Fasanenstraße, seine Beteiligung ist allerdings nicht belegt. Bis 1940 wohnten Herbert und Gertrud Polke in der Güntzelstraße 78, nach dem Verlust der Kinos zogen sie als Untermieter von Elfriede Friedemann in die Stierstraße 19. Am 13. Januar 1942 wurden sie nach Riga deportiert, wo Herbert Polke im Dezember 1942 ermordet wurde. Gertrud Polke überlebte. | 52.4743059 13.3374586      |
|      | Feodor Potolowsky                    | Taunusstraße 11                       | 9. Aug. 2012  | Feodor Potolowsky wurde am 9. April 1893 in Weilburg an der Lahn als Sohn des jüdischen Kaufmanns Julius Potolowsky und seiner Frau Lina (geborene Frank) geboren. Er hatte eine ältere Schwester, Erna (geboren 1892), und einen jüngeren Bruder, Werner (geboren 1899). Die Familie zog 1895 nach Berlin, wo Feodors Großvater, Leopold Potolowsky, an der Ecke Friedrichstraße/Unter den Linden ein bekanntes Handschuhgeschäft betrieb. Feodor und seine Geschwister besuchten weiterführende Schulen; er selbst wurde Bankkaufmann. 1916 heiratete er die gleichaltrige Irma Erna Simon, die ihre vierjährige Tochter Lieselotte mit in die Ehe brachte. Die junge Familie zog in die Taunusstraße 11 nach Friedenau. 1921 kam die Tochter Ellen-Juliane zur Welt. Feodor Potolowsky arbeitete als Börsenvertreter des Bankhauses Fromberg; die Familie war wohlhabend. Dies änderte sich mit der „Machtergreifung“ 1933: das Bankhaus Fromberg wurde arisiert, sodass Feodor Potolowsky seine Stelle verlor und damit alle Einkünfte. Feodors Bruder Werner emigrierte bereits 1933 nach Paris. Seine Schwester Erna war inzwischen von ihrem ersten Mann Hermann Gysi geschieden und flüchtete 1938 ebenfalls nach Paris. Auch Ellen-Juliane emigrierte 1938 dorthin, am Bahnhof Zoo sah sie ihre Eltern zum letzten Mal. Sie gelangte über Paris nach New York. Lieselotte Potolowsky hatte zwar einen leiblichen nichtjüdischen Vater, weil sie aber jüdisch erzogen wurde, galt sie im Sinne der nationalsozialistischen Rassengesetze als „Geltungsjüdin“. Sie musste eine Ausbildung als Gebrauchsgrafikerin abbrechen und konnte beruflich nicht Fuß fassen. Ab September 1941 mussten die Potolowskys ein Zimmer ihrer Wohnung an das „Mischlings“-Ehepaar Böhm untervermieten, der Mann war Jude. Feodor Potolowsky arbeitete inzwischen für die Reichsvereinigung der Juden und blieb daher zunächst von der Deportation verschont. Im Juni 1942 sollte sein Onkel Siegmund Frank deportiert werden. Der alleinstehende 70-jährige Charlottenburger wählte daraufhin den Freitod. Zwei Monate später wurde dessen Schwester Lina, Feodors Mutter, nach Theresienstadt gebracht. Lieselotte Potolowsky leistete bei Siemens-Schuckert Zwangsarbeit. Im Rahmen der Fabrikaktion wurde sie Ende Februar 1943 verhaftet und in die Sammelstelle Rosenstraße gebracht. Wegen der Proteste gegen diese Verhaftungen und weil sie keine „Volljüdin“ war, ließ die Gestapo sie wieder frei. Feodor Potolowsky und seine Frau Irma hingegen wurden im Mai 1943 deportiert. Sie gaben ihre Vermögenserklärung ab, der restliche Besitz wurde zugunsten des Deutschen Reiches beschlagnahmt und am 15. Mai 1943 ging das Ehepaar in die Sammelstelle Levetzowstraße. Zwei Tage später wurden sie mit 406 anderen Menschen zum nahegelegenen Güterbahnhof Moabit gebracht. Dort bestiegen sie den 38. Osttransport. Es war die letzte größere Deportation aus Berlin. Der Zug war zwei Tage unterwegs, ungewöhnlich lange für eine Strecke von etwa 570 Kilometern. Am 19. Mai 1943 erreichte er Auschwitz. Noch auf der Rampe entschied sich ihr weiteres Schicksal: Irma und Feodor Potolowsky kamen nicht ins Lager und erhielten auch keine Nummer auf den Unterarm tätowiert. Sie wurden auf Lastwagen verladen und in das Lager Birkenau gebracht. Dort endete ihr Leben in einer Gaskammer. Im Dezember 1943 wurde auch Feodors Mutter Lina Potolowsky von Theresienstadt nach Auschwitz verschleppt. Ihr Todesdatum ist unbekannt. Lieselotte Potolowsky tauchte nach der Deportation ihrer Eltern unter und überlebte in Berlin. Hierbei half auch ihr Onkel, der Neuköllner Arzt Hermann Gysi. Ihre Schwester Ellen-Juliane heiratete in den USA zweimal und hat einen Sohn. Feodors Schwester Erna Gysi und sein Bruder Werner überlebten in Südfrankreich in verschiedenen Verstecken. Ernas 1912 geborener Sohn, Klaus Gysi, machte in der DDR Karriere, so ist er 1966 Kulturminister und bis 1988 Beauftragter des Ministerrates der DDR für Kirchenfragen. Sein Sohn ist wiederum der 1948 geborene Gregor Gysi, also ein Großneffe von Feodor Potolowsky. |                            |
|      | Irma Erna Potolowsky                 | Taunusstraße 11                       | 9. Aug. 2012  | Irma Erna Simon kam am 1. Februar 1893 in Berlin als Tochter des jüdischen Viehhändlers Salomon Simon und seiner Frau Meta geborene Hoffmann zur Welt. Sie hatte eine jüngere Schwester Thea. Am 30. Juni 1912 brachte Erna ihre nichteheliche Tochter Lieselotte zur Welt. 1916 heiratete sie den jungen Bankbeamten Feodor Potolowsky, dessen Namen auch ihre Tochter Lieselotte trug. Die junge Familie zog in die Taunusstraße 11 nach Friedenau. 1921 kam die Tochter Ellen-Juliane zur Welt. Feodor Potolowsky arbeitete als Börsenvertreter des Bankhauses Fromberg; die Familie war wohlhabend. Dies änderte sich mit der „Machtergreifung“ der Nationalsozialisten 1933: das Bankhaus Fromberg wurde arisiert, Feodor Potolowsky verlor seine Stelle und damit auch alle Einkünfte. Feodors Bruder Werner emigrierte schon 1933 nach Paris, seine Schwester Erna, von ihrem ersten Mann Hermann Gysi geschieden, flüchtete 1938 ebenfalls nach Paris. Auch Ellen-Juliane emigrierte 1938 dorthin. Am Bahnhof Zoo sah sie ihre Eltern zum letzten Mal. Sie gelangte über Paris 1939 nach New York. Lieselotte Potolowsky hatte zwar einen leiblichen nichtjüdischen Vater, weil sie aber jüdisch erzogen wurde, galt sie als „Geltungsjüdin“ im Sinne der nationalsozialistischen Rassegesetze. Sie musste eine Ausbildung als Gebrauchsgrafikerin abbrechen und konnte beruflich nicht Fuß fassen. Auch Ernas Schwester Thea, geschiedene Jacobowitz, erhielt Berufsverbot und durfte nicht mehr in ihrer Charlottenburger Praxis als Dentistin arbeiten. Ab September 1941 mussten Potolowskys ein Zimmer ihrer Wohnung an das „Mischlings“-Ehepaar Böhm untervermieten, der Mann war Jude. Feodor Potolowsky arbeitete inzwischen für die Reichsvereinigung der Juden und blieb so zunächst von der Deportation verschont. Im August 1942 erhielt Ernas Schwester Thea Jacobowitz den „Umsiedlungsbescheid“. Sie verließ ihre Charlottenburger Wohnung und ging, wie später auch ihr Sohn Günter, in die Illegalität. Noch bis zum Mai 1943 übernachteten beide häufig in der Taunusstraße 11. Lieselotte Potolowsky musste bei Siemens-Schuckert Zwangsarbeit leisten. Im Rahmen der Fabrikaktion wurde sie Ende Februar 1943 verhaftet und in die Sammelstelle Rosenstraße gebracht. Die Gestapo ließ sie aber Anfang Mai wieder frei. Feodor Potolowsky und seine Frau Erna hingegen mussten eine Vermögenserklärung abgeben, ihr restlicher Besitz wurde zugunsten des Deutschen Reiches beschlagnahmt. Am 15. Mai 1943 ging das Ehepaar in die Sammelstelle Levetzowstraße. Zwei Tage später brachte man sie mit 406 anderen Menschen zum nahegelegenen Güterbahnhof Moabit. Dort bestiegen sie den „38. Osttransport“. Es ist die letzte größere Deportation aus Berlin. Der Zug war zwei Tage unterwegs, ungewöhnlich lange für eine Strecke von etwa 570 Kilometern. Am 19. Mai 1943 erreichte er Auschwitz. Noch auf der Rampe entschied sich das weitere Schicksal: Irma und Feodor Potolowsky kamen nicht ins Lager und erhielten keine Nummer auf den Unterarm tätowiert. Sie wurden auf Lastwagen verladen und in das Lager Birkenau gebracht. Dort endete ihr Leben in einer Gaskammer. Auch ihr Neffe Günter Jacobowitz wurde in Berlin von der Gestapo aufgespürt und am 20. Juli 1943 nach Auschwitz deportiert. Er war jung, arbeitsfähig, wurde tätowiert und kam ins Lager. Lieselotte Potolowsky tauchte nach der Deportation ihrer Eltern unter und überlebte wie ihre Tante Thea Jacobowitz in Berlin. Ihnen half auch Lieselottes Onkel, der Neuköllner Arzt Hermann Gysi. Ihre Schwester Ellen-Juliane heiratete in den USA zweimal und bekam einen Sohn. Feodors Schwester Erna Gysi und sein Bruder Werner überlebten in Südfrankreich in verschiedenen Verstecken. Erna und Hermann Gysis 1912 geborener Sohn, Klaus Gysi, machte in der DDR Karriere. So war er 1966 Kulturminister und bis 1988 Beauftragter des Ministerrates der DDR für Kirchenfragen. Sein Sohn ist wiederum der 1948 geborene Gregor Gysi, ein Großneffe von Feodor Potolowsky. Ernas Schwester Thea Jacobowitz starb 1988 in einem Altersheim in Zehlendorf. Ihr Sohn Günter überlebte Auschwitz und den Todesmarsch ins Lager Ebensee, wo er im Mai 1945 von der amerikanischen Armee befreit wurde. Er lebte später bei München, heiratete und wurde Vater einer Tochter. |                            |
|      | Marie Rabinowicz                     | Perelsplatz 10                        | 21. März 2017 | Marie Rabinowicz kam am 15. Juni 1875 in Posen in einer jüdischen Familie zur Welt. Sie wurde Porträtmalerin, blieb ledig und zog nach Berlin. Seit 1917 lebte sie am Maybachplatz 10 (heute Perelsplatz). Am 8. Juli 1942 wurde sie nach Theresienstadt deportiert und von dort in das Vernichtungslager Treblinka, wo sie vermutlich gleich nach ihrer Ankunft ermordet wurde. |                            |
|      | Albert Rawicz                        | Saarstraße 16                         | 21. Apr. 2016 | Albert Rawicz wurde am 11. August 1890 in eine jüdische Familie in Rogasen geboren. Seine Schwester Selma Rawicz, geboren am 16. Juni 1882 in Rogasen und seine Schwester Martha, geboren am 14. Juli 1885 ebendort, heirateten die jüdischen Brüder Schachtel und zogen nach Lübeck, wo 1920 auch Albert Rawicz wohnte. Albert Rawicz war kaufmännischer Angestellter und heiratete 1920 in Friedenau Pauline Silbermann, die in der Saarstraße 16 wohnte. Am 8. Dezember 1924 wurden die Zwillinge Manfred und Günther geboren. Die Familie wohnte weiter bis 1939 in der Saarstraße 16, dann musste die Familie wohl aus wirtschaftlichen Gründen in die Großgörschenstraße 23 ziehen und schließlich als Untermieter zu Rothschild/Rothacker in die Dahlmannstraße 2 v.II. Von dort wurden Pauline, Albert und Günther Rawicz am 29. Januar 1943 nach Auschwitz deportiert und dort vermutlich sofort ermordet. |                            |
|      | Günther Rawicz                       | Saarstraße 16                         | 21. Apr. 2016 | Günther Rawicz kam am 8. Dezember 1924 in Berlin als Sohn des Kaufmanns Albert Rawicz und seiner Frau Pauline geborene Silbermann zur Welt. Er hatte einen Zwillingsbruder Manfred. Die Familie lebte bis ungefähr 1940 in der Saarstraße 16 in Friedenau, dann erfolgte ein Zwangsumzug in die Großgörschenstraße und in die Dahlmannstraße 2 als Untermieter. Günther wurde von dort am 29. Januar 1943 mit seinen Eltern nach Auschwitz deportiert. Der Transport traf dort am 30. Januar 1943 ein, von den 1000 Menschen des Transport wurden 280 Männer und Frauen als Häftlinge in das Lager eingewiesen, die übrigen 720 Menschen wurden sofort in der Gaskammer ermordet, unter ihnen vermutlich Pauline, Albert und Günther Rawicz. |                            |
|      | Manfred Rawicz                       | Saarstraße 16                         | 21. Apr. 2016 | Manfred Rawicz kam am 8. Dezember 1924 in Berlin als Sohn des Kaufmanns Albert Rawicz und seiner Frau Pauline geborene Silbermann zur Welt. Er hatte einen Zwillingsbruder Günther. Die Familie lebte bis ungefähr 1940 in der Saarstraße 16 in Friedenau, dann erfolgte ein Zwangsumzug in die Großgörschenstraße und in die Dahlmannstraße 2 als Untermieter. Manfred wurde am 12. März 1943 von dort nach Auschwitz deportiert: am 13. März 1943 traf der Transport dort ein. Das Bundesarchiv gibt das Datum der Ermordung von Manfred mit dem 16. Mai 1943 an, er hatte noch 2 Monate zu leben. Bei seinem Tod war er 18 Jahre alt. |                            |
|      | Pauline Rawicz                       | Saarstraße 16                         | 21. Apr. 2016 | Pauline Silbermann kam am 25. November 1892 in Schwornigatz Kreis Konitz als Tochter des Michael Jakob Silbermann und seiner Frau Amalie geborene Bluhm zur Welt. Ihre Geschwister waren: Emma (29. Januar 1883), Franziska (10. März 1884), Georg (21. November 1885), Arthur (9. September 1887) und Hedwig (15. April 1889). Albert Rawicz und Pauline Silbermann heirateten am 2. August 1920 in Friedenau, damals wohnte Albert Rawicz noch in Lübeck. Albert war von Beruf kaufmännischer Angestellter, die Familie war wirtschaftlich gut gestellt. Das Ehepaar wohnte in Friedenau in der Saarstraße 16, wo auch Paulines Bruder Georg wohnte. Sie verfügten über einen Telefonanschluss. Am 8. Dezember 1924 kamen die Zwillinge Manfred und Günther zur Welt. 1941 musste die Familie zunächst in die Großgörschenstraße 23, sodann als Untermieter in die Dahlmannstraße 2 Vorderhaus II zu Rothschild/Rothacker ziehen. Von dort wurden Pauline, Albert und Günther am 29. Januar 1943 gemeinsam nach Auschwitz deportiert. Der Transport traf dort am 30. Januar 1943 ein, von den 1000 Menschen des Transport wurden 280 Männer und Frauen als Häftlinge in das Lager eingewiesen, die übrigen 720 Menschen wurden sofort in der Gaskammer ermordet, unter ihnen vermutlich Pauline, Albert und Günther Rawicz. |                            |
|      | Isidor Reinberg                      | Friedrich-Wilhelm-Platz 6             | 30. März 2012 | Isidor Reinberg kam am 7. Juni 1869 in Rawitsch/Posen als Sohn von Gustav Reinberg und Lina geborene Prinz auf die Welt. Er hatte noch einen jüngeren Bruder Arthur, der am 17. Februar 1887 geboren war. Isidor Reinberg heiratete die nichtjüdische Martha Drauschke, die 1898 als Tochter von Johann Alois und Maria Antonia Drauschke geboren war. Das Ehepaar hatte zwei Töchter, Liselotte (geboren 12. Januar 1921), und Gisela (geboren 15. Mai 1924). Isidor Reinberg hatte von 1924 bis 1933 ein Zigarrengeschäft am Friedrich-Wilhelm-Platz 16, die Familie wohnte am Friedrich-Wilhelm-Platz 6. Während des Zweiten Weltkriegs befand sich Isidor Reinbergs Ehefrau Martha in der Heilanstalt Berlin-Buch. Von dort wurde sie in die Heilanstalt Eberswalde verlegt und am 20. März 1941 in Bernburg im Rahmen des Euthanasieprogrammes der Nationalsozialisten ermordet. Die Tochter Gisela hatte in der Rheingauschule die Volksschule abgeschlossen, sie trat aus der Jüdischen Gemeinde aus. Isidor Reinberg wurde am 9. September 1942 nach Theresienstadt deportiert. Er wurde dort am 27. März 1943 ermordet. Seine Tochter Liselotte hatte den Klempner Rudolph Engländer geheiratet, der am 15. Februar 1910 geboren war. Sie wurde mit ihm und dem am 6. Oktober 1941 geborenen Sohn Jona Daniel am 3. Februar 1943 nach Auschwitz deportiert. Liselotte und ihr Sohn wurden wahrscheinlich sofort ermordet, Rudolph Engländer wurde als Häftling im KZ Auschwitz aufgenommen, über das KZ Mauthausen ins Außenlager Hinterbrühl verbracht und dort am 31. März 1945 ermordet. Die Tochter Gisela überlebte. Isidor Reinbergs Bruder Arthur hatte Ella Tuch geheiratet und mit ihr in Mannheim gelebt. Sie flohen von dort nach Südfrankreich. Im Oktober 1940 wurden beide verhaftet, in das Lager Gurs gebracht und über das Sammellager Drancy im August 1942 nach Auschwitz. Dort wurden sie zu einem unbekannten Zeitpunkt ermordet. |                            |
|      | Minna Riesenburger                   | Stierstraße 21                        | 21. Sep. 2009 | Minna Herrmann kam am 2. Februar 1862 in Warlubien zur Welt. Ihre Eltern waren Nathan und Auguste Herrmann, die acht Kinder hatten. Minna heiratete Ruben Riesenburger, die Tochter Betty kam am 12. November 1904 zur Welt. Die Eheleute Riesenburger führten in Briesen ein großes Tabakgeschäft. 1919, nachdem Briesen polnisch geworden war, zog die Familie nach Berlin. Von 1929 bis 1932 wohnte die Familie in Elbing, zog 1932 aber wieder nach Berlin und 1935 in die Stierstraße 22. Dort eröffnete sie wieder ein Tabakwarengeschäft. In der Pogromnacht im November 1938 wurde das Geschäft vollständig zerstört, sodass es geschlossen werden musste. Die Familie lebte völlig mittellos. Sie musste ihre 3-Zimmer-Wohnung in der Stierstraße 22 verlassen und in ein Zimmer zur Untermiete in der Stierstraße 21, Seitenflügel, 3. Etage zu dem Ehepaar Krayn ziehen. Ihre Tochter Betty war damals mit Alfred Oppenheim verheiratet. Das Ehepaar konnte im Februar 1939 über Italien nach Shanghai emigrieren. Minna und Ruben Riesenburger wurden am 13. Januar 1943 nach Theresienstadt deportiert, wo Minna am 20. April 1943 und Ruben am 12. April 1944 starb. Betty lebte nach dem Ende des Zweiten Weltkriegs mit ihrem Mann in einem Vertriebenen-Camp. Alfred Oppenheim starb dort; Betty lernte Berthold (Bert) Cohn kennen und heiratete ihn später. Der Sohn Robert George Cohn kam bereits in San Francisco zur Welt. Er lebt heute mit seiner Familie in Kansas City. | 52.473889 13.3375          |
|      | Ruben Riesenburger                   | Stierstraße 21                        | 21. Sep. 2009 | Ruben Riesenburger wurde am 17. Juli 1873 in Zempelburg als Sohn jüdischer Eltern geboren. Er heiratete Minna geborene Herrmann, die am 2. Februar 1862 in Warlubien in eine jüdische Familie geboren wurde. Ruben und Minna Riesenburger führten in Briesen ein großes Tabakgeschäft. Sie zogen 1919, als Briesen polnisch geworden war, mit der 1904 geborenen Tochter Betty nach Berlin. Von 1929 bis 1932 zog die Familie nach Elbing, dann aber wieder zurück nach Berlin. Ab 1935 wohnte die Familie in der Stierstraße 22, Ecke Hauptstraße. Dort eröffneten sie wieder ein Tabakwarengeschäft. In der Pogromnacht im November 1938 wurde der Laden vollständig zerstört, sodass er geschlossen werden musste. Danach lebte die Familie mittellos. Sie musste ihre 3-Zimmer-Wohnung in der Stierstraße 22 verlassen und in ein Zimmer zur Untermiete in der Stierstraße 21, Seitenflügel, 3. Etage zum Ehepaar Krayn ziehen. Ruben Riesenburger und seine Frau Minna wurden zusammen am 13. Januar 1943 nach Theresienstadt deportiert, wo Ruben am 12. April 1944 und Minna am 20. April 1943 starb. Ihre Tochter Betty, die damals mit Alfred Oppenheim verheiratet war, konnte mit ihrem Mann über Italien nach Shanghai emigrieren. Nach dem Ende des Zweiten Weltkriegs lebte Betty mit ihrem Mann in einem Vertriebenen-Camp. Dort starb Alfred Oppenheim; Betty lernte den im Camp tätigen Berthold (Bert) Cohn kennen und heiratete ihn später. Ihr Sohn Robert George Cohn kam 1947 bereits in San Francisco zur Welt, heute lebt er mit seiner Familie in Kansas City. | 52.473889 13.3375          |
|      | Karoline Roth                        | Isoldestraße 6                        | 21. Apr. 2016 | Karoline Roth kam am 11. Juni 1889 in Schrimm/Posen in einer jüdischen Familie auf die Welt. Sie zog nach Berlin, blieb ledig und arbeitete als Krankenschwester. 1939 wohnte sie als Untermieterin bei James Lavy in der Isoldestraße 6. Einmal zumindest musste sie noch umziehen, in die Konstanzer Straße 3. Von dort wurde sie zusammen mit der Krankenschwester Karoline Meyerhof über den Bahnhof Grunewald am 25. Januar 1942 nach Riga deportiert. Ort und Zeitpunkt ihres Todes sind unbekannt. |                            |
|      | Jenny Rosenthal                      | Stubenrauchstraße 11                  | 25. März 2011 | Jenny Glass kam am 4. Februar 1887 in Raschkow/Posen in einer jüdischen Familie zur Welt. Sie hatte eine ältere Schwester Minna, die 1881 ebenfalls in Raschkow geboren war. Jenny heiratete den Kaufmann Julius Rosenthal, der am 25. Februar 1881 in Briesen/Posen geboren war. Das Ehepaar zog nach Berlin wie ihre verheiratete Schwester Minna Goldberg. 1935 wohnten beide Schwestern in Friedenau in der Stubenrauchstraße, Minna in der Nummer 63 und Jenny und Julius Rosenthal in der Nummer 11/12. Julius Rosenthal bezeichnete sich 1940 nicht mehr als Kaufmann, sondern als Likörfabrikant, was vermutlich den sich verschlechternden Wirtschaftsbedingungen geschuldet war. Anfang der 1940er Jahre musste Minna ihre Wohnung verlassen, sie zog zu ihrer Schwester und ihrem Schwager. Von dort wurde Minna Goldberg am 14. April 1942 nach Warschau deportiert. Jenny und Julius Rosenthal wurden am 29. November 1942 nach Auschwitz deportiert und dort vermutlich sofort ermordet. |                            |
|      | Julius Rosenthal                     | Stubenrauchstraße 11                  | 25. März 2011 | Julius Rosenthal kam am 25. Februar 1881 in Briesen/Westpreußen in einer jüdischen Familie zur Welt. Er heiratete Jenny Glass, die am 4. Februar 1878 in Raschkow/Posen geboren war. Jenny hatte noch eine Schwester Minna verheiratete Goldberg. Julius und Jenny Rosenthal zogen nach Berlin und wohnten ab 1935 in Friedenau in der Stubenrauchstraße 11/12. Als Berufsbezeichnung gab Julius Rosenthal 1935 „Kaufmann“ an, 1940 hieß es „Likörfabrikant“. Jennys Schwester Minna lebte auch in der Stubenrauchstraße, allerdings in der Nummer 63. Als sie dort ausziehen musste, zog sie zu ihrer Schwester und ihrem Schwager. Von dort wurde Minna Goldberg am 14. April 1942 nach Warschau deportiert. Jenny und Julius Rosenthal wurden aus ihrer Wohnung am 29. November 1942 nach Auschwitz deportiert und dort vermutlich sofort ermordet. |                            |
|      | Clara Wanda Rothe                    | Stierstraße 3                         | 7. Juni 2005  | Clara Wanda Rothe kam am 6. April 1872 in Berlin als Tochter von Moritz Rothe und seiner Frau Rosalie geborene Segall zur Welt. Sie hatte zwei Schwestern: Wilhelmine (Minna) und Margarete und den Bruder Alex. 1905 starben ihre Eltern. Sie blieb ledig wie ihre Schwester Margarete, ihre Schwester Minna hingegen hatte Julius Schulvater, einen Buchhalter, geheiratet. Minna starb im Jahr 1937, danach zogen Julius Schulvater und Margarete zusammen in die Stierstraße 3, Gartenhaus, Hochparterre. Bis 1939 hatte Clara Wanda Rothe in der Gervinusstraße 21 gewohnt, dann zog sie auch in die Stierstraße 3. Von dort wurden sie gemeinsam am 14. September 1942 nach Theresienstadt deportiert. Clara Wanda Rothe starb dort am 9. März 1944. | 52.4747468 13.3376806      |
|      | Margarete Rothe                      | Stierstraße 3                         | 31. Juli 2005 | Margarete Rothe kam am 14. August 1869 in Berlin als Tochter von Moritz Rothe und seiner Frau Rosalie, geborene Segall, zur Welt. Sie hatte zwei Schwestern: Wilhelmine (Minna) und Clara Wanda sowie den Bruder Alex. 1905 starben ihre Eltern. Sie blieb ledig wie ihre Schwester Clara Wanda, ihre Schwester Minna hingegen hatte Julius Schulvater, einen Buchhalter, geheiratet. Als Minna im Jahr 1937 starb, zogen Julius Schulvater, Clara Wanda und Margarete zusammen in die Stierstraße 3, Gartenhaus, Hochparterre. Von dort wurden sie gemeinsam am 14. September 1942 nach Theresienstadt deportiert. Margarete Rothe starb dort am 9. April 1944. | 52.4747468 13.3376806      |
|      | Clara Sabbath                        | Stierstraße 21                        | 31. Juli 2009 | Clara Adam wurde am 28. Juli 1863 in Darkehmen/Ostpreußen in eine jüdische Familie geboren, ihr jüngerer Bruder war Richard. Clara heiratete und hieß nunmehr Clara Sabbath, sie hatte eine Tochter namens Hettie. Als ihr Mann starb, zog sie zu ihrem Bruder Richard, der in Berlin ein erfolgreicher Architekt und Bauunternehmer war. Sie wohnte mit ihrer Tochter und ihm am Tempelhofer Ufer in einem Bürohaus, in dem sich auch die Geschäftsräume des Bauunternehmens ihres Bruders befanden. Als das Baugeschäft wegen der Nazi-Repressionen liquidiert werden musste, zogen Clara, Hettie und Richard nach Friedenau in die Stierstraße 22, Vorderhaus, in eine 6-Zimmer-Wohnung. 1939 mussten sie jüdische Untermieter aufnehmen: zunächst Frieda Lewin und später das Ehepaar Herbert und Alice Altmann, die Tochter Hettie konnte noch emigrieren. Am 21. September 1942 wurden Clara Sabbath und ihr Bruder Richard Adam nach Theresienstadt deportiert. Clara Sabbath starb dort am 18. Oktober 1942. | 52.473889 13.3375          |
|      | Rosa Sachs                           | Varziner Straße 13/14                 | 16. Nov. 2015 | Rosa Rahel Caspary kam am 24. Mai 1882 in Berlin als Tochter des Pferdehändlers Louis Caspary und seiner Frau Fanny geborene Kallmann auf die Welt. Sie wohnte mit ihren Eltern in der Varzinerstraße 13/14. Als sie 1937 den Kaufmann Simon Sachs heiratete, zog dieser zu ihr in die Wohnung, wo auch ihr Bruder Felix Fawel Caspary mit seiner Frau Johanna geborene Isaac wohnte. Für Simon Sachs war es die dritte Ehe. Nach der Reichspogromnacht stürmte die SS die Wohnung, durchsuchte alles nach Wertsachen und entwendete den Familienschmuck. Simon Sachs wurde im Mai 1941 gezwungen, die Wohnung aufzugeben und als Untermieter mit Rosa und deren Schwägerin Johanna zu einem anderen jüdischen Mieter im Haus, Jakob Mokry, zu ziehen. Rosa und Simon Sachs bewohnten dort ein Zimmer, die Schwägerin Johanna ebenfalls. Rosa musste bei der Firma Riedel & de Haen AG in Britz Zwangsarbeit leisten. Am 10. August 1941 starb Rosa Sachs’ Bruder, Felix Caspary. Rosa und Simon Sachs wurden am 14. September 1942 gemeinsam mit dem 2. Großen Alterstransport nach Theresienstadt deportiert. Dort wurden sie ums Leben gebracht: Simon am 5. April 1943, Rosa am 8. Februar 1944. |                            |
|      | Simon Sachs                          | Varziner Straße 13/14                 | 16. Nov. 2015 | Simon Sachs wurde am 19. März 1867 in Schlichtingsheim als Sohn des Kaufmanns Moses Sachs und seiner Frau Jettel geborene Brody geboren. Er heiratete, sein Sohn Hans wurde geboren, der im Ersten Weltkrieg fiel. In zweiter Ehe war er mit Clara Pardemann verheiratet, am 28. April 1910 kam Ruth in Berlin auf die Welt. Simon Sachs war gelernter Kaufmann und stellte Herrenwäsche her, zunächst mit einem Partner unter der Firma „Cooper und Sachs“, sodann als „Sachs und Rappaport“. Als die Vorboten des Nationalsozialismus’ zu spüren waren, richtete er in einer Wohnung unterhalb seiner Privatwohnung im Haus Schulstrasse 53 eine Werkstatt ein. Er besaß 15 elektrische Näh- und Knopflochmaschinen und beschäftigte bis zu 15 Näherinnen. Die Tochter Ruth hatte eine Ausbildung als Maßwäschenäherin gemacht und arbeitete wie ihre Mutter Clara im Betrieb mit. Vor Inkrafttreten der Nürnberger Gesetze heiratete Ruth den nichtjüdischen Heinrich Scheibel. Nach 1933 litt der Betrieb von Simon Sachs zunehmend unter Repressionen, bis Simon Sachs schließlich gezwungen wurde seinen Betrieb zu schließen. Ein nationalsozialistischer Betrieb „übernahm“ die Maschinen und das Inventar bis auf 1 Nähmaschine und 1 Knopflochmaschine. Auf diesen Maschinen nähten Clara und Ruth Sachs und verkauften die gefertigten Wäscheteile. 1935 starb Clara Sachs, 1936 wurde Ruths Sohn Hans-Dieter geboren. 1937 heiratete Simon Sachs Rosa Caspary und zog zu ihr, deren Bruder Felix und dessen Frau Johanna Caspary geborene Isaac in die Varziner Straße 13/14. Nach der Reichspogromnacht stürmte die SS die Wohnung, durchsuchte alles nach Wertsachen und entwendete den Familienschmuck. Im Mai 1941 wurde Simon Sachs gezwungen, seine Wohnung aufzugeben und als Untermieter mit seiner Frau Rosa und deren Schwägerin Johanna zu einem anderen jüdischen Mieter im Haus, Jakob Mokry, zu ziehen. Rosa und Simon Sachs bewohnten dort ein Zimmer, die Schwägerin Johanna bewohnte ebenfalls ein Leerzimmer. In die bisherige Wohnung der Familie Sachs zog ein SA-Mann mit seiner Familie. Rosa musste bei der Firma Riedel & de Haen AG in Britz Zwangsarbeit leisten. Am 10. August 1941 starb der Bruder von Rosa Sachs, Felix Caspary. Rosa und Simon Sachs wurden gemeinsam am 14. September 1942 mit dem 2. Großen Alterstransport nach Theresienstadt deportiert. Dort wurden sie ums Leben gebracht: Simon am 5. April 1943, Rosa am 8. Februar 1944. |                            |
|      | Eduard Salinger                      | Hertelstraße 8                        | 9. Aug. 2012  | Eduard Salinger kam am 10. April 1872 in Liepe/Posen als Sohn des Kaufmanns Selig Salinger und seiner Frau Ernestine geborene Blumenthal auf die Welt. Er hatte zumindest die Brüder Samuel (1874) und Hermann (1875). Eduard Salinger wurde Textilkaufmann, zog nach Berlin und heiratete die nichtjüdische Anna Bertha Pauline Bude, die am 27. November 1886 in Berlin geboren war. Die Ehe blieb kinderlos. 1910 war Eduard Salinger Inhaber einer Firma B. Kayseler Nachfolger Eduard Salinger, Weiß-, Woll- und Modewaren. Seit 1931 wohnte das Ehepaar in Friedenau in der Hertelstraße 8. Aufgrund der Repressionen der Nazis ging es dem Ehepaar wirtschaftlich schlecht, es musste Wohlfahrtsleistungen in Anspruch nehmen. Eduards Frau Anna war zum mosaischen Glauben konvertiert; als sie am 1. Februar 1942 starb, wurde sie auf dem Jüdischen Friedhof Weißensee beerdigt. Eduard Salinger konnte nach dem Tod Annas die große Wohnung in der Hertelstraße nicht mehr halten, er zog als Untermieter zu Isaak Marcus in die Markelstraße 16. Nachdem sein dortiger Vermieter deportiert wurde, musste er wieder ausziehen, und zwar wohnte er noch für einige Wochen im Jüdischen Altersheim in der Gerlachstraße. Von hier wurde er am 14. September 1942 nach Theresienstadt deportiert. Er starb am 7. Januar 1943, angeblich an einem Herzfehler. |                            |
|      | Erich Salomon                        | Stierstraße 19                        | 7. Juli 2008  | Erich Salomon kam am 20. Dezember 1895 in Berlin als Sohn des Josef Salomon und seiner Frau Rosa geborene Salomon zur Welt. Er war Bankbeamter und ab 1923 in der Jüdischen Gemeinde Verwaltungsangestellter im Beamtenstand. Er war mit der nichtjüdischen Charlotte Thurmann verheiratet. Die Ehe war kinderlos. Erich und Charlotte Salomon mussten ihre Wohnung in der Friedenauer Hauptstraße aufgrund einer Speer-Aktion verlassen und im Juli 1942 in eine 6-Zimmer-Wohnung in der Stierstraße 19 ziehen. Albert Speers Rüstungsministerium verfügte über alle jüdischen Wohnungen und wies die jüdischen Mieter aus, wenn die Wohnungen für ersatzberechtigte Abriss-Mieter gebraucht wurden. Erich Salomon wurde aufgrund einer Denunziation verhaftet: im Gartenhaus der Stierstraße 19 wohnten zwei Parteigenossen, die in einer Kiste im Keller der Salomons Waffen gesehen haben wollten. Am 29. Januar 1943 wurde Erich Salomon mit dem 27. Osttransport nach Auschwitz deportiert und dort zu einem unbekannten Zeitpunkt ermordet. | 52.4743059 13.3374586      |
|      | Gertrud Salomon                      | Retzdorffpromenade 3                  | 25. März 2011 | Gertrud Salomon kam am 20. Mai 1885 in Graudenz/Polen als Tochter von Markus Salomon und seiner Frau Rosalie geborene Wagner auf die Welt. Sie hatte eine jüngere Schwester Käthe Jakobiene (14. Oktober 1879) und eine Schwester Elise. Gertrud Salomon wurde Mutter, ihr Sohn Hans wurde am 18. Februar 1916 in Hannover geboren. Der Vater war kein Jude, deswegen galt Hans im Sinne der späteren Rassengesetze als Mischling 1. Grades. Ob Gertrud Salomon berufstätig war, konnte nicht ermittelt werden. 1939 wohnte sie mit ihrem Sohn bei ihrer Schwester Käthe Jakobiene. Diese hatte den nichtjüdischen Karl Welscher geheiratet und mit ihm die Tochter Eva bekommen. Sie wohnten zusammen in Friedenau in der Retzdorffpromenade 3. Der Sohn Hans war bereits Soldat und heiratete die am 23. Mai 1925 geborene Lilo (Liselotte). Gertrud Salomon wurde am 29. Juni 1943 nach Theresienstadt deportiert, sie überlebte Theresienstadt. Ihre Familienmitglieder überlebten ebenfalls. |                            |
|      | Barbara Scheff                       | Goßlerstraße 21                       | 28. Juni 2010 | Clara Hedwig Barbara Scheff wurde am 27. Juli 1892 in Wüstegiersdorf-Tannhausen als Tochter von Fritz Scheff und seiner Frau Martha, geborene Kauffmann, geboren. Die Eltern waren evangelische Christen jüdischer Herkunft, auch die Kinder wurden evangelisch getauft. Barbara hatte eine ältere Schwester Margarete (geboren 1890) und zwei jüngere Schwestern, Clara (geboren 1893) und Gabriele (geboren 1895) sowie den Bruder Adolf (geboren 1897). Als der Vater als Rechtsanwalt in Berlin am Landgericht zugelassen wurde, zog die Familie nach Berlin. 1911 starb ihr Vater, die Mutter musste die fünf Kinder allein großziehen. Am 30. November 1938 starb ihr Bruder Adolf, ein praktischer Arzt, im Staatskrankenhaus der Polizei in der Scharnhorststraße 13, Ursache war die Einnahme von Gift, um sich seiner Verhaftung durch die Gestapo am 28. November 1938 zu entziehen. Zu der Zeit wohnte Barbara Scheff wieder mit ihrer Mutter und ihren Schwestern zusammen in der Goßlerstraße 21. Am 20. Oktober 1940 nahm sich ihre Schwester Clara durch eine wahrscheinlich selbst beigebrachte Embolie das Leben, Barbara folgte ihr am 15. Februar 1942, indem sie eine Überdosis Schlafmittel nahm. Sie wurde wie alle in Berlin verstorbenen Mitglieder der Familie in der Familiengrabstätte auf dem Parkfriedhof Lichterfelde beigesetzt. |                            |
|      | Clara Scheff                         | Goßlerstraße 21                       | 28. Juni 2010 | Mathilde Clara Scheff wurde am 12. Dezember 1893 in Wüstegiersdorf-Tannhausen als Tochter von Fritz Scheff und seiner Frau Martha, geboren Kauffmann, geboren. Die Eltern waren Christen jüdischer Herkunft, alle Kinder wurden evangelisch getauft. Clara hatte zwei ältere Schwester, Margarete (geboren 1890) und Barbara (geboren 1892) und eine jüngere Schwester Gabriele (geboren 1895) sowie den Bruder Adolf (geboren 1897). Als Fritz Scheff als Rechtsanwalt am Landgericht Berlin zugelassen wurde, zog die Familie nach Berlin. 1911 starb Fritz Scheff, die Mutter Martha musste die fünf Kinder allein großziehen. Clara wurde Krankenschwester. 1938 starb ihr Bruder Adolf, ein praktischer Arzt, im Polizeigewahrsam, er soll Gift genommen haben. Clara setzte am 20. Oktober 1944 ihrem Leben selbst ein Ende: sie starb an einer Embolie, die sie wahrscheinlich selbst ausgelöst hatte. Sie wurde wie alle in Berlin verstorbenen Familienmitglieder im Familiengrab auf dem Parkfriedhof Lichterfelde beigesetzt. |                            |
|      | Gabriele Scheff                      | Goßlerstraße 21                       | 28. Juni 2010 | Gabriele Scheff wurde am 17. September 1895 in Wüstegiersdorf-Tannhausen als Tochter von Fritz Scheff und seiner Frau Martha, geborene Kauffmann, geboren. Die Eltern waren Juden und zum evangelischen Glauben konvertiert; alle Kinder wurden evangelisch getauft. Gabriele hatte drei ältere Schwestern: Margarete (geboren 1890), Barbara (geboren 1892) und Clara (geboren 1893) und einen jüngeren Bruder Adolf, der 1897 geboren war. Als der Vater als Rechtsanwalt beim Landgericht Berlin zugelassen wurde, zog die Familie nach Berlin. Der Vater starb bereits 1911, Martha Scheff musste die fünf Kinder allein aufziehen. Gabriele Scheff arbeitete als Kunstkeramikerin und Töpferin. Ab 1936 wohnte Gabriele wieder mit ihrer Mutter und ihren Schwestern zusammen in der Goßlerstraße 21. Ihrem Bruder Adolf, der als praktischer Arzt tätig war, wurde 1933 die Kassenzulassung entzogen, 1938 wurde er von der Gestapo verhaftet, er starb am 30. November 1938 im Polizeikrankenhaus Scharnhorststraße. Er soll Gift genommen haben. Am 20. Oktober 1940 nahm sich ihre Schwester Clara das Leben und am 15. Februar 1941 tötete sich ihre Schwester Barbara. Gabriele leistete damals Zwangsarbeit als Kleberin im Zeppelinbau Tempelhof. Die älteste Schwester Margarete wurde am 18. September 1941 in die Heil- und Pflegeanstalt Bendorf-Sayn deportiert und von dort am 30. April 1942 in das Ghetto Krasniczyn, wo sich ihre Spur verliert. Gabriele war nun das letzte lebende Kind ihrer Mutter Martha Scheff. Sie wurde zusammen mit ihrer Mutter am 18. Oktober 1941 in das Ghetto Lodz deportiert und von dort wurden beide am 8. Mai 1942 in das Vernichtungslager Kulmhof gebracht und sofort ermordet. |                            |
|      | Margarete Scheff                     | Goßlerstraße 21                       | 28. Juni 2010 | Margarete Anna Scheff wurde als älteste Tochter des Juristen Fritz Scheff und seiner Frau Martha, geborene Kauffmann, am 29. Juli 1890 in Wüstegiersdorf-Tannhausen geboren. Die Eltern waren jüdischer Herkunft, aber zum evangelischen Glauben konvertiert. Sie ließen Margarete sowie die nachfolgenden Kinder Barbara (geboren 1892), Clara (geboren 1893), Gabriele (geboren 1895) und Adolf (geboren 1897) evangelisch taufen. Als der Vater Fritz Scheff in Berlin am Landgericht als Rechtsanwalt zugelassen wurde, zog die Familie nach Berlin. 1911 starb Fritz Scheff, Martha musste die fünf Kinder alleine großziehen. Margarete wurde Musiklehrerin. 1938 starb ihr Bruder Adolf, ein praktischer Arzt, im Polizeigewahrsam, er soll Gift genommen haben. Die Schwester Clara nahm sich 1940 das Leben, 1941 folgte ihr Barbara. Am 18. September 1941 wurde Margarete in die Heil- und Pflegeanstalt Bendorf-Sayn eingewiesen, wegen welcher Behinderung ist unbekannt. Am 30. April / 3. Mai 1942 wurde sie in das Ghetto Krasniczyn deportiert. Ihr Todesdatum ist unbekannt. |                            |
|      | Martha Scheff                        | Goßlerstraße 21                       | 28. Juni 2010 | Martha Kauffmann wurde am 14. März 1869 in Wüstegiersdorf-Tannhausen als Tochter des Textilfabrikanten Kauffmann und seiner Frau Clara geborene Friedenthal geboren. Sie heiratete den am 27. September 1856 in Brieg geborenen Juristen Fritz Scheff. In Wüstegiersdorf kamen die vier Töchter zur Welt: Margarete (geboren 1890), Barbara (geboren 1892), Clara (geboren 1893) und Gabriele (geboren 1895). Die Eheleute waren zum evangelischen Glauben konvertiert und ließen auch ihre Kinder evangelisch taufen. 1896 zog die Familie nach Berlin, weil Fritz Scheff dort als Rechtsanwalt am Landgericht zugelassen wurde. 1897 kam der Sohn Adolf zur Welt. 1911 starb Fritz Scheff und Martha Scheff musste die fünf Kinder alleine großziehen. Nach einigen Wohnungswechseln wohnte Martha Scheff in der Goßlerstraße 21 in Friedenau. Am 30. November 1938 starb ihr Sohn Adolf. Dieser hatte Medizin studiert, war praktischer Arzt geworden und mit der nichtjüdischen Ingeborg Rößler verheiratet. Er war von der Gestapo verhaftet worden und starb im Staatskrankenhaus der Polizei in der Scharnhorststraße 13, laut seiner Sterbeurkunde war es ein Selbstmord durch Morphiumvergiftung. Für ihn liegt ein Stolperstein in der Nürnberger Straße 24. Am 26. Oktober 1940 starb Clara, am 15. Januar 1941 beging Barbara Suizid durch Schlafmittelvergiftung. 1941 wurde die älteste Tochter Margarete in die Heil- und Pflegeanstalt Bendorf-Sayn eingewiesen, wegen welcher Behinderung ist unbekannt. Im Mai 1942 wurde Margarete in das Ghetto Krasniczyn deportiert, wo sich ihre Spur verliert. Martha selbst wurde mit dem letzten ihr verbliebenen Kind, der Tochter Gabriele, am 18. Oktober 1941 nach Lodz deportiert und von dort am 8. Mai 1942 in das Vernichtungslager Kulmhof (Chelmno), wo sie unmittelbar nach der Ankunft ermordet wurden. |                            |
|      | Edith Schiller                       | Bundesallee 79A                       | 5. März 2024  | Edith Ruth Simenauer kam am 10. Juni 1895 in Gleiwitz/Schlesien als Tochter des Leopold Loebel Simenauer und seiner Frau Jenny Charlotte geborene Simenauer zur Welt. Ihre Geschwister waren Georg (1897), Erich (1901) und Alfred (1906). Nach dem Schulabschluss besuchte sie eine Handelsschule und arbeitete in Gleiwitz bei einer Bank als Buchhalterin. Sie heiratete 1918 in Gleiwitz den Kaufmann Max Schiller. Ab 1920 lebte das Paar in Berlin, die Tochter Hannelore kam am 3. Mai 1920 zur Welt, gefolgt von der Tochter Sara Hilde am 26. Juli 1922. Ihr Mann gründete mit einem Kriegskameraden die Firma Schiller und Bukofzer, zuerst Moritzstraße 11, dann Nollendorfplatz, sie handelte mit Brennmaterialien. Als die Firma größer wurde, firmierte sie als HERMES Bergbau GmbH, Edith Schiller war für die Buchhaltung verantwortlich. Seit 1929 wohnte die Familie in der Kaiserallee 79 a in der IV. Etage mit Telefonanschluss. Max Schiller lebte mit seiner Familie in gehobenen Verhältnissen, sein jährliches Einkommen betrug rund 20.000,– RM. Ihre Wohnung im Haus Kaiserallee 79 a hatte einen sehr großzügigen Zuschnitt und das Haus verfügte bereits über einen Aufzug. Nach der Machtübernahme der Nazis entschied sich die Familie unverzüglich in die Tschechoslowakei nach Brünn (Brno) zu emigrieren. Ediths Mann trat als Teilhaber in ein Unternehmen der Frau Hermine Breda, Brünn, aus der Textilbranche ein. Nach Erfüllung vieler Auflagen wurde ihm von der Devisenbewirtschaftungsstelle gestattet, 15.000,– RM auszuführen, um Devisen zu erwerben. Der größere Anteil des Vermögens musste im Deutschen Reich verbleiben. 1939 heiratete die Tochter Hannelore in Prag den aus Brünn stammenden Buchbinder Kurt Türkel, sie wohnten in Prag in der Stroßmayerstraße 3. Die Tochter Sara Hilde war Buchbinderin geworden und konnte nach Palästina emigrieren. Die Nazis entzogen Max Schiller die deutsche Staatsangehörigkeit. Er wurde in das KZ Mauthausen deportiert, wo er am 16. Oktober 1941 ermordet wurde. Edith Schiller wurde am 17. Dezember 1941 zusammen mit ihrer Tochter Hannelore und deren Mann Kurt Türkel von Prag aus nach Theresienstadt deportiert. Sie wurde am 15. Mai 1944 von dort weiter in das KZ Auschwitz deportiert, alle Ankömmlinge dieses Transports wurden im Familienlager BIIb in Birkenau untergebracht. Das Todesdatum von Edith Schiller ist unbekannt. Ihre Tochter Hannelore wurde am 19. Oktober 1944 in das KZ Auschwitz deportiert, der Schwiegersohn Kurt Türkel am 28. September 1944 in das KZ Auschwitz und weiter in das KZ Dachau, wo er am 5. Januar 1945 ermordet wurde. Ediths jüngerer Bruder Georg starb bereits 1918, die Brüder Erich und Alfred überlebten. Ihre Tochter Sara Hilde heiratete in Palästina Avri Gershon, sie bekamen drei Kinder. |                            |
|      | Hannelore Schiller                   | Bundesallee 79A                       | 5. März 2024  | Hannelore Schiller kam am 3. Mai 1920 in Berlin als Tochter des Kaufmanns Max Schiller und seiner Frau Edith geborene Simenauer zur Welt. Ihre jüngere Schwester Sara Hilde wurde am 26. Juli 1921 geboren. Die Familie lebte seit 1929 in der Kaiserallee 79 a in der IV. Etage mit Telefonanschluss. Hannelore besucht ab 1930 das Königin-Luise-Lyceum (heute Paul-Natorp-Schule). Nach der Machtübernahme emigrierte die Familie in die Tschechoslowakei nach Brünn (Brno). Ihre Eltern hatten hierzu ihre Geschäftsanteile an der Firma „Hermes“ Bergbau , Gesellschaft mit beschränkter Haftung, auf einen nichtjüdischen Kaufmann übertragen gegen die Zusage von künftigen monatlichen Abschlagszahlungen auf den Kaufpreis. Ihr Vater erwarb Anteile an einer Textilfirma von Frau Hermine Breda in Brünn. Erst ab Herbst 1934 besuchte Hannelore die Schule in Brünn, da sie zuvor die tschechische Sprache lernen musste. 1938 musste sie die Schule wegen der Sudetenkrise verlassen, 1939 heiratete sie in Prag den aus Brünn stammenden tschechischen Kurt Türkel, der von Beruf Buchbinder war. Hannelores Vater wurde in das KZ Mauthausen deportiert, wo er am 16. Oktober 1941 ermordet wurde. Hannelore wurde am 17. Dezember 1941 zusammen mit ihrer Mutter und ihrem Mann Kurt von Prag aus nach Theresienstadt deportiert und von dort weiter am 19. Oktober 1944 in das KZ Auschwitz. Von den 1500 jüdischen Menschen dieses Transports wurden 169 Frauen in das Durchgangslager eingewiesen, die anderen Frauen des Transports wurden in der Gaskammer des Krematoriums III getötet. Das Todesdatum von Hannelore Schiller ist unbekannt. Ihr Mann Kurt Türkel wurde am 28. September 1944 von Theresienstadt in das KZ Auschwitz deportiert und von dort weiter am 10. Oktober 1944 in das KZ Dachau, wo er am 5. Januar 1945 ermordet wurde. Ihre Schwester Sara Hilde war Buchbinderin geworden und konnte nach Palästina emigrieren, wo sie Avri Gershon heiratete. Sie bekamen drei Kinder. Sara Hilde starb um 2018, ihr Mann Avri wurde kürzlich 100 Jahre alt und lebte 2024 in einem Altersheim in der Nähe des See Genezareth. |                            |
|      | Max Schiller                         | Bundesallee 79A                       | 5. März 2024  | Max Schiller kam am 12. Juni 1888 in Lomnitz/Österreich-Ungarn (heute Lomnice in der Slowakei) als Sohn des Izek Schiller und seiner Frau Arnista geborene Rech zur Welt. Sein Vater war über lange Jahre Bürgermeister des Ortes. Max Schiller wurde Kaufmann und heiratete Edith Ruth Simenauer, die in Gleiwitz/Schlesien geboren war. Um 1920 lebte das Paar schon in Berlin, die Tochter Hannelore kam dort am 3. Mai 1920 auf die Welt, es folgte die Tochter Sara Hilde, die am 26. Juli 1921 geboren wurde. Seit 1929 wohnte die Familie in der Kaiserallee 79 a in der IV. Etage mit Telefonanschluss. Max Schiller und seine Frau waren Gesellschafter der Firma „Hermes“ Bergbau GmbH, er war zudem einer der beiden Geschäftsführer. Die Firma handelte mit Brennmaterialien und hatte ihren Sitz in der Rembrandtstraße auf dem Gelände des damaligen Wannseebahnhofs. Die Familie lebte in wirtschaftlich gehobenen Verhältnissen. Nach der Machtergreifung bereitete Max Schiller die Auswanderung der Familie in die Tschechoslowakei vor. Das Ehepaar Schiller übertrug seine Gesellschaftsanteile an der Firma Hermes an den nichtjüdischen Kaufmann Karl Stamm gegen zukünftige monatliche Abschlagszahlungen. Bei der Devisenbewirtschaftungsstelle stellte Max Schiller den Antrag, 40.000,– RM für den Erwerb von tschechischer Währung verwenden zu dürfen, was ihm nur teilweise genehmigt wurde. Mit den Devisen wollte er Teilhaber in einem Unternehmen der Textilbranche werden (Inh. Frau Hermine Breda, Brünn). Nun musste Max Schiller sein gesamtes Vermögen offenlegen (ca. 70.000,– RM), sich polizeilich abmelden, die Wohnung kündigen, Fahrkarten in die Tschechoslowakei vorlegen, eine Bescheinigung des Finanzamtes vorlegen, wonach er alle Steuern gezahlt hatte. Nach Erledigung dieser Auflagen wurde ihm nur genehmigt 15.000,00 RM auszuführen. Ende September 1933 emigrierte die Familie in die Tschechoslowakei nach Brünn (heute Brno), nahe dem Geburtsort von Max Schiller. 1939 heiratete die Tochter Hannelore in Prag den aus Brünn stammenden jüdischen Buchbinder Kurt Türkel. Die Tochter Sara Hilde wurde Buchbinderin und konnte nach Palästina emigrieren. Als erster der Familie wurde Max Schiller über das Lager Theresienstadt am 7. Oktober 1941 in das KZ Mauthausen deportiert, wo er am 16. Oktober 1941 ermordet wurde. Die offizielle Todesursache lautete Arteriosklerose, Herzschlag. Am 17. Dezember 1941 wurden seine Frau, seine Tochter Hannelore und deren Mann Kurt Türkel aus Prag nach Theresienstadt verbracht. Sie alle wurden ermordet. |                            |
|      | Susanne von Schüching                | Stierstraße 19                        | 19. März 2014 | Amalie Johanna Elfriede Susanne Friedemann wurde am 7. Mai 1906 als Tochter des Justizrates Gustav Friedemann (1863–1930) und seiner Frau Elfriede geborene Frank (1878–1970) in Berlin geboren. Sie heiratete am 7. Juni 1930 in Berlin den Chemiker Botho Holländer. Mit ihm und ihrer Mutter Elfriede Friedemann zog sie im Mai 1933 nach dem Tod des Vaters in das ihrer Mutter gehörende Miethaus Stierstraße 19. Die Ehe von Susanne wurde am 4. Dezember 1941 rechtskräftig geschieden. Im März 1942 tauchte ihre Mutter unter Vorspiegelung eines Selbstmordes unter, Susanne gab eine Vermisstenanzeige auf. Damals war sie bei Scherb & Schwer Zwangsarbeiterin in Weißensee. Als sie von der Gestapo aufgefordert wurde, sofort nach Hause zu kommen, fuhr sie zu ihrem Freund Bernhard von Schüching (1900–1959) in Groß-Glienicke. Dieser versteckte sie; so überlebte Susanne. Nach der Befreiung heiratete sie Bernhard von Schüching. Susanne von Schüching starb am 15. Januar 1990 in Berlin-Charlottenburg und wurde auf dem Landschaftsfriedhof in Gatow bestattet. | 52.4743059 13.3374586      |
|      | Elly Schlome                         | Brünnhildestraße 3                    | 16. Juli 2007 | Elly Danziger kam am 19. Juni 1894 in Hamburg als Tochter des Prokuristen John Danziger und seiner Frau Hermine geborene Rosenberg zur Welt. In zweiter Ehe heiratete sie den Kaufmann Salomon Schlome und lebte mit ihm seit 1920 in Friedenau in der Taunusstraße, 1937 zogen sie in eine 4-Zimmer-Wohnung in der Brünnhildestraße 3. Elly Schlome hatte während ihrer Ehe als Stenotypistin gearbeitet, dann wurde sie zur Zwangsarbeit als Wagenwäscherin bei der Berliner Verkehrsgesellschaft verpflichtet. Hierfür erhielt sie einen Stundenlohn von 0,75 Mark. Seit 1941 musste sie in ihre Wohnung die Untermieterin Hedwig Friedländer aufnehmen. Am 17. Mai 1943 wurde Elly Schlome mit ihrem Mann nach Theresienstadt deportiert und am 18. Dezember 1943 von dort nach Auschwitz, wo sie vermutlich sofort ermordet wurden. Die Mutter von Elly Schlome war bereits früher nach Theresienstadt deportiert worden. Ellys Tochter aus erster Ehe, Lore Gerson, konnte 1939 noch nach England fliehen. | 52.476362 13.3304704       |
|      | Salomon Schlome                      | Brünnhildestraße 3                    | 16. Juli 2007 | Salomon Schlome wurde am 2. April 1881 in Janowitz (Posen) als Sohn jüdischer Eltern geboren. Er kämpfte im Ersten Weltkrieg und erhielt das Ehrenkreuz für Frontkämpfer und das Kriegsverdienstkreuz. Er war Kaufmann und heiratete Elly, geborene Danziger, ebenfalls jüdischer Herkunft, die aus erste Ehe eine Tochter hatte. Ab 1920 wohnten die Eheleute in einer 2-Zimmer-Wohnung in der Taunusstraße, 1937 zogen sie in eine 4-Zimmer-Wohnung in der Brünnhildestraße 3. Während der Ehe hatte Elly Schlome als Stenotypistin gearbeitet. Als die Repressionen gegen die jüdische Bevölkerung verstärkt wurden, musste Elly Schlome als Wagenreinigerin bei den Berliner Verkehrsbetrieben arbeiten, Salomon Schlome arbeitete als Postbearbeiter bei der „Reichsvereinigung der Juden in Deutschland“. Am 17. Mai 1943 wurden Salomon Schlome und seine Frau Elly nach Theresienstadt deportiert und von dort am 18. Dezember 1943 nach Auschwitz. Vermutlich wurden sie sofort ermordet. | 52.476362 13.3304704       |
|      | Martha Schlomer                      | Brünnhildestraße 3                    | 16. Juli 2007 | Martha Schwerin kam am 5. August 1862 in Posen als Tochter des Wolf Schwerin und seiner Frau Rosetta geborene Licht auf die Welt. Sie heiratete Wolf genannt Willy Schlomer und war schließlich Witwe. Sie lebte bis 1941 in einer Wohnung in der Wormser Straße in Schöneberg bzw. in der Solinger Straße 10 in Tiergarten. Dann musste sie als Untermieterin in die Brünnhildestraße 3 zu Paula Guttmann ziehen. Eine weitere Untermieterin war Henriette Wolfsohn. 1942 wurde Martha Schlomer in das Jüdische Altersheim in der Gerlachstraße 18–21 eingewiesen, und am 14. September 1942 mit dem 2. Großen Alterstransport nach Theresienstadt deportiert. Dort starb sie am 24. September 1942, angeblich an einem akuten Darmkatarrh. | 52.476362 13.3304704       |
|      | Elfriede Schottlaender               | Wilhelm-Hauff-Straße 19               | 28. März 2013 | Elfriede Schottlaender kam am 9. Dezember 1877 in Berlin als Tochter von Jacob Schottlaender und seiner Frau Jenny geborene Glück auf die Welt. Sie blieb ledig. Bis Oktober 1930 war sie erwerbstätig, ab 1. November 1930 war sie bereits Rentnerin der Reichsversicherung mit nur 53 Jahren. Am 1. Oktober 1932 zog sie in die Wilhelm-Hauff-Straße 19, Quergebäude, 2 Treppen links, in eine 1-Zimmer-Wohnung mit Küche und Kammer zu einer Monatsmiete von 25,85 Mark. Die Wohnungseinrichtung umfasste u. a. einen Waschtisch und eine Kommode mit Marmorplatten, ein Sofa, eine Decken- und eine Stehlampe mit Seidenschirmen, eine Anrichte voller Bücher, Wandbilder, einen Vogelständer mit Bauer, dazu Geschirr, Besteck, ein Paradehandtuch und einen Gebirgsstock. Zum Heizen lagen sieben Zentner Briketts im Keller. Der Wert der gesamten Einrichtung wurde später vom amtlichen Taxator auf 52 Mark geschätzt. Elfriede Schottlaender musste zweimal die sog. Vermögenserklärung ausfüllen, einmal am 26. Oktober 1941, das zweite Mal am 8. November 1941. Sie gab akribisch genau die Einrichtungsgegenstände ihrer Wohnung an. An Bargeld waren 13 Mark vorhanden. Am 12. November 1941 wurde Elfriede Schottlaender von der Gestapo in die Sammelstelle Levetzowstraße 7/8 gebracht, wo ihr die Verfügung vom 15. Oktober 1941 zugestellt wurde, wonach ihr gesamtes Vermögen zugunsten des Deutschen Reichs eingezogen wurde. Am 14. November 1941 wurde Elfriede Schottlaender mit dem Transport Da 54 von Berlin nach Minsk deportiert. Der Transport kam dort am 18. November 1941 an. Todesort und -datum sind unbekannt. Die Bewag stellte ihr den Stromverbrauch auch für die Zeit nach ihrer Deportation in Rechnung, 4,20 Mark, auch die Steuerkasse macht die Bürgersteuer I für das 1. und 2. Quartal 1942 in Höhe von 21 Mark geltend. Der Vermieter, der Konditor Bartel, Cranachstraße 60, musste einen längeren Briefwechsel mit dem Oberfinanzpräsidenten führen, bis er im Oktober 1942 die nach der Deportation offen gebliebenen Mieten erhielt. Nach dem Ende der Naziherrschaft wurden von niemandem Entschädigungsansprüche gestellt, Elfriede Schottlaender hatte wohl keine näheren Angehörigen. |                            |
|      | Julius Schulvater                    | Stierstraße 3                         | 31. Juli 2005 | Julius Schulvater kam am 16. September 1856 in Schönewalde Kreis Schweinitz als Sohn von Oser Moritz Schulvater und seiner Frau Jette, geborene Frank, auf die Welt. Er war Buchhalter, zog nach Berlin und heiratete am 27. Dezember 1882 Wilhelmine (Minna) Rothe, die am 12. Mai 1857 in Radach Kreis Sternberg geboren war. Die Kinder wurden geboren: Bianka, Otto und Georg. In den 1920er Jahren war Julius Schulvater als Bücherrevisor tätig; in den 1930er Jahren wohnte er in der Bamberger Straße 18, Gartenhaus, 4. Etage. Bianka heiratete 1917 Friedrich Dessauer, ein Sohn wurde geboren. 1937 starb Julius’ Ehefrau Minna; daraufhin zog er mit Margarete und Clara Wanda Rothe, den Schwestern seiner Frau, zusammen in die Stierstraße 3, Gartenhaus, Hochparterre. Alle drei wurden zusammen am 14. September 1942 nach Theresienstadt deportiert. Julius Schulvater starb am 6. Juli 1943 | 52.4747468 13.3376806      |
|      | Irma Schulz                          | Brünnhildestraße 8                    | 16. Juni 2010 | Irma Schlesinger wurde am 19. Dezember 1896 in Koblau/Oberschlesien als Tochter der jüdischen Eltern Arthur und Gertrude Schlesinger geboren. Irma heiratete den nichtjüdischen Willy Schulz, sie lebten zunächst in Leobschütz/Oberschlesien, wo ihr Mann als Prokurist in einer Bank arbeitete, sie selbst arbeitete als Schneiderin. Die Tochter Judith wurde 1923 geboren. Später zog die Familie nach Berlin, Judith konnte noch nach England entkommen, vermutlich mit einem Kindertransport. Irma lebte 1939 in Schöneberg, Potsdamer Straße 185. In der Folgezeit war sie gezwungen, diese Wohnung aufzugeben und als Untermieterin zu Siegfried Friedeberg in die Brünnhildestraße 8 nach Friedenau zu ziehen; über das Schicksal ihres Mannes konnte nichts ermittelt werden, er war möglicherweise bereits verstorben, sie lebte jedenfalls alleine. Am 10. September 1943 wurde sie mit dem 96. Alterstransport nach Theresienstadt deportiert und von dort am 23. Oktober 1944 nach Auschwitz, wo sie vermutlich sofort ermordet wurde. | 52.47671 13.3307441        |
|      | Rosalie Senfft                       | Goßlerstraße 6                        | 18. Juli 2025 | Rosalie Senfft wurde am 17. Mai 1865 in Gnesen geboren. Ihre Eltern, der Arzt und Geburtshelfer Eduard Johannes Elias Wachtel aus Gnesen und seine Ehefrau Henriette geborene Cohnstein ließen sie am 11. April 1867 evangelisch taufen. Ihr Vater betrieb seine Arztpraxis ab Ende der 1860er Jahre in Berlin. Von Rosalie sind sieben Geschwister bekannt. Sie heiratete 1906 Arno Senfft, den Kaiserlichen Bezirksamtmann der Westkarolinen, Palauinseln und Marianen und wurde bereits 1909 Witwe. Im März 1942 war sie gezwungen aus Ihrem Haus auszuziehen und unter anderem als Untermieterin zu wohnen. Am 17. September des Jahres war sie bereits in der Sammelstelle Große Hamburger Straße. Von hier aus wurde sie vier Tage darauf nach Theresienstadt deportiert. | 52.470581 13.326558        |
|      | Elsa Silberstein                     | Handjerystraße 50                     | 3. Juni 2013  | Elsa Leo kam am 22. September 1878 in Wien als Tochter des Emil Wolf Leo und seiner Frau Dorothea geborene Selowsky auf die Welt. 1899 heiratete sie in Dresden den Kaufmann Hermann Silberstein, der Sohn Walter wurde am 17. April 1900 in Berlin geboren. Die Ehe wurde Ende 1900 geschieden. Elsa lebte seit 1934 bei ihrem Sohn Walter in der Handjerystraße 50/51, Gartenhaus II, Parterre in einer 2,5-Zimmerwohnung mit Küche. Die Miete betrug monatlich 60 Mark, die Hausverwaltung war Investa. Seit 1941 musste Elsa Silberstein Zwangsarbeit leisten, zuletzt bei Nordland-Schneeketten in der Kurfürstenstraße 14. Die Vermögenserklärung musste sie am 3. März 1943 ausfüllen. Dabei gab sie an, dass sie noch 14 Tage Restlohn bekomme, ein Sparbuch bei der Commerzbank mit 150 Mark habe, bei der AOK versichert sei und Kautionen bei Bewag/Gasag hinterlegt habe. Zu den Fragen über Wohnungsinventar, Kleidungsstücke, gewerbliches Eigentum, Kunst- und Wertgegenstände machte sie keine Angaben. Die Gestapo-Verfügung vom 1. Februar 1943 über die Einziehung ihres Vermögens erhielt sie vom Obergerichtsvollzieher am 4. März 1943 in der Auguststraße 17. Elsa und Walter Silberstein wurden während der Fabrikaktion vom Februar/März 1943 an ihren Arbeitsplätzen von der Gestapo verhaftet und in ein Sammellager verschleppt, von wo sie am 4. März 1943 mit dem 34. Transport zusammen mit 1143 Menschen nach Auschwitz deportiert wurden. |                            |
|      | Erna Silberstein                     | Varziner Straße 12                    | 22. Feb. 2020 | Erna Gallewski kam am 5. April 1887 in Breslau als jüngste Tochter des Josef Wolff Gallewski und seiner Frau Flora geborene Hamburger zur Welt. Sie heiratete den Bankbeamten Karl Silberstein. Sie lebten in Tiergarten in der Lessingstraße, als am 15. Juni 1920 ihr Sohn Heinz auf die Welt kam. Ihr Mann hatte sich als Bankkommissionär selbständig gemacht, sein Geschäftslokal befand sich in der Kaiserallee 81 (heute Bundesallee), später Nr. 93, Ecke Fröaufstraße. Privat wohnte die Familie ab 1925 in der Varziner Straße 12. Am 1. März 1939 musste das Ehepaar in das Judenhaus Isoldestraße 6 zu James Lavy ziehen. Erna Silberstein führte dem gerade verwitweten James Lavy den Haushalt für 40 Mark monatlich, den Betrag, den sie monatlich an James Lavy an Miete zahlen mussten. Ihr Sohn Heinz wurde am 2. April 1942 in das Ghetto von Warschau deportiert, Erna Silberstein wurde mit ihrem Mann am 2. Juni 1942 in das Vernichtungslager Sobibor deportiert. |                            |
|      | Heinz Silberstein                    | Varziner Straße 12                    | 22. Feb. 2020 | Heinz Silberstein kam am 15. Juni 1920 als Sohn des Bankkommissionärs Karl Silberstein und seiner Frau Erna geboren Gallewski zur Welt. Ab 1925 wohnte die Familie in der Varziner Straße 12. Seine Eltern mussten am 1. März 1939 dort ausziehen, vorübergehend kam Heinz Silberstein bei der befreundeten Familie Toni und Heinrich Busse in der Fregestraße 20 unter. Im Sommer 1939 zog er zu seinen Eltern in die Isoldestraße 6. Heinz Silberstein musste vermutlich Zwangsarbeit leisten, auf der Deportationsliste wurde er als Arbeiter bezeichnet. Am 2. April 1942 wurde Heinz Silberstein in das Warschauer Ghetto deportiert, das Datum seines Todes ist unbekannt. |                            |
|      | Karl Silberstein                     | Varziner Straße 12                    | 22. Feb. 2020 | Karl Silberstein kam am 30. September 1877 in Czempin/Posen als ältester Sohn von Hermann Silberstein und seiner Frau Miriam geborene Machol zur Welt. Seine Geschwister waren Luise (1879), Selma (1881), Julius (1882) und Hugo (1884). Er wurde Bankbeamter und zog nach Berlin. Er heiratete Erna Gallewski, sie wohnten in Tiergarten in der Lessingstraße, als am 15. Juni 1920 ihr Sohn Heinz auf die Welt kam. Karl Silberstein hatte sich als Bankkommissionär selbständig gemacht und hatte ein Geschäftslokal in der Kaiserallee 81 (heute Bundesallee), ab 1925 in der Nr. 93 Ecke Fröaufstraße. Ab 1925 wohnte die Familie in der Varziner Straße 12. 1935 wurde sein Geschäft als Bankkommissionär liquidiert. Am 1. März 1939 musste Karl Silberstein mit seiner Frau Erna in das Judenhaus Isoldestraße 6 zu James Lavy ziehen. Karl Silberstein leistete Zwangsarbeit als Materialprüfer bei den Siemens & Schuckert Werken AG. Am 2. April 1942 wurde sein Sohn Heinz in das Ghetto von Warschau deportiert, Karl Silberstein und seine Frau Erna wurden am 2. Juni 1942 in das Vernichtungslager Sobibor deportiert. |                            |
|      | Walter Silberstein                   | Handjerystraße 50                     | 3. Juni 2013  | Walter Silberstein wurde am 17. April 1900 in Berlin geboren. Seine Mutter war Elsa Silberstein geborene Leo, sein Vater war der Kaufmann Hermann Silberstein. Die Ehe seiner Eltern wurde 1900 geschieden. Walter lebte in der Wohnung Handjerystraße 50 bereits seit 1933. Seit dem 26. September 1941 leistete er Zwangsarbeit, zuletzt als Hilfsarbeiter bei der Deutschen Reichsbahn, Depot Yorckstraße, für einen Wochenlohn von 25 Mark. In der Vermögenserklärung, die er am 1. März 1943 ausfüllen musste, gab er an, dass er noch Lohn für drei Tage bekäme und dass er sozialversichert sei. Zum Inventar gab er an: 1 Sofa, 1 Tisch, 2 Stühle, zu Wäsche: diverse Anziehsachen. Alle Fragen über Wertgegenstände und gewerbliches Eigentum wurden von ihm durchgestrichen. Die Gestapo-Verfügung vom 1. Februar 1943 über die Einziehung seines Vermögens wurde ihm am 1. März 1943 vom Obergerichtsvollzieher zugestellt. Nach der Deportation und Ermordung von Else und Walter Silberstein wurde der Eingang des von der Reichsbahn zu zahlenden Restlohns von 18,82 Mark vom Oberfinanzpräsidenten Berlin-Brandenburg bestätigt. In der Wohnung lebte auch die Schwester von Elsa, Marie Collin, geb. Leo. Die Hausverwaltung Investa schrieb an die Vermögensverwertungsstelle, die Miete für März 1943 sei noch nicht bezahlt, Marie Collin sei am 1. April 1943 evakuiert worden, die Wohnung, in der noch Möbel vorhanden seien, von der Gestapo versiegelt. Die Vermögensverwertungsstelle schrieb: „Die Jüdin Marie Sarah Collin hat sich durch Flucht aus der Wohnung der Evakuierung entzogen.“ Am 17. Juni 1943 schätzte der Gerichtsvollzieher den Wert des Wohnungsinventars auf 350 Mark. Bis Oktober 1943 betrug der Mietrückstand 360 Mark, er wurde von der Vermögensverwertungsstelle bezahlt. Am 18. Oktober 1943 wurde die Wohnung geräumt. Elsa und Walter Silberstein wurden während der Fabrikaktion vom Februar/März 1943 an ihren Arbeitsplätzen von der Gestapo verhaftet und in ein Sammellager verschleppt, von wo sie am 4. März 1943 mit dem 34. Transport zusammen mit 1143 Menschen nach Auschwitz deportiert wurden. |                            |
|      | Barbara Hannelore Simke              | Wilhelmshöher Straße 17               | 17. Mai 2023  | Barbara Hannelore Margarete Simke kam am 22. September 1934 als Tochter des jüdischen Hans Philipp Simke und der nichtjüdischen Erna geborene Toepfer zur Welt. Die Familie wohnte seit 1931 in der Wilhelmshöher Straße 17 in Friedenau. Barbaras Mutter hatte an der Albert-Reimann-Schule in Berlin-Schöneberg Modezeichnerin studiert und arbeitete für verschiedene Berliner Modehäuser, ihr Vater war Kaufmann, jedoch seit Frühjahr 1935 ohne Arbeit. Kurz nach Barbaras Geburt bereiteten ihre Eltern daher die Emigration aus Deutschland vor, die im Oktober 1935 zunächst nach Porto in Portugal führte, da ein Einreisevisum in die USA mit mehreren Jahren Wartezeit in Deutschland verbunden gewesen wäre. Im Februar 1939 folgte ihnen die Großmutter Lisa nach Porto. Am 1. März 1939 wurde Barbaras jüngerer Bruder John Peter in Portugal geboren und im April 1940 ihre Kusine Isabel, denn auch die Schwester ihres Vaters Hans Philipp, Tante Eleonore, war mit ihrem jüdischen Ehemann Arnold Schmitt aus Deutschland nach Porto geflüchtet. 1941 erhielten Barbara und ihre Eltern, ihre Großmutter Lisa und auch die Familie ihrer Tante Eleonore die Einreisevisen in die USA. Am 23. Juni 1941 konnten sie über Ellis Island einreisen. |                            |
|      | Erna Simke                           | Wilhelmshöher Straße 17               | 17. Mai 2023  | Helene Gertrud Erna Toepfer (genannt Erna) kam am 29. März 1905 in Potsdam als Tochter des Feinmechanikers Reinhold Toepfer (1873 – 1951) und seiner Frau Margarete geborene Hensing (1879 – 1967) zur Welt. Sie hatte zwei ältere Schwestern, Hannelore und Johanna. Die Familie war evangelisch. Ihr Vater hatte den Familienbetrieb Otto Toepfer & Sohn übernommen, aber nach dem Ende des Ersten Weltkriegs musste die Firma Konkurs anmelden. 1918 zog die Familie nach Berlin und wohnte in Steglitz in der Albrechtstraße 18. Sie nahm an der Albert-Reimann-Schule ein Studium zur Modezeichnerin auf. In der prosperierenden Modebranche Berlins arbeitete sie für mehrere renommierte Modehäuser bei den Haute – Couture Schauen in Paris als Zeichnerin. Erna lernte Eleonore und ihren Bruder Hans Philipp Simke kennen. Am 22. Dezember 1930 heirateten Hans Philipp und Erna Toepfer. Sie bezogen eine Wohnung in der Wilhelmshöher Straße 17 in Friedenau; hier lebten auch einige Mitglieder der „Roten Kapelle“ wie Erika Gräfin von Brockdorff, Adam und Greta Kuckhoff, sowie Künstler und Journalisten. Dieses Gebäude war ursprünglich ein „Einküchenhaus“: Lily Braun, geborene von Kretschman, hatte dieses Konzept, das Frauen durch eine im Erdgeschoß befindliche „Zentralküche“ von der Hausarbeit entlasten sollte, 1897 vorgestellt. 1909 bezogen die ersten Mieter ihre Wohnungen. Die Idee setzte sich jedoch nicht durch. Wenige Jahre später hatten alle Wohnungen, auch die der Simkes, ihre eigene Küche. Am 22. September 1934 wurde das erste Kind der Eheleute geboren, die Tochter Barbara Hannelore Margarethe. Ernas Ehemann verlor Ende 1932 seine Festanstellung, schlug sich noch zwei Jahre als selbständiger Handelsvertreter – zuletzt für die Radiogroßhandlung WEZETT RADIO GmbH – durch und war Anfang 1935 arbeitslos. Ernas Einkommen trug daher seit einigen Jahren zu einem großen Teil zum Lebensunterhalt der jungen Familie bei. Erna, ihre einjährige Tochter Barbara und ihre Schwägerin Eleonore emigrierten im Oktober 1935 zunächst nach Porto in Portugal. Ernas Berliner Arbeitgeber Aribert Schwabe sorgte dafür, dass sie weiterhin für die jährlichen vier Modeschauen mit der neuesten Haute-Couture nach Paris reiste. Ihr Mann konnte ihr in die Emigration folgen, am 1. März 1939 wurde das zweite Kind von Erna und Hans Philipp, ihr Sohn John Peter geboren. Im April 1940 wurden auch Eleonore und Arnold Schmitt Eltern von einer Tochter Isabel. 1941 erhielten alle Familienangehörigen in Porto endlich das Einreisevisum in die USA und erreichten am 23. Juni 1941 Ellis Island. In den USA bauten sich Erna und Hans Philipp Simke eine neue berufliche Existenz auf. Ein drittes Kind, die Tochter Catherine Ann, wurde im Mai 1943 geboren. Erna blieb zeitlebens in der Modebranche erfolgreich. |                            |
|      | Hans Philipp Simke                   | Wilhelmshöher Straße 17               | 17. Mai 2023  | Hans Philipp Simke kam am 1. Oktober 1902 in Schwersenz in der preußischen Provinz Posen als Sohn des Schneiders Robert Simke und seiner Frau Lisa geborene Placzek zur Welt. 1906 zog die Familie nach Berlin. Dort kam am 22. Dezember 1906 Hans Philipps jüngere Schwester Eleonore zur Welt. Von 1915 bis 1933 wohnte die Familie in der Xantener Straße 17. Der Vater Robert arbeitete zunächst bei einer Wach- und Schließgesellschaft, später als Verkaufsleiter in der Gemäldegalerie Erna Knippel am Kurfürstendamm mit einem Büro in der Friedrichstraße. Hans Philipp besuchte nach der Grundschule das Kaiser-Friedrich-Gymnasium in Berlin-Charlottenburg und ab 1916 die Rothert'sche Realschule in Blankenburg (Harz). Er absolvierte eine kaufmännische Lehre, worauf eine erfolgreiche berufliche Karriere in Berlin folgte. Bereits 1928 bekleidete er bei der Firma Blochert & Comp. eine leitende Stellung und war für den Export von Lederwaren in die USA zuständig. In dieser Zeit freundete sich Hans Philipp, gemeinsam mit seiner Schwester Eleonore und deren Verlobten Arnold Schmitt, mit einer jungen Modezeichnerin, der nichtjüdischen Erna Toepfer an. Helene Gertrud Erna Toepfer, die am 29. März 1905 in Potsdam geboren war, arbeitete für mehrere Modehäuser, für die sie bei den Haute-Couture-Schauen in Paris die aktuellen Designs zeichnete. Am 22. Dezember 1930 heirateten Hans Philipp und Erna Toepfer. Sie bezogen eine Wohnung in der Wilhelmshöher Straße 17 in Friedenau; hier lebten auch die Mitglieder der „Roten Kapelle“ Erika Gräfin von Brockdorff, Adam und Greta Kuckhoff, sowie Künstler und Journalisten. Das Gebäude war ursprünglich ein „Einküchenhaus“: Lily Braun hatte ein Konzept, das Frauen durch eine „Zentralküche“ im Erdgeschoss von der Hausarbeit entlasten sollte, bereits 1897 vorgestellt. 1909 bezogen die ersten Mieter ihre Wohnungen, doch die Idee setzte sich nicht durch. Wenige Jahre später hatten alle Wohnungen, auch die der Simkes, ihre eigene Küche. Am 22. September 1934 wurde das erste Kind der Eheleute geboren: die Tochter Barbara Hannelore Margarethe. Hans Philipp gelang es nach Porto in Portugal auszureisen, seine Frau und seine Tochter folgten ihm. Erna konnte ihre Tätigkeit als Modezeichnerin dort fortsetzen. Ihr Berliner Auftraggeber Aribert Schwabe sorgte dafür, dass sie weiterhin zu den jährlichen vier Modeschauen nach Paris reisen konnte. Hans Philipps Mutter Lisa folgte ihnen im Februar 1939. Sein Vater Robert floh jedoch 1936 nach Prag. In Porto wurde am 1. März 1939 das zweite Kind von Hans Philipp und Erna, ihr Sohn John Peter geboren. 1941 wurden die ersehnten Einreisevisa in die USA genehmigt. Am 23. Juni 1941 kamen Hans Philipp und seine Familie gemeinsam mit seiner Mutter Lisa Simke in Ellis Island an. In Prag war Vater Robert inzwischen von den Deutschen verhaftet worden und befand sich 1941 stationär im Jüdischen Krankenhaus. Seit Jahren war er schwer nierenkrank. Nach einer Zeit im Untersuchungsgefängnis Moabit wurde er am 30. Juni 1942 todkrank in das Jüdische Krankenhaus in der Iranischen Straße gebracht, wo er noch am selben Tag starb. Er wurde am 9. Juli 1942 auf dem Jüdischen Friedhof Weißensee bestattet |                            |
|      | Max Sittenfeld                       | Offenbacher Straße 27                 | 6. Mai 2024   | |                            |
|      | Rosa Sittenfeld                      | Offenbacher Straße 27                 | 6. Mai 2024   | |                            |
|      | Malwine Steiner                      | Handjerystraße 1                      | 3. Juni 2013  | Malwine Steiner, geb. Lehmann, wurde am 2. März 1860 in Kruschwitz (Posen) geboren. Im Berliner Adressbuch ist sie von 1931 bis 1933 in Friedenau in der Hähnelstraße 17 als Kaufmannswitwe verzeichnet. Im selben Haus wohnten in diesem Zeitraum auch ihre Tochter Nelly und ihr Schwiegersohn Erich Neumann, von Beruf Kaufmann. Ihr Ehemann Markus Steiner verstarb bereits 1920. 1934 zog Malwine Steiner im Alter von 74 Jahren mit Tochter und Schwiegersohn auf die andere Seite des Perelsplatzes in die Handjerystraße 1 um und lebte von nun an im Haushalt ihrer Tochter und ihres Schwiegersohnes. Ihre andere Tochter Charlotte Bartel wohnte mit ihrem Ehemann in der Nähe. Anscheinend waren beide Töchter durch ihre nichtjüdischen Ehemänner geschützt oder konnten sich rechtzeitig in Sicherheit bringen. Sie sind jedenfalls nicht in den Gedenkbüchern für die jüdischen Opfer des Nationalsozialismus genannt. Im Februar 1943 wurde Malwine Steiner im Alter von 83 Jahren ins jüdische Krankenhaus gebracht. Ein Jahr später, am 7. März 1944, forderte die Gestapo sie auf, die Vermögenserklärung auszufüllen. Am 8. März 1944 händigte ihr der Obergerichtsvollzieher die Gestapo-Verfügung über die Beschlagnahme ihres Vermögens aus. Am 10. März 1944 wurde Malwine Steiner im 103. Alterstransport mit 55 weiteren Insassen nach Theresienstadt deportiert. Wir wissen heute um die erbärmlichen Bedingungen, denen die Menschen in den Deportationszügen und dann im KZ Theresienstadt ausgesetzt waren: Kälte, Enge und Gewalt, Hunger, Krankheiten und Seuchen. Malwine Steiner hielt noch fast ein dreiviertel Jahr durch. Sie starb Mitte November 1944 im Alter von 84 Jahren. Ihre Tochter Nelly stellte Ende der 1950er Jahre an die Berliner Behörden einen Antrag auf Entschädigung für die rassische Verfolgung ihrer Mutter und den dadurch ihr, der Tochter, zugefügten Schaden, ihren Krankheiten und Angstzuständen. Das Verfahren zog sich einige Jahre hin. Der Antrag wurde abgelehnt. |                            |
|      | Lilli Sternheim                      | Büsingstraße 6                        |               | |                            |
|      | Paul Sternheim                       | Büsingstraße 6                        |               | |                            |
|      | Hans Sternfeld                       | Büsingstraße 5                        | 25. Nov. 2020 | Hans Sternfeld kam am 18. April 1919 in Frankfurt am Main als Sohn des Zoologen und Rennsportjournalisten Dr. Richard Sternfeld und seiner Frau Else geborene Blum auf die Welt. Seine Schwester Lore war bereits 1915 geboren. 1922 zog er mit seinen Eltern und seiner Schwester Lore nach Berlin in die Kirchstraße 9 (heute Schmiljanstraße) in Friedenau. Nach der Scheidung der Eltern 1927 und der Wiederverheiratung der Mutter mit Hans Pander im April desselben Jahres zog die Familie 1933 in die Büsingstraße 5. 1937 befand sich Hans Sternfeld in der Ausbildung zum Maschinenschlosser. Am 6. April 1937 wurde er in der Büsingstraße 5 tot aufgefunden. Er soll sich einer bevorstehenden Verhaftung durch einen Sprung aus dem Fenster entzogen haben. |                            |
|      | Lore Sternfeld                       | Büsingstraße 5                        | 25. Nov. 2020 | Lore Sternfeld kam am 9. August 1915 in Frankfurt am Main als Tochter des Zoologen und Rennsportjournalisten Dr. Richard Sternfeld und seiner Frau Else geborene Blum zur Welt. Im April 1919 wurde ihr Bruder Hans in Frankfurt geboren. Im Frühjahr 1922 zogen ihren Eltern mit ihr nach Berlin in die Kirchstraße 9 (heute Schmiljanstraße) in Friedenau. Ihre Eltern ließen sich scheiden, ihre Mutter heiratete in zweiter Ehe den Journalisten Hans Pander, von 1933 bis 1941 wohnte sie mit ihrer Mutter Else und Hans Pander in der Büsingstraße 5 und ab Mai 1941 mit diesen zur Untermiete in der Wohnung von Alexander Zutrauen (1876–1943) und seiner Frau Else, geb. Hoch (1887–1943), in Wilmersdorf, Bregenzer Straße 3, 1. OG. Sie hatte eine Ausbildung als Feinmechanikerin absolviert und war bis zu ihrer Deportation als Heimarbeiterin (möglicherweise über Kontakte von Hans Pander) bei der Astro-Gesellschaft Bielicke & Co (Berlin-Neukölln, Lahnstraße 25–27), die optische Geräte herstellte, beschäftigt. Am 29. Januar 1943 wurde sie mit ihrer Mutter Else Pander, deren zweiter Mann Hans Pander sowie ihren Vermietern Alexander und Else Zutrauen mit dem 27. Osttransport nach Auschwitz deportiert und dort ermordet. Nach der erfolgten Deportation wandte sich ihr ehemaliger Arbeitgeber an die Oberfinanzbehörde, um die Rückgabe von Objektiven einzufordern, die Lore Sternfeld zur Bearbeitung anvertraut waren. |                            |
|      | Franz Streit                         | Taunusstraße 4                        | März 2008     | Franz Streit kam am 14. Oktober 1898 in Gramelow/Kreis Stargard auf die Welt. Er wurde Sattler, zog nach Berlin und arbeitete bei der Firma Mix und Genest (Radiotechnik) in Grunewald als Fernmeldetechniker. Er war Mitglied der KPD und der Saefkow-Gruppe, einer Widerstandsgruppe um Anton Saefkow. Als er in Halensee, wo er zunächst wohnte, ausgebombt wurde, zog er in die Taunusstraße 4; dort unterstützte er zusammen mit Hildegard Neumeier das jüdische Ehepaar Adelheid und Werner Müller und ließ es unangemeldet dort wohnen. Der im Widerstand tätige Gustav Wegener überließ ihm eine Schreibmaschine, damit sollte er einen Kurzwellensender bauen; dies gelang jedoch nicht. Am 20. Juli 1944 wurde Franz Streit und das Ehepaar Müller verhaftet. Franz Streit und Hildegard Neumeier wurden angeklagt, am 13. Dezember 1944 wurde Franz Streit zum Tode verurteilt und am 22. Januar 1945 im Zuchthaus Brandenburg-Görden hingerichtet. |                            |
|      | Max Tausk                            | Bennigsenstraße 17                    | 22. Feb. 2020 | Moritz Max Tausk kam am 12. Oktober 1889 in Berlin als Sohn des Färbereibesitzers Berthold Tausk und seiner Frau Elisabeth geborene Marcuse auf die Welt. Er hatte noch eine Schwester Lina, die am 12. Februar 1887 geboren war. Welchen Beruf Max Tausk hatte, wissen wir nicht. 1939 wohnte er als Untermieter in Halensee, Kurfürstendamm 105 im Gartenhaus, II Obergeschoss. Dann zog er zu seiner Schwester Lina, die mit dem Kaufmann Richard Crohn verheiratet war und mit ihm die beiden Söhne Thomas und Robert hatte. Die Familie wohnte in Friedenau in der Bennigsenstraße 17 vorne Parterre. Aus der Wohnung Richard und Lina Crohn wurde am 14. September 1942 als erste die zwangseingewiesene Nadine Eliasch deportiert. Im Rahmen der sogenannten Fabrikaktion wurde von der Familie Crohn der Sohn Robert am 1. März 1943, sein Vater Richard Crohn am 2. März 1943 und schließlich am 6. März 1943 wurde Max Tausk zusammen mit seiner Schwester Lina Crohn und deren Sohn Thomas nach Auschwitz deportiert. Von keinem ist ein Todesdatum bekannt. |                            |
|      | Kurt Türkel                          | Bundesallee 79A                       | 5. März 2024  | Kurt Türkel kam am 10. Mai 1915 in Brünn (Brno) als Sohn des Oskar Türkel und seiner Frau Ella geborene Stark zur Welt. Er besuchte nach der Grundschule von 1926 bis 1933 das Jüdische Reformrealgymnasium in Brünn, dann wurde er Buchbinder und heiratete 1939 in Prag die aus Berlin stammende Hannelore Schiller. Sein letzter Wohnsitz war in Prag VII Strossmayerstraße 3 bzw. Prag V., bzw. Mislova 23. Am 17. Dezember 1941 wurde er mit seiner Frau Hannelore und deren Mutter Edith Schiller mit dem Transport N. nr 255 nach Theresienstadt deportiert. Von dort wurde er in das KZ Auschwitz deportiert und am 10. Oktober 1944 mit dem Transport Ek. Nr. 334 in das KZ Dachau, wo er am 5. Januar 1945 ermordet wurde. Als Todesursache wurde Enterocolitis angegeben. |                            |
|      | Alfred Wagner                        | Goßlerstraße 20                       | 28. Juni 2010 | Alfred Wagner kam am 1. September 1879 in Görlitz als Sohn des Schneidermeisters Louis Wagner und seiner Frau Auguste geborene Horn zur Welt. Er wurde Kaufmann und Handelsvertreter und heiratete 1909 in Berlin Betty Klein. Sie lebten in der Goßlerstraße 20 mit Bettys jüngerem Bruder Max zusammen. Betty beging am 31. März 1939 mit Schlaftabletten Suizid. Am 8. Oktober 1941 wurden Alfred Wagner und sein Schwager Max Klein mit dem 1. Transport nach Lodz deportiert. Dort wohnten sie in der Fischstraße 12. Alfred Wagner wurde am 27. März 1942 ermordet. |                            |
|      | Betty Wagner                         | Goßlerstraße 20                       | 25. Juli 2024 | Betty Klein kam am 18. April 1886 in Berlin als Tochter des Schuhmachermeisters Abraham Klein und seiner Frau Lene geborene Sobotker zur Welt. Ihre Geschwister waren Rosa (1885), Jette (1889) und Max (1887). Betty heiratete am 31. Januar 1909 in Berlin den Kaufmann und Handelsvertreter Alfred Wagner. Sie lebten in der Goßlerstraße 20 zusammen mit ihrem jüngeren Bruder Max. Am 31. März 1939 beging Betty Wagner Suizid mit Schlaftabletten. Ihr Mann Alfred und ihr Bruder Max wurden zusammen deportiert und beide ermordet. Ihre Schwester Rosa hatte Theodor Jacoby geheiratet und 1916 den Sohn Herbert bekommen. Ihr Mann starb 1932, Rosa Jacoby und ihr Sohn wurden aus der Prinzregentenstraße 89 deportiert und ermordet. Ihre Schwester Jette hatte 1911 den Schneider Bernhard Jacobus geheiratet, ihnen gelang die Ausreise nach England. Nach dem Ende des Zweiten Weltkriegs machte eine Nichte von Alfred Wagner, Marianne Wagner de Israelski, Wiedergutmachungsansprüche geltend. Sie war die Tochter von Alfreds Bruder Max (geboren am 16. November 1875 in Görlitz) und seiner Frau Helene geborene Schachian. Max Wagner und seine Frau Helene wurden beide aus der Innsbrucker Straße 54 deportiert, Helene Wagner im Oktober 1942 nach Ravensbrück, Max Wagner am 14. Dezember 1942 nach Auschwitz. Marianne Wagner konnte nach Bolivien entkommen. |                            |
|      | Felix Wasservogel                    | Büsingstraße 6                        |               | |                            |
|      | Else Weil                            | Bundesallee 79 (ehem. Kaiserallee 79) | 27. Aug. 2014 | |                            |
|      | Margarete Weil                       | Stierstraße 19                        | 7. Juli 2008  | Margarete Weil wurde am 7. September 1875 in Crossen an der Oder als Tochter einer jüdischen Familie geboren. Sie zog nach Berlin und wohnte in der Stierstraße 19 im Gartenhaus Parterre als Untermieterin von Elly Herz. Am 10. September 1942 wurde sie nach Theresienstadt deportiert, sie starb am 3. Januar 1943. | 52.4743059 13.3374586      |
|      | Helene Windmüller                    | Handjerystraße 29                     | 3. Juni 2013  | Helene Windmüller kam am 4. Dezember 1888 in Mainz als Tochter ihrer jüdischen Eltern Josef Windmüller (geb. 25. September 1860 in Langenschwarz; gest. 20. Mai 1917 in Mainz) und Maria Katharina Windmüller (geb. Studberg 30. März 1861 in Elberfeld; gest. 28. November 1927 in Mainz) auf die Welt. Helene hatte mindestens noch acht Geschwister, die im Zeitraum von 1883 bis 1900 geboren wurden. Sie wurde Schneiderin und zog nach Berlin. 1938 lebte sie in der Knausstraße 9, danach zog sie in die Handjerystraße 29. Von dort wurde sie als eine von 1009 Berliner Jüdinnen und Juden am 19. Januar 1942 mit dem 9. Osttransport nach Riga (Lettland) deportiert. Da war sie 53 Jahre alt. Nichts weiter ist über sie in Erinnerung geblieben. Und wenn es offiziell heißt, sie sei in Riga „verschollen“, so verbirgt sich dahinter, dass Helene Windmüller sogleich nach ihrer Ankunft dort gemeinsam mit allen anderen Menschen jenes Transports ermordet wurde. Ihre Schwester Ernestine Pauline Windmüller (geb. 15. Mai 1891 in Mainz) hatte am 3. April 1921 in Dürrmaul (heute Drmoul) ihren Mann Maximilian Kohorn (geb. 14. August 1880 in Dürrmaul) geheiratet, am 21. Februar 1922 wurde ihre Tochter Ilse Ruth in Wien geboren. 1939 lebten sie in Pribram (heute Příbram). Am 4. September 1942 wurden sie gemeinsam aus Prag nach Theresienstadt deportiert, am 8. September 1942 weiter ins Vernichtungslager Maly Trostinez und dort ermordet. Nur ihr Bruder Siegfried Windmüller (geb. 24. Oktober 1897 in Mainz) überlebte den Holocaust, er konnte Anfang Februar 1939 nach New York auswandern. Am 26. August 1939 stellte er in Nashville/Tennessee einen Antrag auf Einbürgerung, in den USA nannte er sich dann Fred Winn Miller. Er starb am 13. März 1962 in Charlotte/North Carolina. | 52.4720529 13.3324636      |
|      | Theodor Wolff                        | Bundesallee 79 (ehem. Kaiserallee 79) | 5. Juni 2004  | Theodor Wolff, promoviert zum Dr. phil., rechtskonservativer Journalist und Schriftsteller, geboren am 25. Juli 1880 in Sangerhausen, verwendete als Autor den Namen Theodor Wolff-Thüring, um nicht mit seinem liberalen Namensvetter Theodor Wolff verwechselt zu werden (das ursprünglich auf dem Stolperstein vorhandene unrichtige Geburtsjahr 1868 wurde berichtigt); er war Mitglied der Vereinigung deutsch-nationaler Juden und zeitweise Redakteur der Toleranz. Deutsch-völkische Wochenschrift für Juden und Christen, verfasste Publikationen gegen die liberale Presse und die Sozialdemokratie, wurde Anfang 1943 ins KZ Auschwitz deportiert und starb dort am 20. Juli 1943; seine Tochter Edith Wolff überlebte den Nationalsozialismus. |                            |
|      | Henriette Wolfsohn                   | Brünnhildestraße 3                    | 16. Juli 2007 | Henriette Wolfsohn kam am 31. Januar 1865 in Tarnowitz/Oberschlesien als Tochter jüdischer Eltern zur Welt. Sie blieb ledig und wurde Putzmacherin, von 1918 bis 1935 besaß sie ein eigenes Corsagengeschäft in der Rheinstraße 13 in Friedenau. Bis 1937 wohnte sie privat in einer Wohnung in der Rheinstraße in der Nähe ihres Geschäfts. Dann zog sie wohl aus finanziellen Gründen als Untermieterin zu Paula Guttmann in die Brünnhildestraße 3. Anfang 1942 wurde sie in das Jüdische Olga-Stern-Altersheim in der Iranischen Straße 2 in Berlin-Wedding eingewiesen. Im Juli 1942 erhielt sie die Aufforderung, sich zur Deportation bereitzuhalten. In der Vermögenserklärung gab sie als Beruf „Putzfrau“ an. Kurz vor ihrer Deportation schrieb sie einen Zettel: „Bin heute weggekommen. Herzliche Grüße u. alles Gute. Eure Henriette“. Am 29. Juli 1942 wurde sie nach Theresienstadt deportiert, dort starb sie einen knappen Monat später, am 20. August 1942, laut Todesfallanzeige an „Herzschwäche“. | 52.476362 13.3304704       |